# Gastronomía de Costa Rica

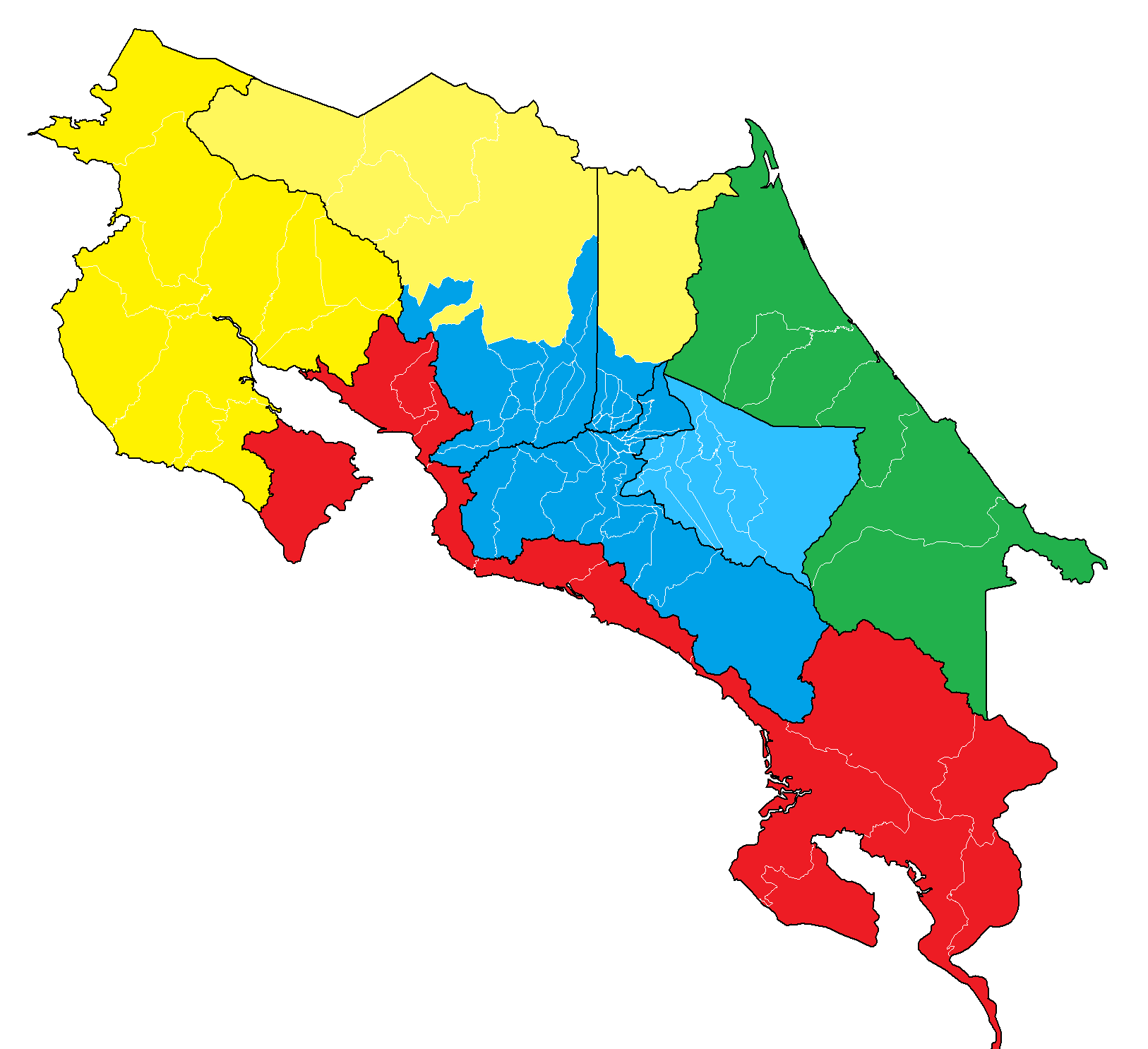
Regiones gastronómicas de la cocina costarricense.
Norte
Valle central
Puntarenas
Limón

La gastronomía de Costa Rica reúne las costumbres y usos culinarios de los habitantes de dicho país, y es parte de su identidad nacional. 
A nivel sociocultural, se trata de una cocina con un intenso mestizaje, fuertemente condicionado por su entorno tropical, y muy próximo a la dieta mediterránea a causa de una mezcla basal entre grupos sudeuropeos, levantinos y sefardíes. Existen también notables aportes de origen africano, indígena, afroantillano, oriental, latinoamericano y de otras partes de Europa.
Además, por su posición geográfica en medio de las dos grandes masas territoriales de América, a lo largo de su historia Costa Rica ha sido un puente biológico y cultural entre el norte y el sur del continente. Esto ha producido en su pequeño territorio un encuentro de flora y fauna único, que genera una exuberante gama de productos alimenticios; enriquecida además con todo el raudal de los frutos del mar debido a que sus costas están bañadas por dos océanos.
De esta forma, el país posee cuatro regiones culinarias bien definidas por su geografía y desarrollo cultural: Valle Central Occidental y Oriental, Guanacaste y Zona Norte, Puntarenas y Limón. Con una base en común compuesta primordialmente de alimentos como: el chifrijo, el gallo pinto, el casado, los picadillos, la olla de carne, los gallitos, las empanadas, la pasta, la fruta fresca y el café.

## Historia

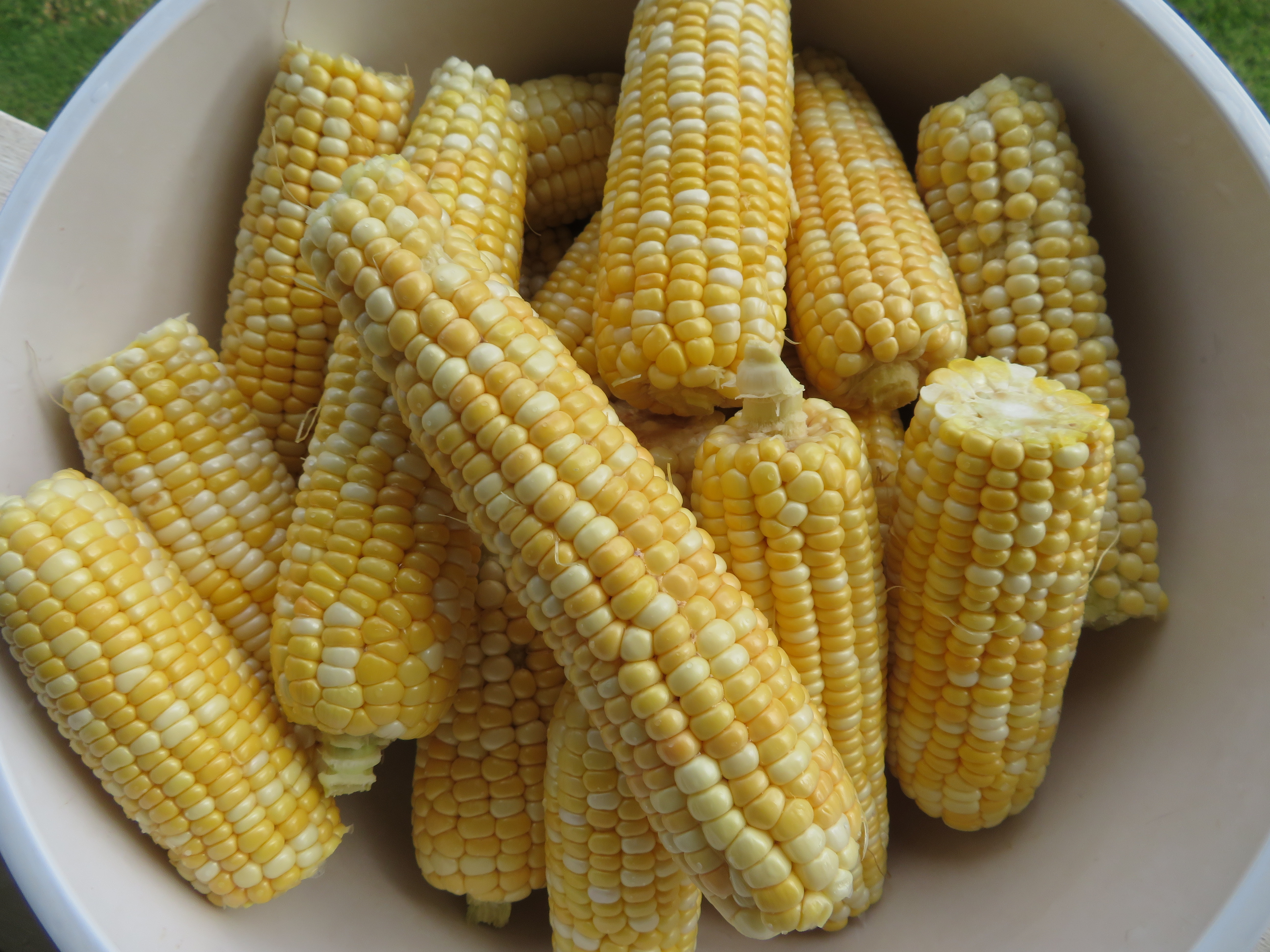
Transmitido a través de la cultura mesoamericana, el maíz es de las principales herencias aborígenes en la dieta costarricense.

Costa Rica estuvo habitada desde hace miles de años por diversos grupos indígenas pertenecientes al Área de Mesoamérica y al Área Intermedia, también con grandes influencias caribes; cuyos usos gastronómicos perduran principalmente a través de vegetales como el maíz, los frijoles, las patatas, el cacao, las yucas y los ayotes. Luego, cuando el territorio fue ocupado por el Imperio español, los colonizadores ibéricos procedentes principalmente de Andalucía, Galicia y Castilla, venidos además con un numeroso grupo de sefardíes, introdujeron productos como leche, crema, mantequilla, queso, arroz, trigo, caña de azúcar y nuevos animales. Dicho encuentro cultural generó la base del mosaico alimentario costarricense, que recibe también el notable aporte de los africanos traídos como esclavos desde la región occidental de su continente.

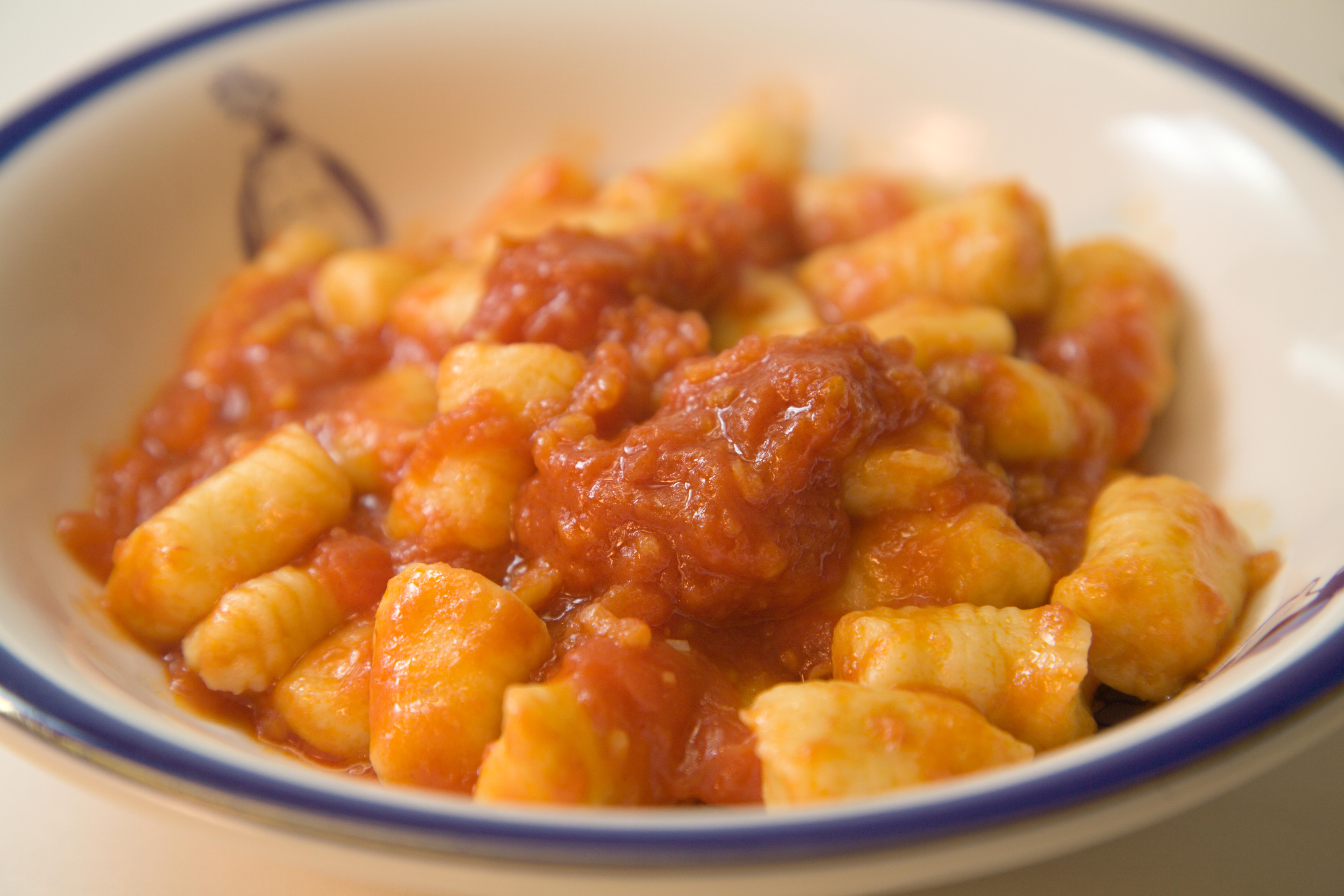
Durante el auge cafetalero la inmigración masiva (principalmente mediterránea) fue muy importante para el desarrollo culinario criollo y la propagación de productos como la pasta. En la imagen: ñoquis.

Con este fuerte sincretismo colonial se originaron todo tipo de alimentos mestizos como la empanada de chiverre, que mezcla el trigo europeo y la caña de azúcar africana, con una calabaza americana; o el tamal originalmente aborigen, al que se le agregó cerdo, aceitunas y arroz. Además se empezó a exportar cacao, de manera que existe una gran tradición chocolatera desde el siglo xviii.
Posteriormente comienza la industria licorera costarricense, cuando el gobierno colonial estableció el monopolio del aguardiente en Costa Rica para proveer de alcohol a la Capitanía General de Guatemala, en 1755. Luego de la independencia, casi 100 años después, el presidente Juan Rafael Mora Porras creó la Fábrica Nacional de Licores y en 1856 inauguró el edificio histórico, que aún se conserva en San José. Allí se producían guaro, ron, ginebra y cremas (anís, menta, naranja), todas bebidas alcohólicas de especial popularidad.
Por otro lado, el café costarricense se empezó a exportar a inicios del siglo xix, hasta consolidarse en la década de 1840 como un producto de máxima importancia para la economía nacional y, paulatinamente, para la culinaria en sí. Dicha bonanza agroexportadora logró un considerable nivel de bienestar que atrajo importantes cantidades de inmigrantes desde 1880 hasta 1950; especialmente mediterráneos (españoles, italianos, sirios, griegos, libaneses, turcos y franceses del sur), estadounidenses y afroantillanos (jamaiquinos, arubanos y bahameños), seguidos por otros europeos (alemanes, británicos, suizos y polacos), asiáticos (cantoneses e indios) y, en menor medida, latinoamericanos (mexicanos, nicaragüenses, panameños, cubanos, colombianos, peruanos y argentinos). Todos esos grupos terminarían por fundirse en la sociedad costarricense, creando una población diversa y mestiza, con una gastronomía extremadamente pluricultural.
Finalmente, el mosaico alimentario costarricense se vio alterado una vez más entre los años 1960 y 1980, período en el que aparecen los grandes supermercados con todo tipo de ingredientes importados y comienza una elevada inmigración latinoamericana, persistente hasta la actualidad. Hoy en día esos hitos, aunados a la influencia de la globalización, propician que los ticos sigan creando nuevas recetas e innovando su cocina.

## Ingredientes
| Maíz        | Frijoles      | Papa     | Yuca     | Ayote        |
| Tomate      | Chayote       | Aguacate | Pejibaye | Palmito      |
| Chile Dulce | Chile Picante | Achiote  | Maní     | Vainilla     |
| Cacao       | Guayaba       | Jocotes  | Miel     | Caza y pesca |

| Arroz            | Trigo         | Café    | Caña de azúcar | Res y leche | Cerdo            |
| Banano y plátano | Naranjas      | Limones | Cebolla        | Ajo         | Comino           |
| Culantro         | Apio          | Menta   | Hierbabuena    | Jengibre    | Gallina y huevos |
| Canela           | Clavo de Olor | Cerveza | Pavo           | Piña        | Orégano          |

### Cereales

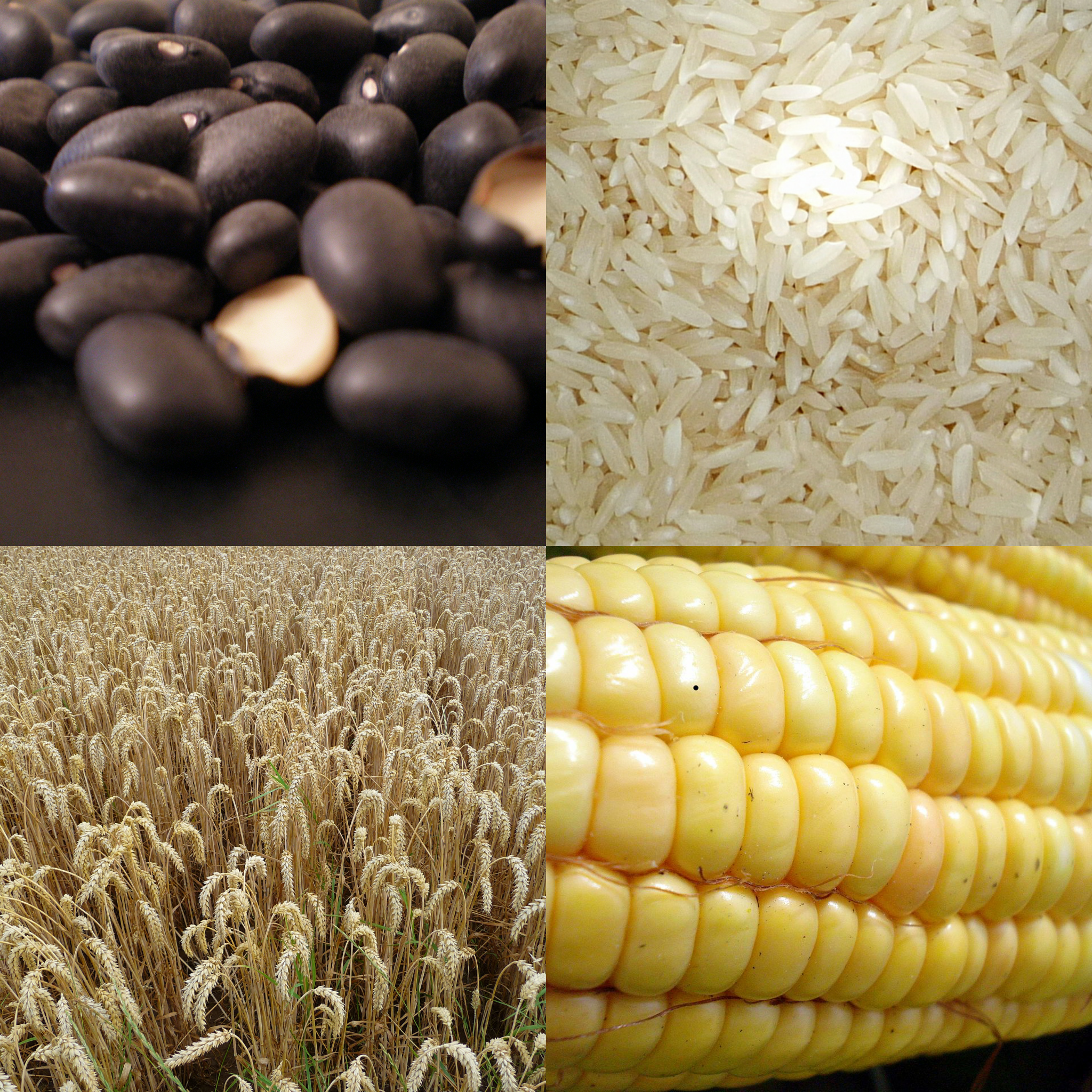
Los principales granos de la dieta del costarricense.

El núcleo principal de la alimentación del costarricense son los cereales. Se considera que el elemento básico de la dieta es el arroz, frecuentemente mezclado con los frijoles, seguidos del trigo y en menor medida el maíz. Los dos principales platillos típicos del país, el gallo pinto y el casado, incluyen el arroz y los frijoles como base. En Costa Rica, la combinación de estos dos ingredientes se considera importantísima en la prevención de la desnutrición, puesto que la mezcla de un cereal (el arroz) con un grano leguminoso (el frijol) forma una proteína de alto valor nutricional semejante al que tienen la carne y el huevo. El consumo integrado de estos dos alimentos también le otorga al organismo energía y fibra dietética, así como hierro, sodio y concentraciones de tiamina, potasio, zinc y magnesio. Un plato con 250 g de arroz y frijoles aporta 200 calorías, 40 gramos de carbohidratos, 7 gramos de proteína y 0.5 gramos de grasa.
El maíz es considerado un patrimonio cultural y natural. Su consumo proviene desde la época prehispánica, cuando fue la principal fuente de alimentación de los indígenas. En todas las etapas históricas el maíz ha sido clave para la dieta costarricense, a través de atoles, tortillas, mezclado con carnes y hasta en bebidas fermentadas como la chicha. Dicho acervo se enriquece aún más con la existencia de, por lo menos, 100 variedades de maíz criollo, desde los populares blanco y amarillo, hasta el pujagua.
Finalmente, el trigo se cultivó en el Valle Central durante la época colonial y desde entonces fue necesario importarlo a gran volumen, pues rápidamente se convirtió en un cereal sumamente importante para la dieta costarricense. Con él se elabora pan blanco y todas sus variedades, así como arepas, galletas, gran cantidad de reposterías (principalmente tosteles), pastas, pasteles, queques e infinidad de postres.

### Carnes blancas y rojas

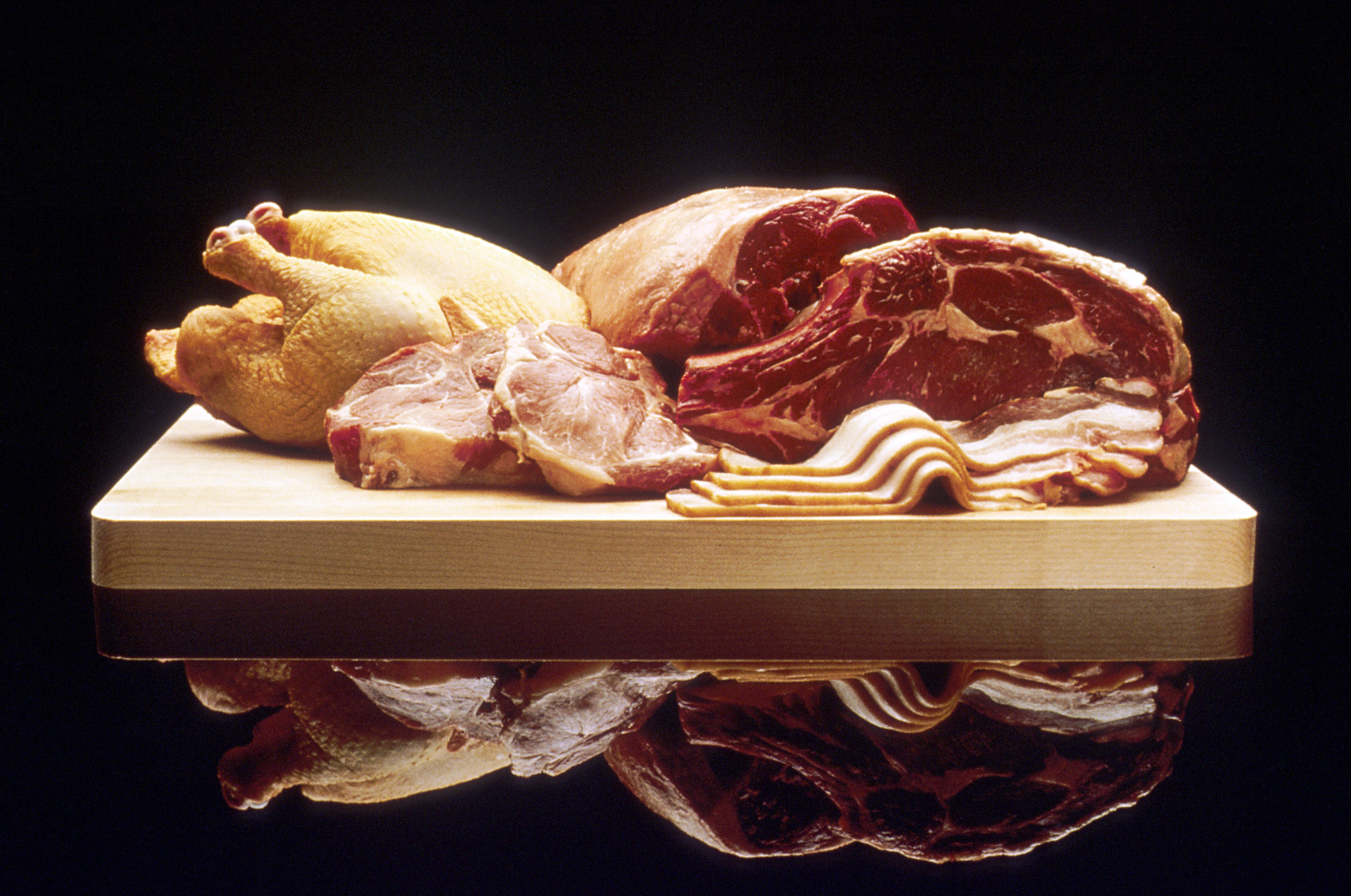
Los tres tipos de carnes más consumidos en Costa Rica son pollo, cerdo y res.

El pollo es la carne más consumida del país, con una ingesta anual cercana a los 30 kilos per cápita, debido a que es un producto accesible y barato. Igualmente, un 95% del abastecimiento de carne de pollo se encuentra en manos de empresas costarricenses, así como es común que en las áreas rurales los pobladores tengan gallinas para consumir sus huevos y carne; mientras que para criar cerdos o vacas requieren de mayor terreno y tecnología. Esta carne se utiliza para preparar platos básicos como el arroz con pollo; así como el pollo frito, el pollo asado, la sopa de pollo y como ingrediente del casado. De manera similar, según la Cámara Nacional de Avicultores, el costarricense consume alrededor de 200 huevos de gallina al año; ya sea frito, revuelto, en torta o con arroz. De hecho, los costarricenses utilizan un mote para burlarse de sí mismos, llamándose comehuevos.

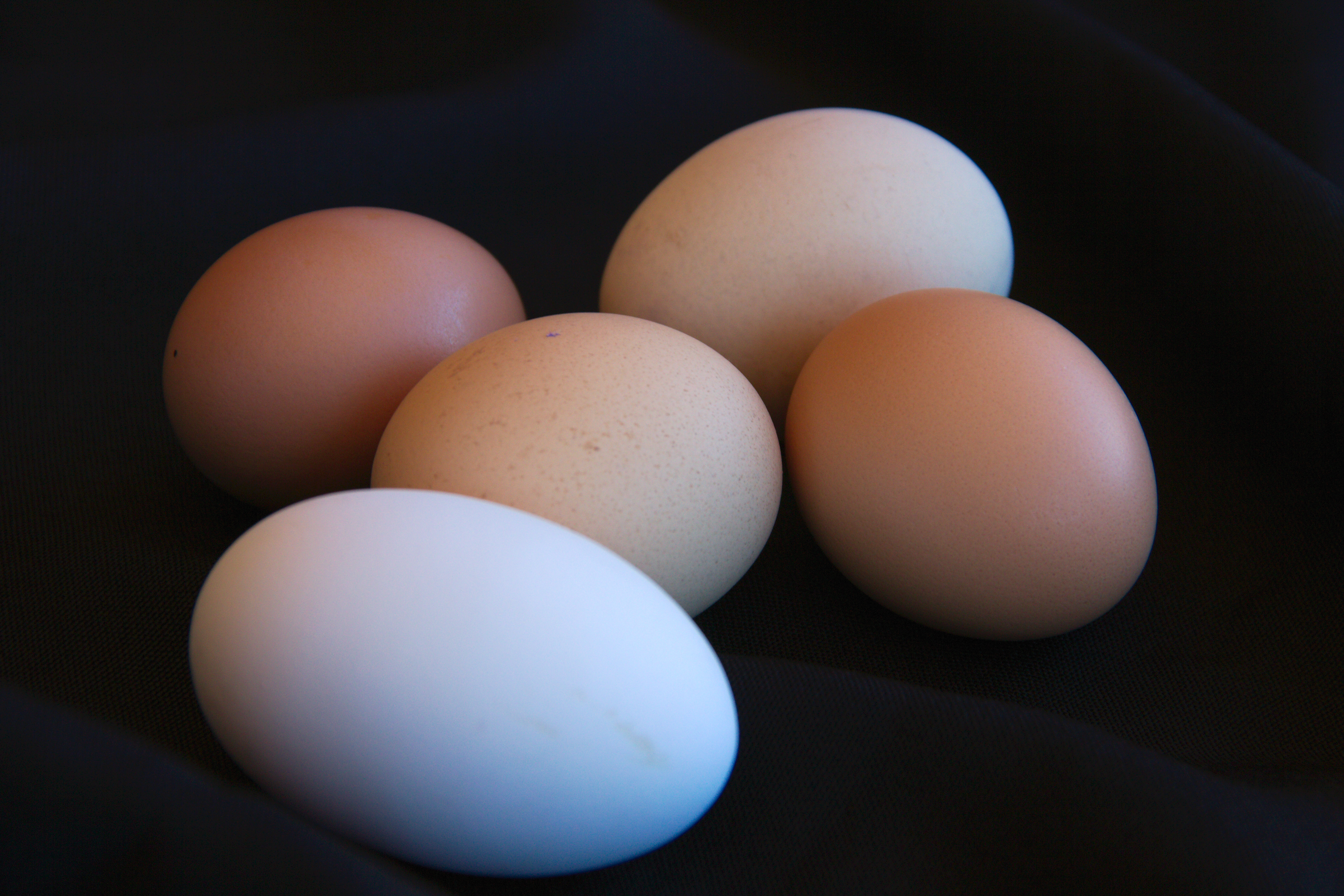
En promedio, el costarricense consume casi un huevo de gallina por día.

Le sigue la carne de cerdo, tradicionalmente menos popular pero con un aumento pronunciado en su consumo, llegando a poco más de 15 kilos por persona. Dicho producto se encuentra en diversas formas, especialmente en chuletas, lomos, tortas y charcutería, así como en paté, chicharrones, tocino, arroz con cerdo, guisos y chifrijo.
Finalmente, la carne de res, que ha tenido una marcada disminución en su ingesta llegando hasta los 14 kilos per cápita, se utiliza en la olla de carne, en estofados, en guisos de ossobuco, en picadillos, en carne molida, en parrilladas, en gallos, en forma de bistec, lomos rellenos, tortas, carne mechada o carne en salsa para el casado, así como en diversos cortes y platillos. 

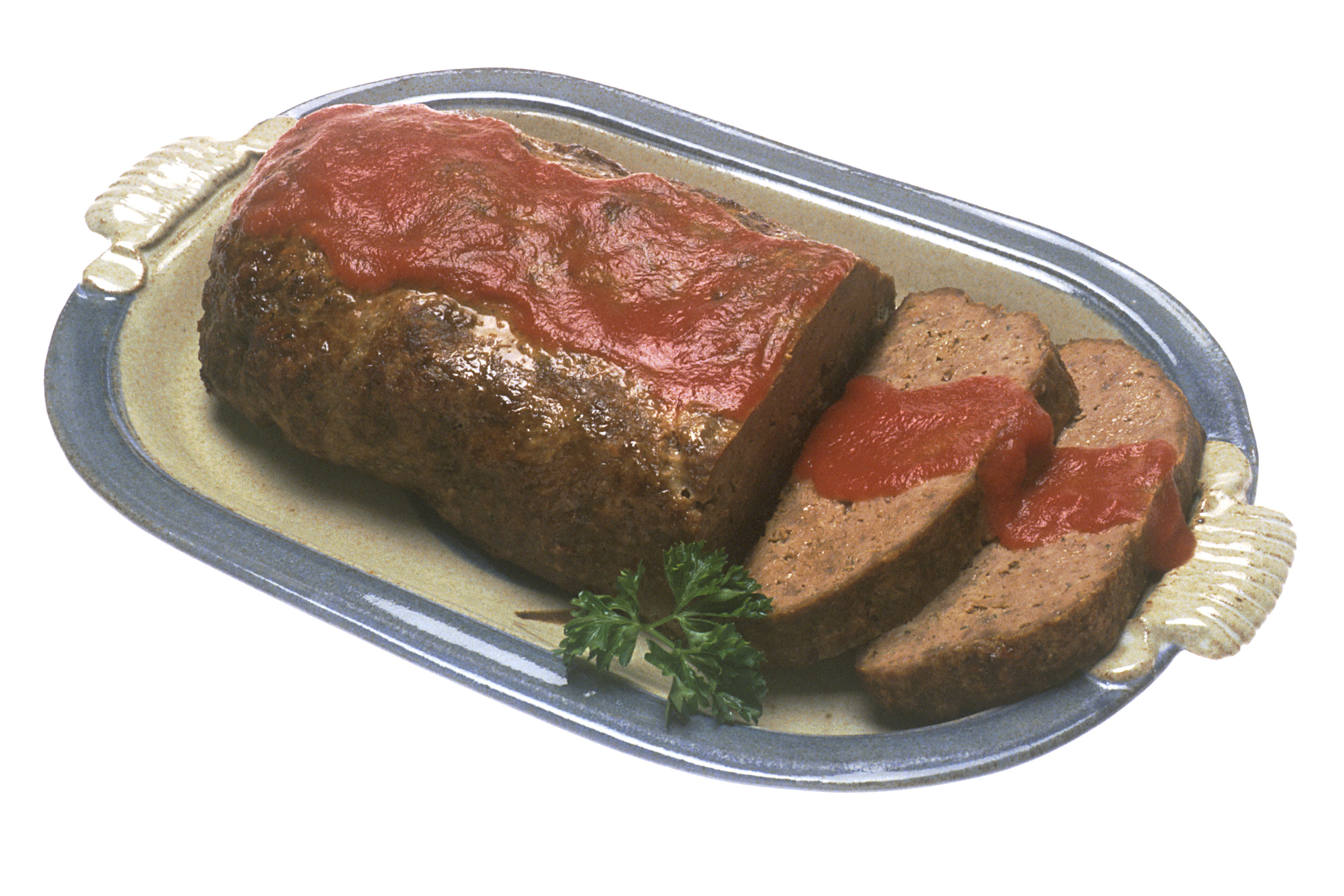
Tradicional arrollado de carne relleno con guiso.

También se comen gran diversidad de embutidos, fabricados de forma tradicional con una o varias de las tres carnes más populares, como jamón, salami, mortadela, salchichón, salchichas, chorizo y morcilla. Por otro lado, la cría del cordero, el pavo, el conejo o el búfalo de agua para consumo cárnico ha aumentado en épocas recientes, con una ingesta media que ronda entre los 2 y 5 kilos.
Otras carnes que se comen de manera clandestina, regional y con mucha menor frecuencia incluyen aquellas producto de la cacería de animales silvestres, como el venado, el tepezcuintle, el saíno, la danta y la iguana. Durante la época precolombina la carne de estos animales fue fuente de proteína, y su ingesta rural subsistió hasta periodos históricos posteriores, aunque fue disminuyendo con la introducción del ganado y de animales domésticos traídos de Europa. También, en las costas del país se consumen carne y huevos de tortuga; pero debido a las políticas ecológicas del país, la cacería de todos estos animales silvestres está prohibida y se considera tabú comerlos.

### Condimentos

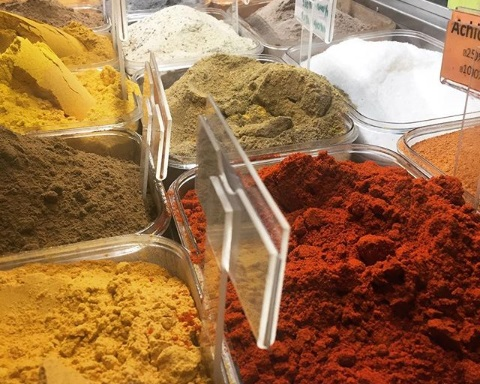
Exhibición de condimentos variados en el Mercado Central de San José.

En la cocina costarricense se usan diversas hierbas aromáticas y especias (conocidas como olores), tanto las propias del continente americano como las traídas de otras latitudes. Entre las más populares están el culantro (tanto castilla como coyote), el ajo, la cebolla, la mostaza, el comino, el achiote, diversos tipos de chiles dulces y picantes (merece especial mención el chile panameño utilizado en la cocina caribeña), variedades de pimientas, el jengibre, la nuez moscada, la canela, el apio, la vainilla, el clavo de olor, la albahaca, el laurel, el orégano, el perejil, el romero, el tomillo y la menta.
En cuanto a las salsas utilizadas como condimento en la cocina costarricense, destaca la worcester, especialmente la criolla salsa Lizano hecha con diversas verduras e ingredientes locales. Este aderezo data de principios del siglo xx, y actualmente se emplea para condimentar todo tipo de platillos (gallo pinto, tamales, carne mechada, mangos verdes y doraditas), así como para arreglar otros aliños como la mayonesa (a la que también se le puede añadir mostaza, perejil o ajo). De importancia destacada son las salsas frutales, ya sea a base de café, aguacate, tamarindo, piña, moras y, especialmente, tomate (en su variedad de ketchup o en todo tipo de formas para pastas).
Muy populares también para condimentar todo tipo de platillos son los encurtidos: de verduras en mostaza, de pepinillos dulces, de repollo agrio y, por supuesto, el escabeche criollo, un conjunto de diversas verduras hervidas y finamente picadas que pueden cocinarse con mantequilla y conservarse en vinagre, o encurtirse en una mezcla de salsa de tomate con vinagre blanco. Otro condimento infaltable es el chile en sus innumerables variedades, especialmente las chileras criollas, en las que el pimiento se conserva en abundante vinagre mezclado con cebolla, zanahoria, chile dulce y coliflor, etc.
Finalmente, en la cocina de Limón es de gran importancia el curry. Este condimento fue introducido tanto por inmigrantes del Reino Unido como de la India, y se utiliza para preparar todo tipo de platos.

### Lácteos

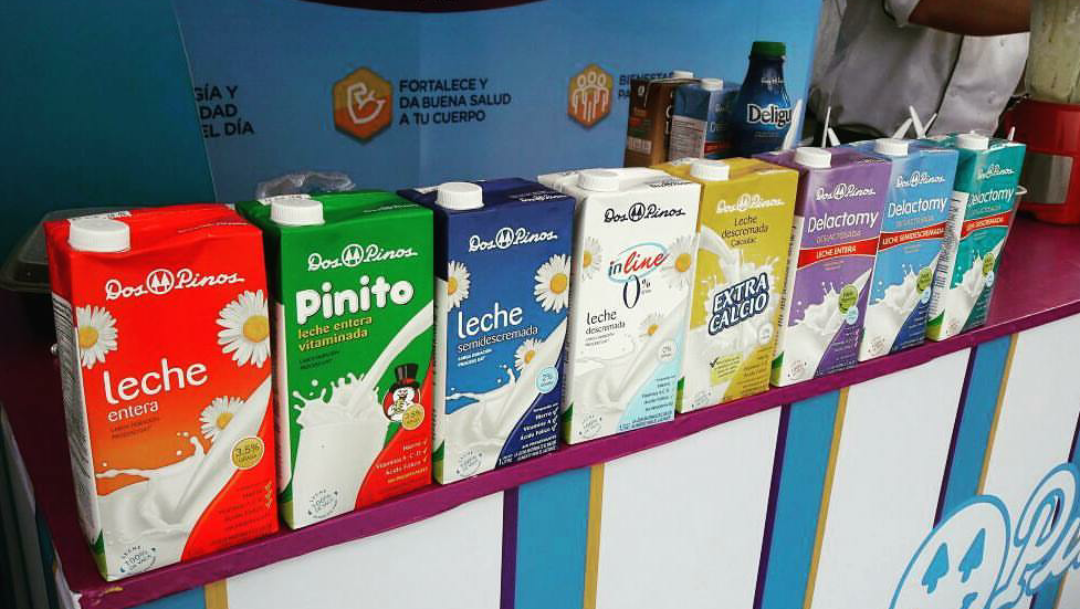
Los ticos son unos de los mayores consumidores de productos lácteos en América.

Costa Rica se caracteriza por poseer una elevadísima ingesta láctea, superior a los 210 litros por persona, y con una producción de más de 1.135 millones de litros de leche fluida cada año año. De este modo, en el país se preparan varios alimentos a base de leche y existe una centenaria tradición en la elaboración de quesos de origen; así como una demanda importante de mantequilla, yogures, helados, cremas, dulces y bebidas lácteas.
La natilla es uno de los principales productos lácteos del país, se trata de una crema de leche espesa ligeramente ácida, que aspira a la denominación de origen y tiene un gran consumo en la dieta costarricense; acompañando al gallo pinto, al pan y a las tortillas; así como para preparar tamal asado, budín, postres, bizcochos y mantequilla.
Igualmente importante es la leche agria, de especial consumo en el área rural, se trata de un líquido obtenido tras la fermentación de leche corriente, proceso en el que la grasa se separa del resto produciendo en su capa superior la crema agria (para la natilla) y en su parte inferior el suero de leche agria. Cuando está lista se le añade sal, acompañada de pan o tortillas, o se emplea en postres como tamal asado, helados, zopilotillo con dulce de tapa; y bebidas como el fresco con sirope.
El yogur es, en la actualidad, el lácteo con mayor auge del país, y su consumo ha tenido un crecimiento exponencial y sostenido en la dieta nacional desde mediados del siglo xx. Existen muchos tipos: natural, con frutas, helado, con semillas, griego para aderezos y ensaladas, diétetico y vegano, hecho con productos alternativos; lo cual ha hecho que Costa Rica absorba el 30% de todo el yogur elaborado en Centroamérica.
Históricamente, la producción láctea costarricense se ha visto fuertemente enriquecida con el aporte de inmigrantes italianos y su tradición heladera; de inmigrantes cuáqueros que han establecido una gran industria lechera en Monteverde, y de otros expatriados que han introducido distintos tipos de ganado, productos y costumbres.

#### Quesos

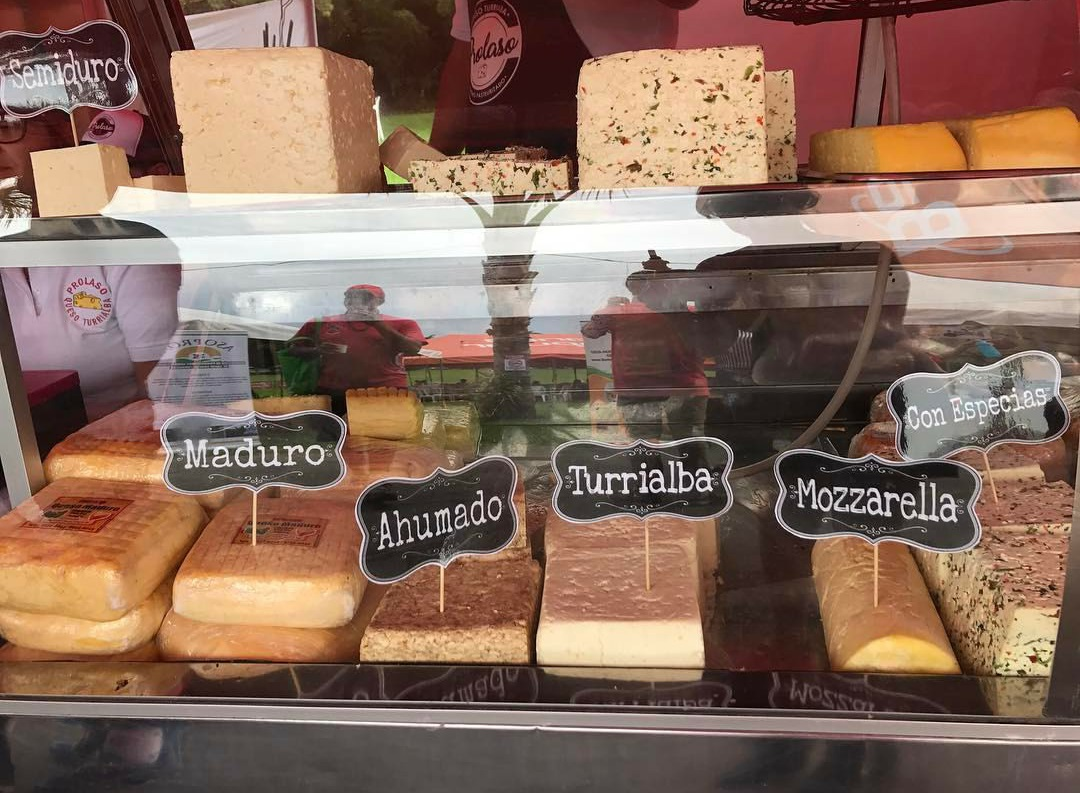
Distintos tipos de quesos costarricenses.

La tradicional producción de queso costarricense data de la época colonial, cuando los colonizadores trajeron ganado a América, que posteriormente recibió influencias de inmigrantes italianos, españoles, estadounidenses, suizos, griegos y alemanes. En la actualidad, el país tiene una variedad que supera los 100 tipos de quesos, algunos con Indicación Geográfica o Denominación de Origen, entre los que destacan: el Turrialba, palmito, duro, Bagaces, maduro, seco, semiduro, raclette, cremoso, ahumado y cuajada, además de quesos hechos con jengibre, frutas, cebollino, pimienta, chiles dulces y picantes, albahaca, pesto, ajo, perejil, mermeladas, jamón y aceitunas, entre muchos otros.
Existen dos zonas tradicionales productoras: las tierras altas del Valle Central, desde Zarcero hasta Turrialba; y la pampa de Guanacaste, que se distinguen por el ganado utilizado y el clima.

##### Quesos de Guanacaste
La provincia de Guanacaste es caliente, seca y en ella se usan vacas cebú; en esta zona sobresalen los quesos secos, que se caracterizan por producirse prensados sin madurar, con una consistencia firme y sabor salado, algunas veces ahumado. El más representativo es el queso Bagaces, de la comunidad homónima: seco, salado y ahumado, se desmorona al apretarlo; y se usa para hornear baguette con queso.
En esta región también abunda la cuajada, un queso tierno que se elabora dejando la leche entera fermentar con el cuajo y mucha sal. Este producto se consume con tortillas de maíz o se utiliza para hacer la leche dormida, añadiendo azúcar, limón y canela.

##### Quesos del Valle Central

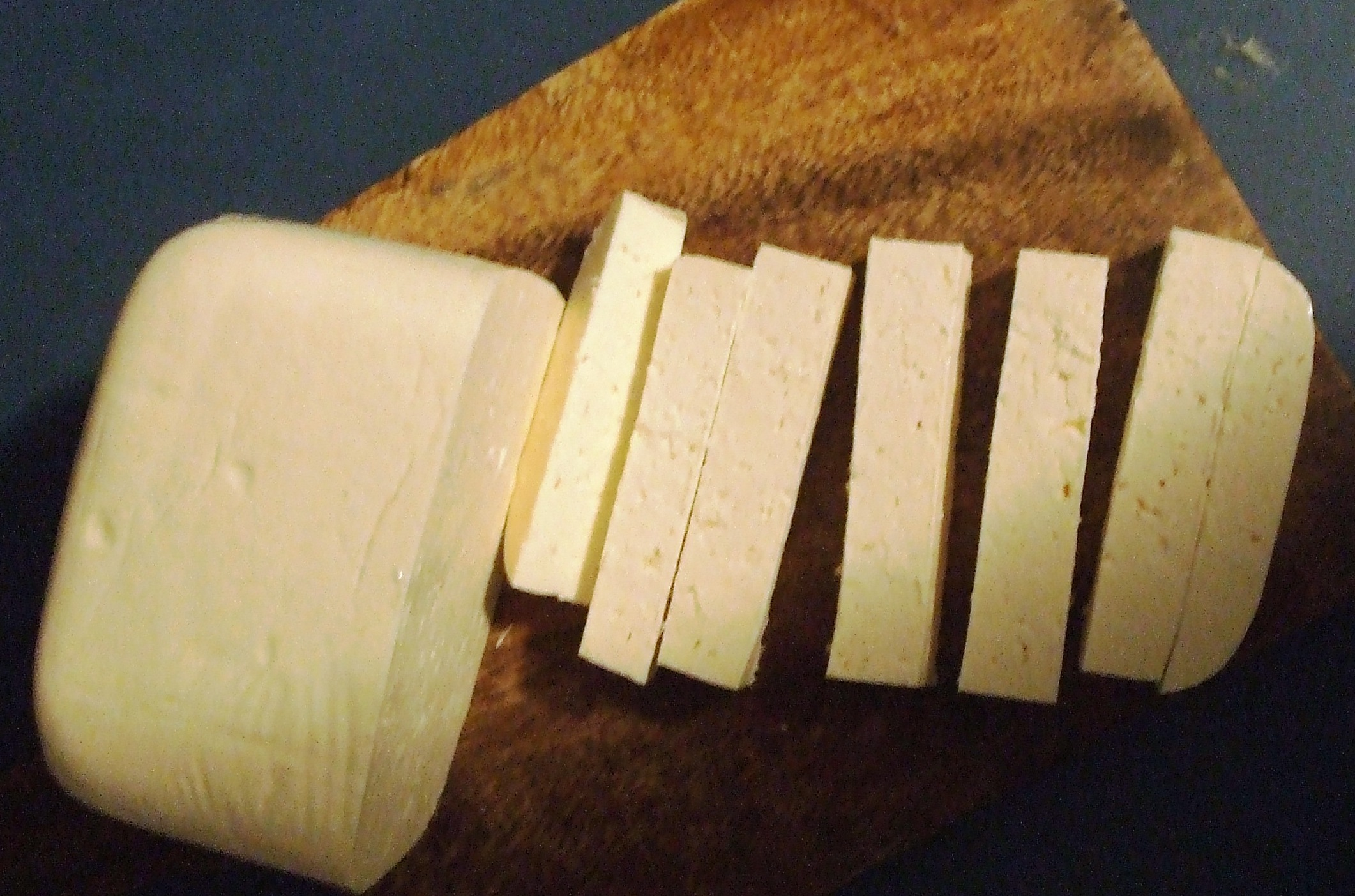
El queso Turrialba es el más popular del país, se produce en la provincia de Cartago y tiene denominación de origen.

En la Meseta Central el clima es frío y húmedo, por lo que se crían vacas holstein, jersey, chumeca (híbrido de las anteriores), guernsey y pardo suizo. En esta región predominan los quesos frescos, bastante tiernos, con tonos blancos o amarillos, algunos con ojos, y sabores suaves, salados o ácidos, son populares también varios quesos maduros que tienen cortezas firmes y tonos más fuertes, con sabores potentes, entre los que destacan variedades curadas al humo.
De los quesos meseteños el más conocido es el Turrialba, que posee denominación de origen. Es blanco, fresco y prensado; elaborado a base de leche entera, posee un aroma tenue, consistencia firme y homogénea, no tiene sal ni maduración, por lo que su sabor es muy suave, y no se derrite pero se puede freír, suele presentarse en bloques grandes y uniformes o en ruedas. Este queso se originó entre mediados y finales del siglo xix, producido en conjunto por colonos costarricenses e inmigrantes españoles provenientes de La Mancha que se asentaron en las montañas del cantón de Turrialba, localidad de la que toma su nombre el queso. Por lo tanto, al ser un producto con protección de origen, se elabora exclusivamente en los distritos turrialbeños de Santa Cruz y Santa Teresita, en la provincia de Cartago. Debido a sus características organolépticas y versatilidad es muy frecuente que se consuma con pan baguette, gallo pinto, dulces de fruta y café.
Otro favorito es el queso palmito, de tipo hilado, fue desarrollado en Zarcero a finales del siglo xix por inmigrantes italianos, hecho con leche entera y fresca, cuyo sabor es ligeramente salado, con gustos ácidos por la maduración. Debido a su consistencia, propiedades y elaboración es una especie de mozzarella, pero con una presentación distinta: se estira en una fibra que se enrolla hasta formar una esfera uniforme, que permita ver sus capas, emulando el tallo del palmito, dando origen a su nombre.
Existe además una gran variedad de quesos semiduros elaborados, especialmente, en la provincia de Alajuela. Son blancos, bastante sólidos, presentan ojos (hoyos) y tienen más sal que el queso tierno; aunque varían mucho de acuerdo a la receta del productor artesanal. Se usan principalmente para derretir rallados sobre platillos como la pasta.
También es tradicional el queso maduro ahumado que, como su nombre lo indica, lleva un proceso de curado de varias semanas que le da un sabor intenso. Este queso tiene tonalidades amarillentas, con una corteza muy dura y un interior cremoso, se derrite con facilidad. Cuando se produce debe fermentarse con un cultivo bacteriano especial, y luego sellarse mediante un ahumado con madera de café. También se producen quesos maduros con especias, tipo raclette y con cerveza.

### Pescados y mariscos

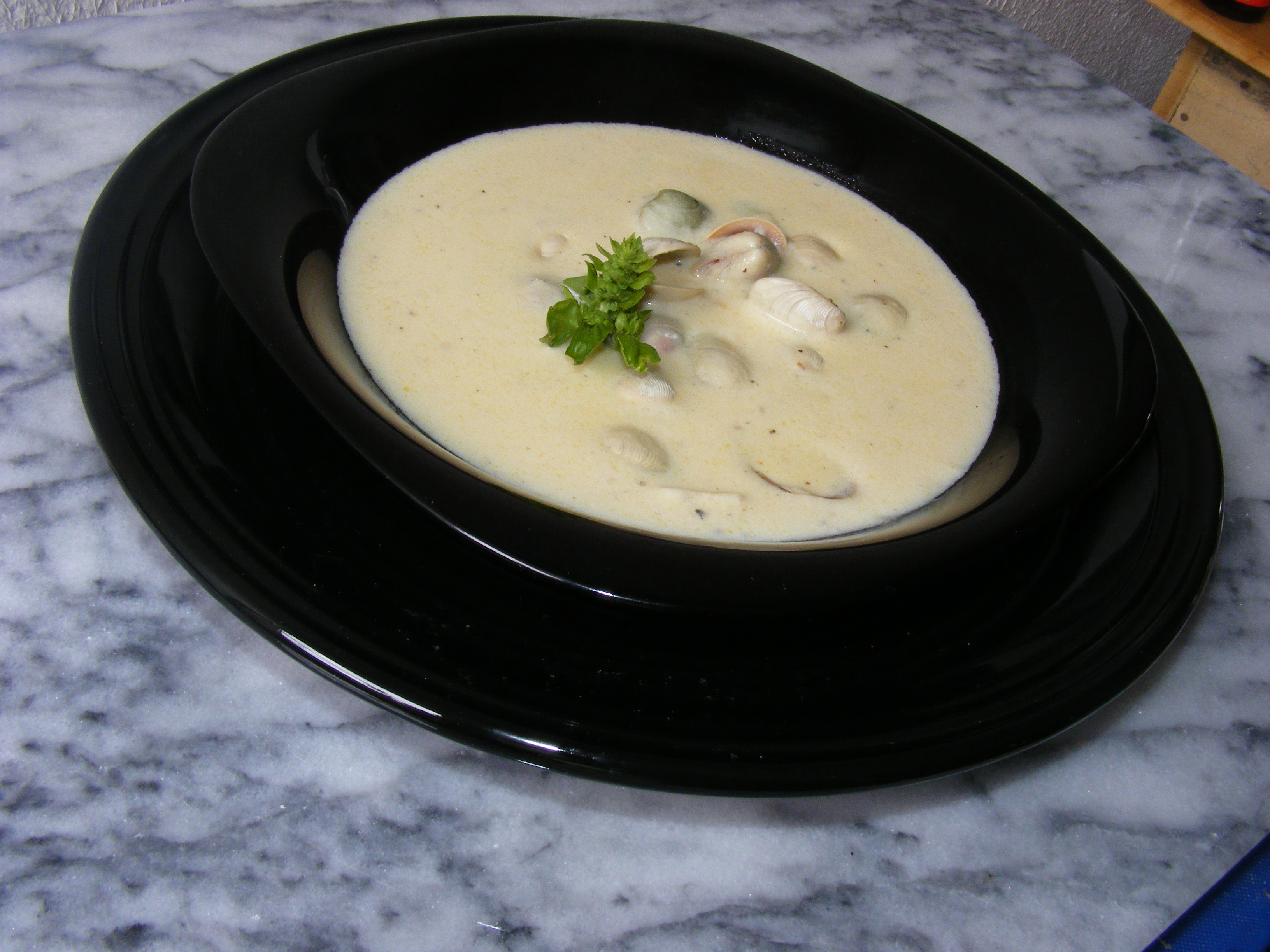
Crema de almejas.

Costa Rica tiene costas en el mar Caribe y el océano Pacífico, por lo que cuenta con una importante gastronomía con base en pescados y mariscos. Entre los pescados más usados en los platillos costarricenses se encuentran el atún, la corvina, el bacalao, la sardina, la macarela, el pargo rojo, el mero y el tiburón. También se pescan y se consumen peces de río como la tilapia, la trucha y el salmón. En algunas comunidades del Valle Central existen centros recreativos donde los turistas pescan lo que se van a comer. Mientras que en la provincia de Puntarenas, alrededor del golfo de Nicoya, se pescan gran cantidad de crustáceos y moluscos, entre los cuales destacan en consumo los camarones, las chuchecas, las pianguas, los pulpos y calamares, las almejas, las ostras, los cangrejos, las langostas y diversas variedades de los frutos del mar.
Los pescados y mariscos son utilizados en diversidad de platos. El más popular es el ceviche, que habitualmente se hace de corvina o camarones, cocido en zumo de limón, cebolla y culantro. Otros platillos populares son el arroz con atún, con camarones, con calamares o con mariscos; la mariscada al ajillo o a la mantequilla, la paella, la sopa de mariscos, la langosta a la parrilla, la milanesa o empanizado, la ensalada con atún, el salpicón y el filete de pescado o el pescado entero frito. En la costa del Caribe son habituales los platillos de pescado cocinados en leche de coco y a los que se les agrega chile panameño, como el rondón y el calamar caribeño. Además, entre las familias católicas es tradicional consumir platillos a base de pescados y mariscos durante la Semana Santa, para abstenerse del consumo de carne de res y cerdo por las creencias religiosas.

### Vegetales
Por su posición geográfica, su clima y su diversidad de suelos, Costa Rica es un país en el que se cultivan y consumen gran variedad de productos vegetales (frutas, verduras, hortalizas y tubérculos). Una tradición arraigada es la feria del agricultor, que es un mercado comunal al aire libre organizado cada fin de semana en diversas localidades. En estas ferias se pueden comprar abundantes frutas y vegetales frescos traídos desde todos los rincones de la nación, con los cuales se elaboran gran cantidad de platillos.
En el país se producen multitud de tubérculos: papa, yuca, yampi, arracache, malanga, ñame, ñampí, tiquizque, cebolla, rábano, camote, jengibre y zanahoria. Con estos se preparan diversidad de platos, como la olla de carne, purés, pasteles, ensaladas, guisos y picadillos. Entre las curcubitáceas, destacan el ayote, el chayote, el zapallo, el pepino, el zuchini, el melón, la papaya, la berenjena y la sandía. El tacaco es una curcubitácea autóctona de Costa Rica, cuya pulpa se utiliza en dulces o como ingrediente de la olla de carne. El cohombro es una especie de pepónide o curcubitacea muy aromático, usado en dulces.
De gran importancia son las hortalizas como el tomate, el chile dulce, la remolacha, el repollo, la lechuga, los berros, las espinacas, la verdolaga, el puerro, las lentejas, la mostaza y los guisantes, que se utilizan en guisos, dips, salsas, encurtidos, ensaladas y acompañamientos, o para sazonar los más distintos platillos. Las vainicas se usan para hacer picadillos, o bien, se las envuelve en huevo para preparar barbudos. Con los cubaces (frijoles de gran tamaño) se cocinan diversos platillos, entre los más populares están el chifrijo y los estofados de cubaces con cerdo. El chile relleno es un platillo hecho a base de chile dulce que se rellena con carne molida, especias y hierbas. En algunas regiones del país, flores como las del itabo, el madero negro o el poró se aprovechan para preparar picadillos, así como las hojas del chicasquil.

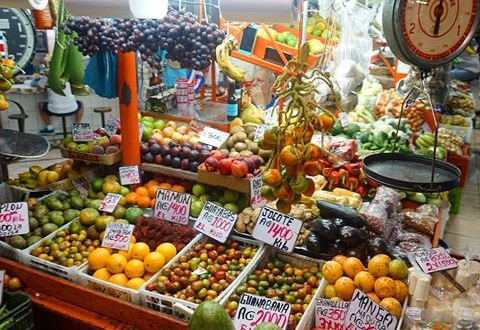
Verdulería en San José.

En esa misma línea, la utilización gastronómica de las frutas en Costa Rica (cítricas, tropicales y de bosque, principalmente) es fundamental, siendo uno de los 30 mayores consumidores del planeta. Esto en parte se debe a que, por ejemplo, el país es el principal exportador mundial de piña y el séptimo de bananos. La calidad del banano costarricense lo ha llevado a tener reconocimiento mundial como denominación de origen. Una gran variedad de platillos incluyen al banano, al guineo y plátano, ya sea maduro o verde, como ingrediente: patacones, ceviche de plátano, escabeche, plátano frito, sopa negra de frijoles con guineo, el plantain tart limonense (tipo de pastelito), queque de banano, angú de guineo (una especie de puré), y empanadas. La piña, por otro lado, se utiliza en los más diversos postres o para hacer refrescos, siendo populares las empanadillas rellenas con jalea de piña.
También sobresale el cacao orgánico cultivado en Talamanca, producido desde la época prehispánica, que es uno de los diez mejores del mundo por su calidad, y se utiliza para la elaboración de gran variedad de chocolates. El coco es un ingrediente presente en muchos platillos, sobre todo de la costa caribeña. Los derivados de la caña de azúcar se utilizan para producir diversos postres y bebidas. El pejibaye se puede comer solo, acompañado con mayonesa, y en la cocina moderna es ingrediente de diversos platos, suflés y mousses.  El aguacate es una de las frutas más usadas como guarnición en las comidas principales, o como ingrediente de mousses, dips, ensaladas y otros platos. La guayaba se usa en refrescos y para producir jaleas que acompañan variedad de postres. El cas, fruta autóctona de Costa Rica, se emplea como base para refrescos y helados. El palmito es usado para preparar arroz con palmito, un plato típico del país, así como en cremas, dips, ensaladas y encurtidos. Además, el tamarindo se utiliza para hacer un popular refresco.
Finalmente, se cultivan una gran diversidad de frutas con alto consumo: anona, caimito, capulines, carambola, carao, ciruelas, durazno, espavel, fresas, granadillas, grosella, guanábana, guapinol, guastomate, güisaro, higos, icaco, jocote, limones, maracuyá, mamón, mamón chino, mandarina, mangos, manzanas, manzana de agua, marañón, moras, nance, naranja, naranjilla, níspero, papaturros, pera, pitahaya, toronja, uvas, zapote y fruta del pan, usada en Limón para preparar platillos de herencia afroantillana.

## Preparaciones culinarias

### Gallo pinto

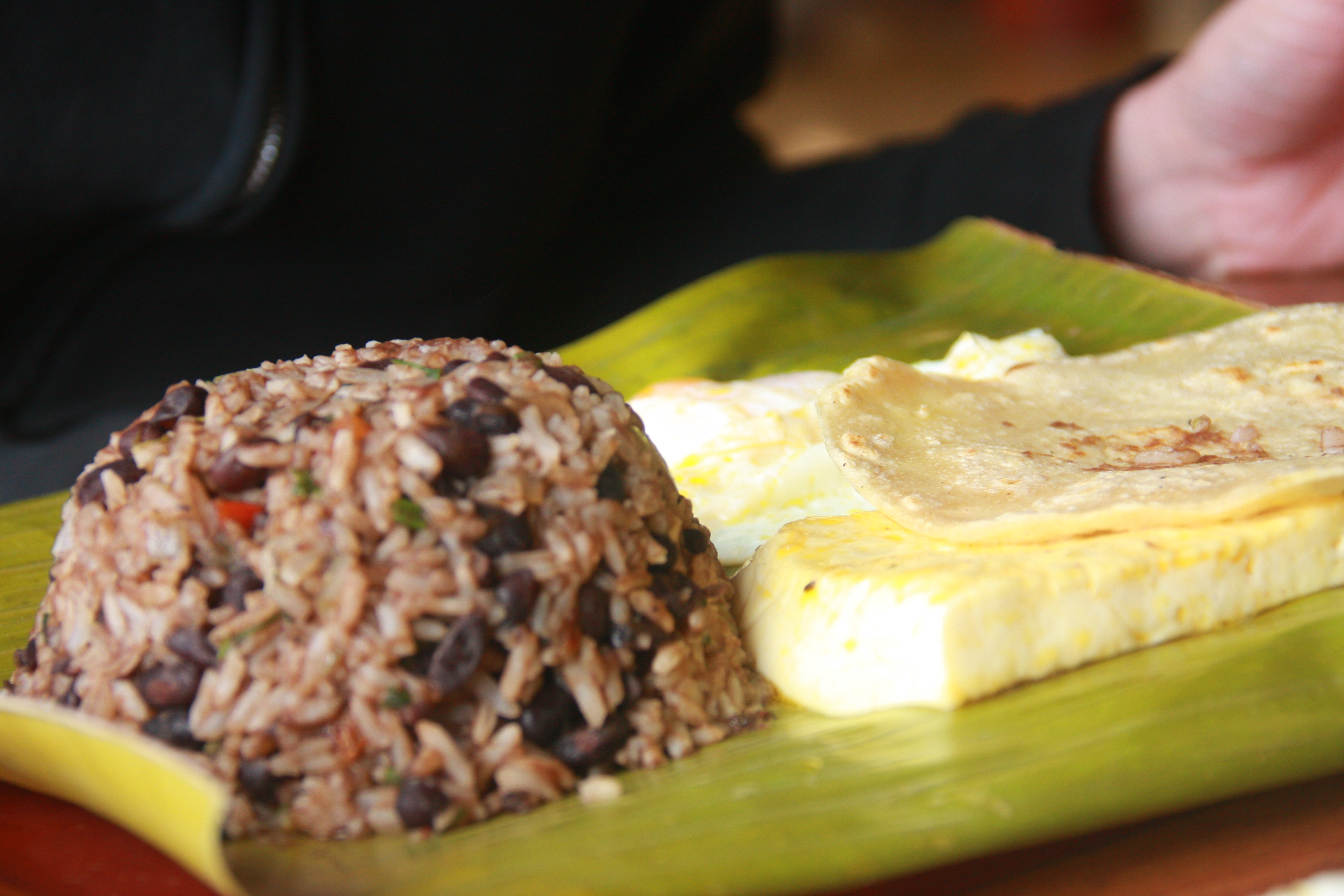
Gallo pinto con queso frito servido en hoja de plátano.

Uno de los platos más representativos del país es el gallo pinto, conocido simplemente como pinto, patrulla o burra, en algunos pueblos sureños. Su origen se remonta a la época colonial y se le considera un plato mestizo que tiene una fuerte influencia africana, formando parte de las muchas recetas americanas hechas a base de arroz y frijoles. Además de estos dos granos básicos, se le agregan diversos condimentos, entre los que se pueden citar cebolla, chile dulce y culantro. Posee variantes según la región: más grasoso y tostado en Guanacaste; y más húmedo en el Valle Central. En la provincia de Limón, preparado con frijoles rojos, leche de coco y chile panameño, recibe el nombre de rice and beans.
Es frecuente comerlo como desayuno, aunque puede servirse a cualquier hora del día y, a veces, se consume en los tres tiempos de comida junto a diversas guarniciones. Al desayuno se acompaña normalmente con huevo, varios tipos de quesos, aguacate, plátanos, salchichas, morcilla criolla o negra, salchichón, salami, chorizo, jamón, natilla, tortilla de maíz, melcochón, mantequilla y/o una taza de café. Algunas personas lo aderezan con salsa Lizano y otras lo preparan con arroz cocinado el día anterior, lo que le da un sabor más intenso.
Según un estudio del Ministerio de Salud de Costa Rica, el gallo pinto se consume a nivel de todo el país y en todas las clases sociales, ya que los costarricenses obtienen de esta preparación una tercera parte de las calorías y un 34% de las proteínas que consumen diariamente. Por estas razones, se le considera el plato de bandera en Costa Rica.

### Casado

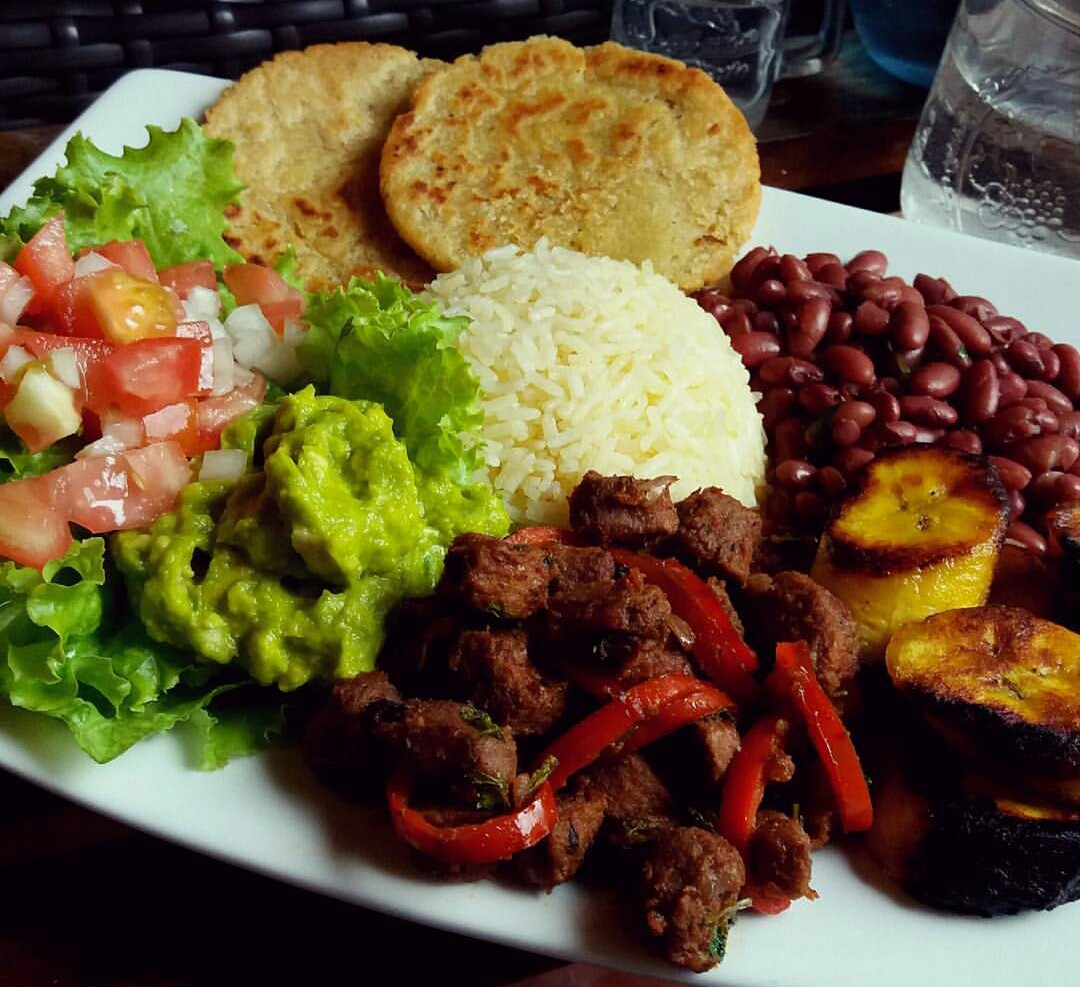
Un casado, plato criollo y popular almuerzo.

El casado es un plato muy popular y gustado por los costarricenses, se puede encontrar en el menú de prácticamente cualquier restaurante o soda y en muchas casas. Por lo general se consume durante la hora del almuerzo, y consiste en arroz hervido (domina el blanco aunque también se puede comer con arroz integral) y aromatizado con cebolla, ajo, pimientos (conocidos como chiles dulces) y/o culantro; acompañado con frijoles (condimentados con ajo, cebolla, pimientos, apio y culantro), ensalada jardinera, plátano maduro frito, pasta (generalmente macarrones en salsa de tomate y/o ensalada fría), huevo (frito, revuelto, duro o en ensalada rusa), picadillos o vegetales (hervidos, en puré o al vapor) y alguna ración de carne (res, embutidos, cerdo, pollo o pescado). Existen también versiones vegetarianas con berenjena, queso o sustitutos de soya.
Se considera al casado un platillo compuesto que en sí mismo constituye una comida completa, ya que está formado de recetas variadas. Entre la población general es visto como una opción barata de comida casera fuera del hogar, y para los turistas mochileros es una buena alternativa económica de alimentación. Por supuesto su origen es mestizo, al integrar el arroz traído por los españoles, los frijoles consumidos por africanos e indígenas, la pasta aportada por los italianos, el plátano frito proveniente de la cocina afroantillana y los picadillos originados en los guisos andaluces, entre muchos otros ingredientes de disímil procedencia. A nivel nutricional, el casado aporta vitaminas A y C (ensalada, plátano y picadillos), E y complejo B (picadillos), hierro (frijoles), fibra (ensaladas, plátano), proteína (carne y otros, combinación de arroz y frijoles), minerales y carbohidratos (arroz, frijoles), con cerca de 156 mg de colesterol (carne, huevo, pasta, fritura), aunque el contenido calórico puede variar dependiendo de la preparación.

### Olla de carne

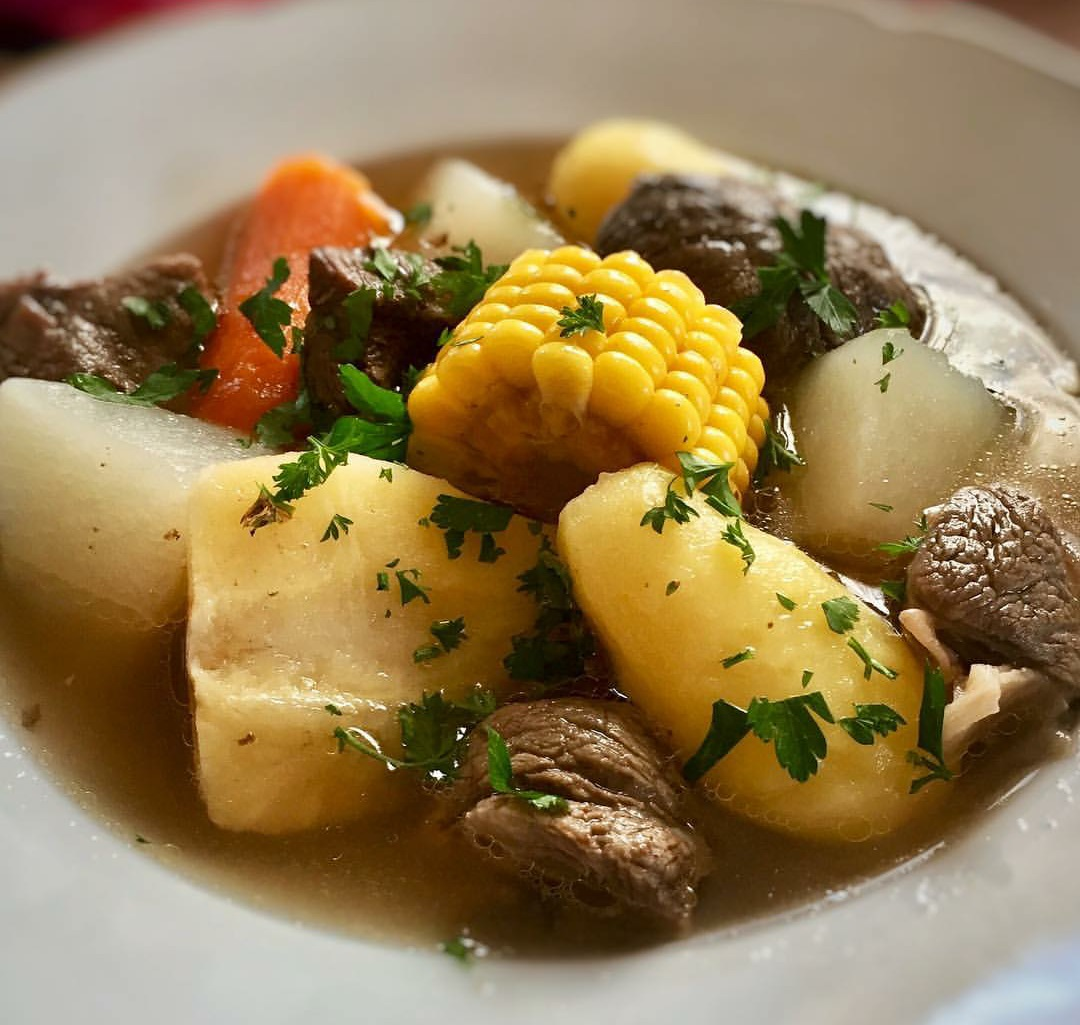
Olla de carne, sopa típica costarricense.

La olla de carne es un cocido tradicional costarricense. Consta de un caldo con carne de res en trozos pequeños a medianos, al que se le agregan abundantes verduras como papa, yuca, chayote, camote, elote, ayote, zanahoria, cebolla, plátano, culantro, apio, ñampí, ñame, tiquizque, tacaco y otros. Es costumbre acompañarla con arroz blanco o achiotado, que normalmente se sirve por aparte para que el comensal lo agregue a su gusto.
Esta receta se consume generalmente como almuerzo, aunque en la época colonial era el último plato del día. Puede servirse completo en un tazón hondo, con trocitos de carne y verduras, pero algunas familias conservan la tradición de los tres vuelcos, al dividirla en tres partes: caldo, verduras y carne.
La olla de carne está considerada el plato criollo por excelencia de la cocina nacional, mezcla de lo prehispánico con lo ibérico. Su antecedente directo es el guiso español conocido como olla podrida, al que se le agregaron las verduras autóctonas de América una vez los españoles se establecieron en el continente.

### Arroces
El arroz, cereal pilar de la cocina costarricense, se encuentra presente como ingrediente básico o guarnición en el inmenso grueso de platillos típicos, preparado de las más diversas maneras e incluso utilizado en postres y bebidas. De esta forma, existen variedades de arroces muy populares en la dieta nacional, mezclados con todo tipo de alimentos: a la paella (de herencia valenciana, emulando el original se elabora mezclando mariscos y carnes blancas), cantonés (originado con el mestizaje oriental, en él se integran huevo, verduras y carnes blancas), con almendras (herencia árabe, se puede mezclar con cabellos fritos, pasas y especias), con atún (combinado con carne troceada de atún y diversas verduras), con mariscos (elaborado con todo tipo de frutos del mar y fondo de pescado), con cerdo (mezcla de verduras y trozos de carne de cerdo), guacho (de consistencia muy húmeda, está hecho a base de mariscos y carnes blancas) y jardinero o campesino (con verduras y especias), entre muchos otros. Sin embargo, existen dos platillos a base de arroz que sobresalen en la dieta nacional, cuya popularidad y consumo tradicional los convierte en pilares gastronómicos típicos de la cultura culinaria costarricense: el arroz con palmito y el arroz con pollo.

#### Arroz con palmito
El arroz con palmito es un platillo típico de la culinaria tica, muy frecuente en Semana Santa y días festivos. Su ingrediente principal es la yema o cogollo de la palmera del pejibaye (Bactris gasipaes), conocido como palmito, del cual Costa Rica es un activo productor en masa desde la segunda mitad del siglo xx, y uno de los principales exportadores mundiales.
Este plato se elabora mezclando arroz blanco viejo, con abundante salsa bechamel y queso blanco, añadiendo también grandes cantidades de verduras picadas y de especias como cebolla, perejil y cilantro. Posteriormente se agregan trozos o rodajas de medianas a grandes de palmito de pejibaye, así como otros ingredientes como hongos, espárragos, vainicas, pollo o jamón. Como se cocina horneado, ocasionalmente también se le gratina queso en su capa superior.
Suele servirse acompañado de ensalada jardinera, ensalada rusa, verduras hervidas y más salsa blanca. Además, en Semana Santa puede acompañarse con distintos mariscos y encurtidos, o ser la guarnición para pescados, bacalaos y sardinas.

#### Arroz con pollo
El arroz con pollo es uno de los principales platillos festivos en la culinaria típica costarricense, así como un componente infaltable en los almuerzos dominicales por excelencia. Este plato se cuenta entre los que poseen herencia europea y africana, al tener semejanzas notables con diversas preparaciones de arroz típicas en la cocina del África Subsahariana desde hace siglos (destacando el arroz jollof), misma característica que comparten diversas comidas hechas con arroz y trozos de carne, que abundan en España e Italia (paellas y risottos, por ejemplo). Sin embargo, la receta tica, la forma en la que se sirve y su trasfondo festivo son un resultado auténtico de los usos gastronómicos nacionales.
Para prepararlo la carne de pollo debe cocinarse hervida con abundantes especias (como cebolla, ajo, apio, laurel y orégano), sal y pimienta, así como el arroz al que se le agrega el fondo obtenido tras la cocción del pollo, achiote y diversas verduras picadas. Finalmente, se mezcla con la carne desmenuzada, chile, apio, tomate, perejil, y el culantro junto con todas las especias, como pimienta, salsa Lizano, comino y sal, dejando reposar hasta que se integre. Es frecuente acompañarlo con papas tostadas, ensalada jardinera, frijoles molidos, ensaladillas de papa o rusa y plátanos maduros.

### Aperitivos
En Costa Rica se conoce como boca a los aperitivos, que suelen acompañar los licores o ser las entradas de almuerzos y cenas. La boca más común es el gallo (o puntalito), que consiste en un alimento —por ejemplo, un embutido, una torta de huevo o un trozo de carne asada— que se ingiere envuelto en una tortilla o sobre una rodaja de pan. De hecho, en el entorno familiar es frecuente la expresión «¿quiere un gallito?», empleada cuando se ofrece comida a las visitas. Otras bocas habituales son varios tipos de productos de charcutería, frutos secos, quesos, chicharrones, aceitunas, empanadas, canapés, chifrijo, tortas de carne, pasteles y frituras como patacones de plátano verde, ravioles de cantina, dedos de queso, enyucados, doraditas y tacos.

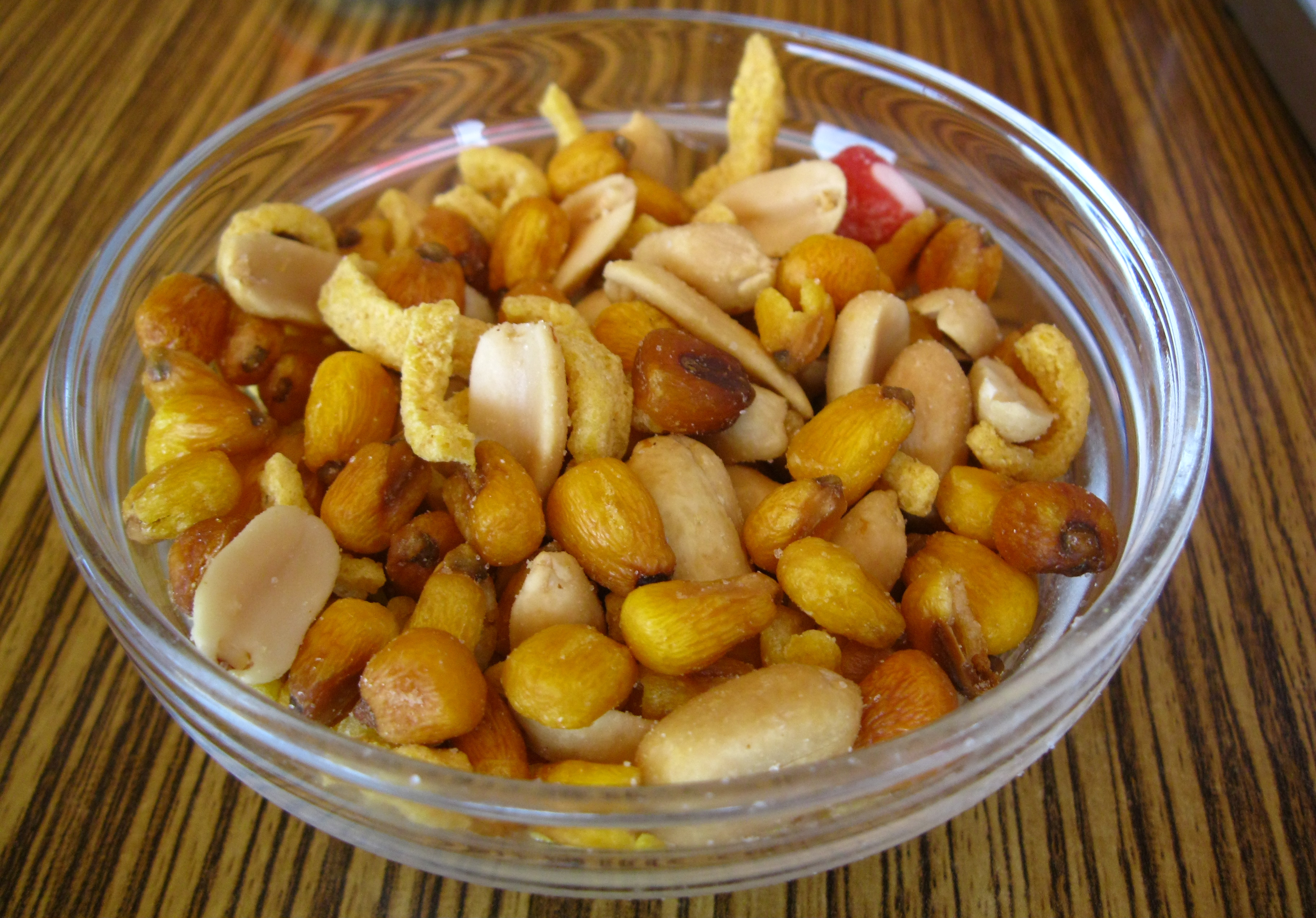
Los frutos secos y semillas, como el maní, son una boca muy popular.

Por otro lado, una de las actividades favoritas de los costarricenses es hacer parrilladas al aire libre con sus familias, compañeros de trabajo y/o estudio y amigos. En estas se cocinan bistec, pollo, salchichón, chorizo, mazorcas (conocidas popularmente como elotes) y plátano maduro. Muchos de estos alimentos se consumen en gallos, a los que se les añade ensalada de repollo, aguacate y/o chimichurri. Se acompaña con licores, zumos de fruta o alguna bebida gaseosa.
La pizza también es sumamente frecuente y consumida, llegó de la mano de inmigrantes genoveses y hoy en día está muy potenciada con todo tipo de cadenas internacionales, pizzerías de barrio y sodas. La clásica pizza tica se produce a base de una masa muy gruesa de pan, con abundantes quesos y tomates criollos; partiendo de allí existen todo tipo de variedades, destacando la tradicional (carne molida, jamón, aceitunas, cebolla y chile dulce). Se puede acompañar con aceite de oliva, una focacha (focaccia), mantequilla de ajo, semillas de chile, queso rallado y grisinis.
Además, los chicharrones de cerdo son muy populares. Se preparan fritos con su propia grasa, en grandes ollas a elevadas temperaturas, requieren de una adecuada condimentación y el uso de diversas partes del cerdo como la piel, la panzada (corte de la zona ventral) o cortes de carne (lomo, pierna o lomito). Son especialmente tradicionales en Puriscal y Aserrí.
Actualmente, la globalización ha traído el consumo de comidas rápidas al país, las cuales se han integrado muy bien y son muy apreciadas por la población en general. En los barrios y pueblos de Costa Rica nunca faltan restaurantes o locales donde se venden pollo frito, sushi, pollo asado, wraps, patatas fritas, comida tex-mex, hamburguesas, shawarmas y perritos calientes entre otros.

### Chifrijo

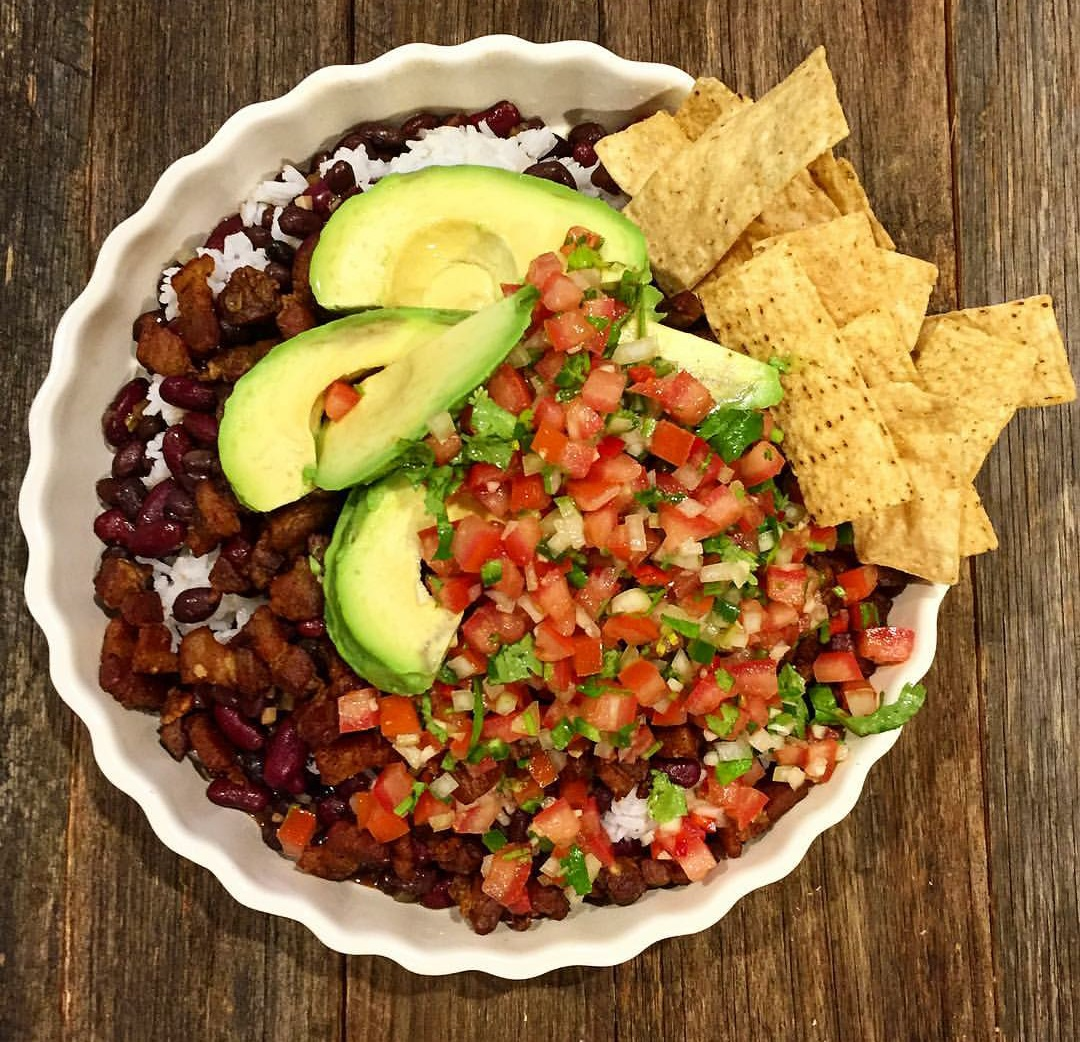
Un chifrijo servido con aguacate, chimichurri y tortillas fritas.

El chifrijo es un platillo de reciente creación, originado a finales del siglo xx en un bar del cantón de Tibás, en la provincia de San José, pero desde entonces ha evolucionado como un auténtico fenómeno gastronómico y actualmente está disponible, con diversas variantes, en toda clase de establecimientos alimenticios (bares, cantinas, restaurantes y hasta franquicias multinacionales), ya sea como boca o como plato fuerte.
Este platillo está compuesto por una mezcla de abundantes chicharrones, con frijoles, arroz, chimichurri, aguacate y tortillas de maíz fritas. Hoy en día muchas variantes incorporan otros ingredientes, como carne, repollo, distintos condimentos y aderezos. Su nombre deriva de una contracción de la inicial de sus ingredientes: chi por chicharrones y chimichurri; frijo por frijoles.

### Empanadas

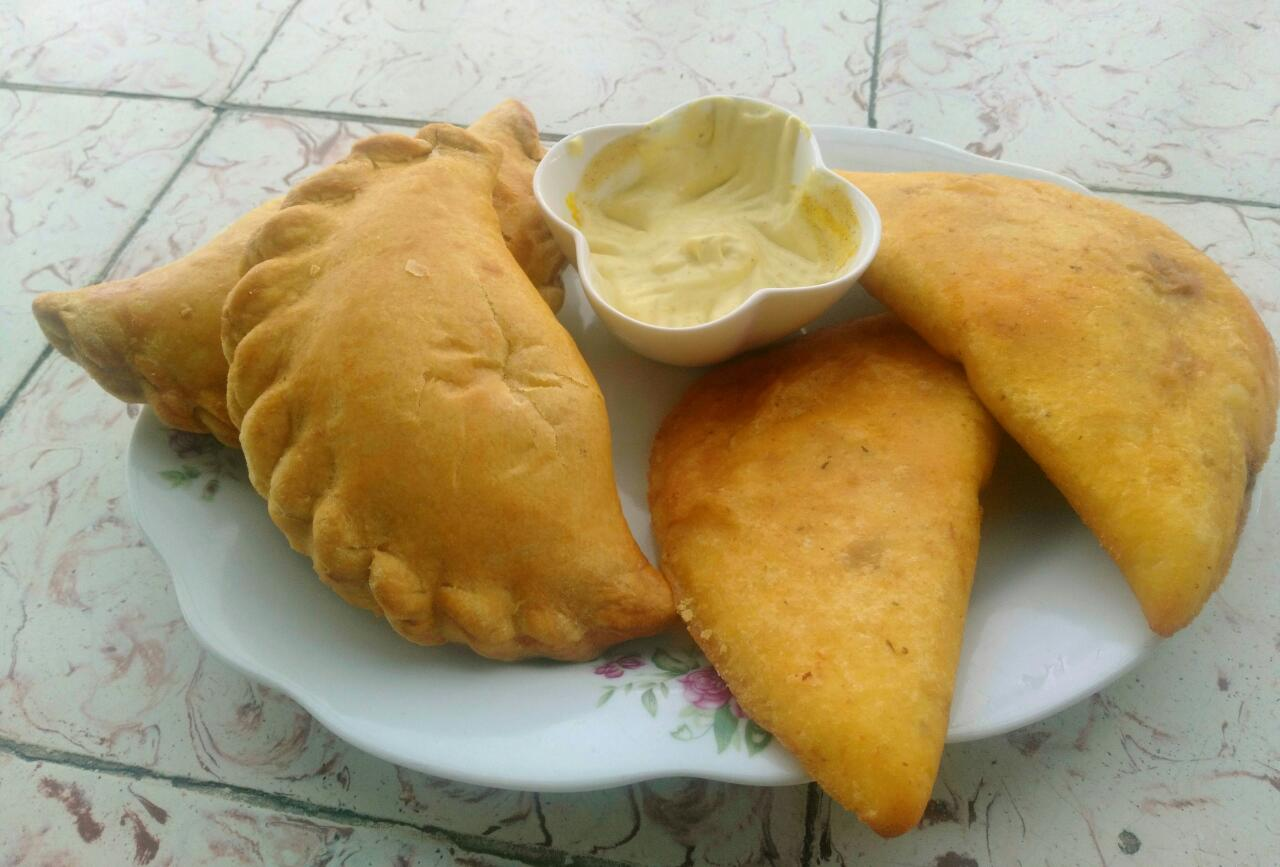
Empanadas típicas de Costa Rica: hechas con harina de trigo horneada (izquierda) y con harina de maíz frita, servidas con mayonesa arreglada.

En toda Costa Rica se preparan empanadas de manera cotidiana, principalmente con harina de maíz o de trigo, aunque también las hay a base de papa, yuca, camote, plátano, cubaces o garbanzos. Su historia en la cocina costarricense tiene raíces antiguas: desde las tlacuelpacholli indígenas en la Península de Nicoya (masas de maíz rellenas con flores de ayote, muy similares en su forma a las actuales empanadas), hasta las primeras empanadas que se hornearon durante la colonia española. Por lo tanto, al menos desde el siglo xix, se consideran un plato típico nacional.
De entre todas las variedades destaca la empanada de harina de maíz, frita en aceite vegetal y sin repulgo, que representa una popular comida rápida. En estas empanadas predomina el relleno salado que varía entre frijoles, queso, carne mechada, pollo, chicharrón y todo tipo de picadillos. En algunos restaurantes también las venden arregladas con ensaladas y aderezos. 
Son igualmente populares las empanadas con masa de trigo, tanto horneadas como fritas, típicas de panaderías y cafeterías. Se elaboran con masa quebrada o de hojadre, y pueden ser dulces (con relleno de mermeladas frutales, dulce de leche, chiverre para Semana Santa, queso con azúcar...) o saladas (rellenas de jamón y queso, carnes, guiso criollo y picadillos).
Por otro lado, existen también unas empanadillas hechas con masa de garbanzos molidos y rellenas de picadillos, arroz con carne o guiso; traídas como sustituto del faláfel por la abundante inmigración árabe, a inicios del siglo xx. Se elaboran fritas en aceite, algunas personas además las aliñan con una mitad de harina de maíz y queso rallado. Finalmente, se encuentran las empanadas a base de puré de plátano, fritas en mantequilla y con relleno de queso o frijoles molidos; las más populares son dulces (con plátano maduro), pero también hay saladas utilizando plátano verde y rellenos cárnicos. En algunas localidades las conocen como pionono.

### Enyucados

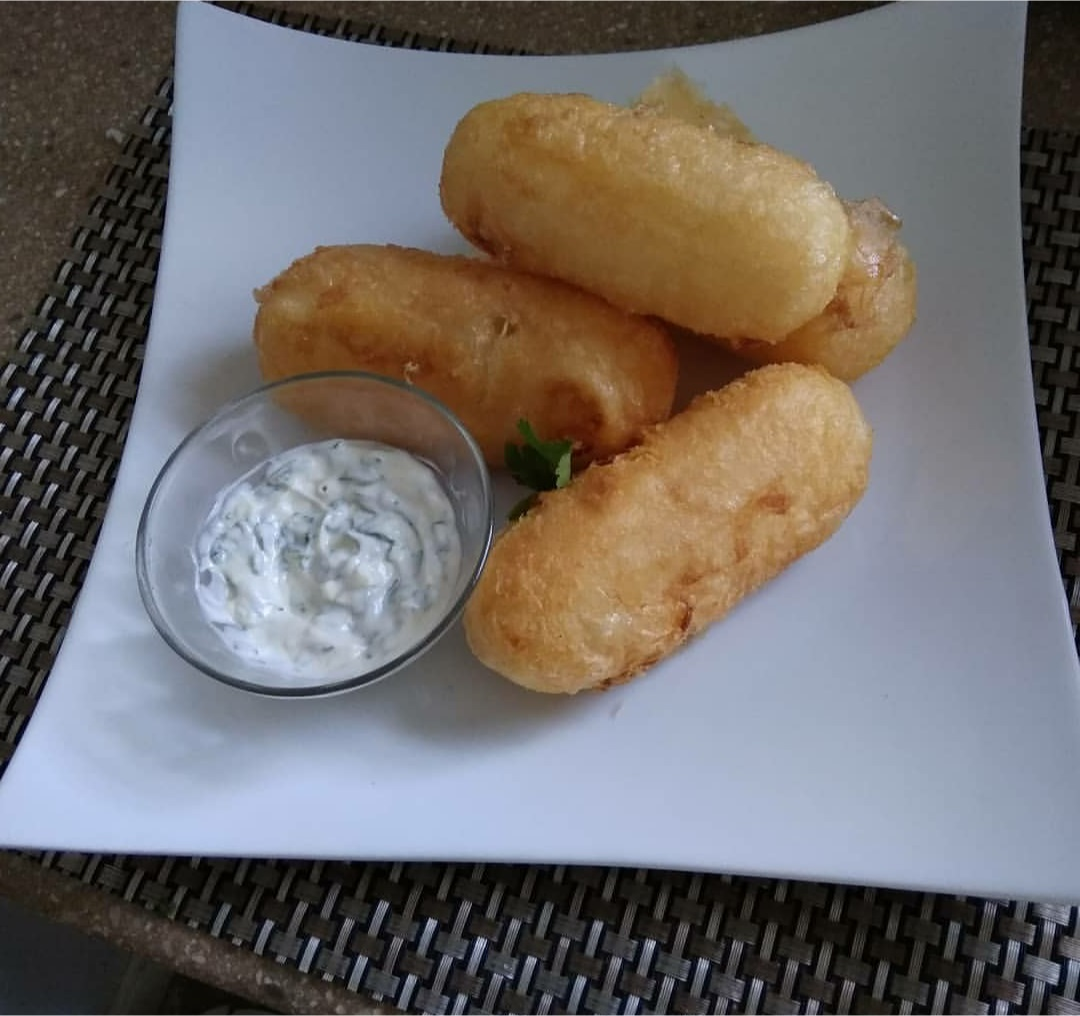
Unos enyucados rellenos de carne y servidos con aderezo.

Los enyucados son croquetas hechas con una masa de yuca, similares a las carimañolas consumidas en algunos países caribeños, pero con una mezcla de  leche, harina de trigo y mantequilla que le dan una textura característica. Este platillo se rellena con queso, carne o pollo y puede servirse arreglado con abundante ensalada y aderezos. Para prepararlo la masa de yuca después de rellenarse, se moldea en forma esférica o alargada, se empaniza y se fríe en aceite.

### Ensaladas

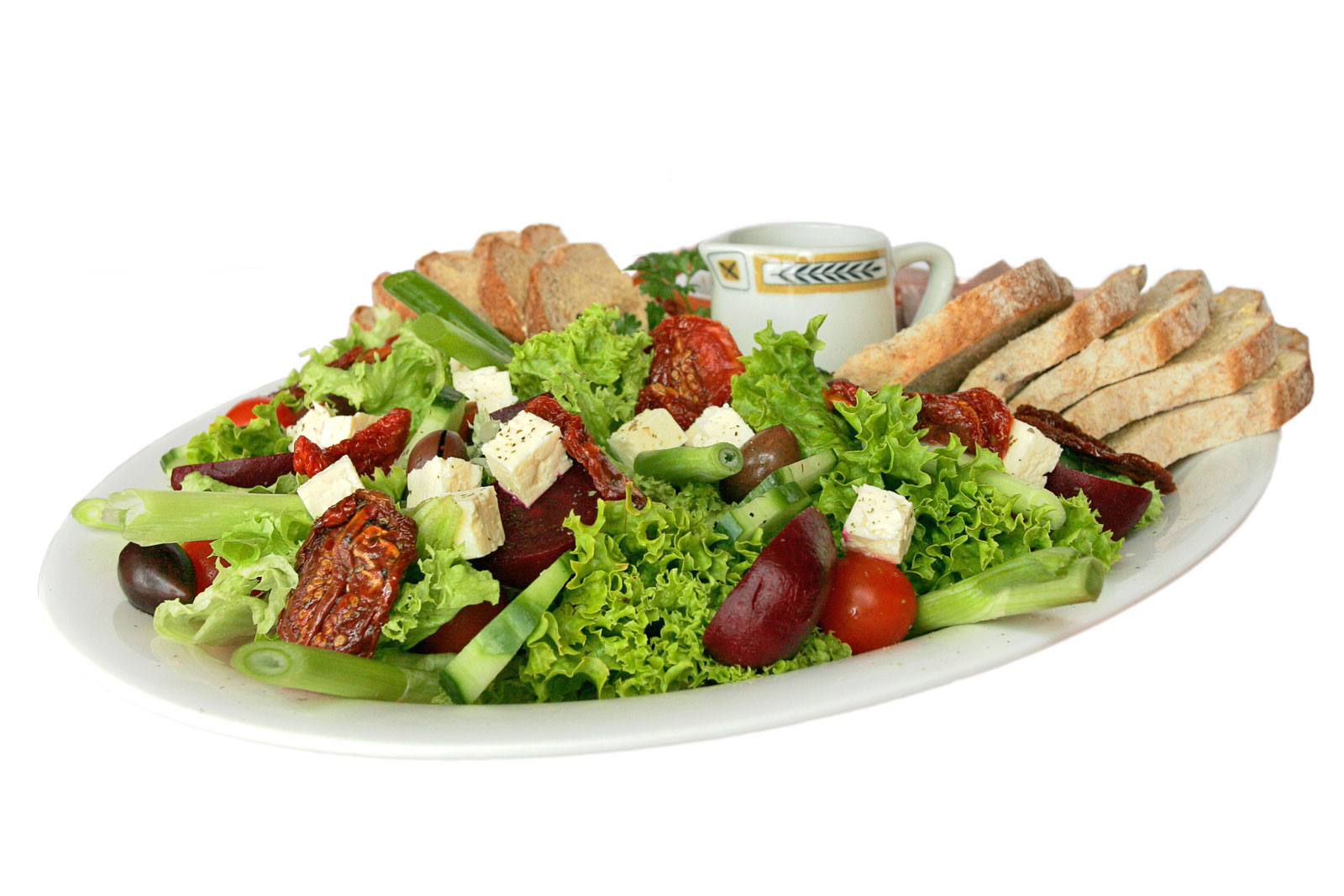
Las ensaladas son fundamentales en la dieta tica, especialmente la jardinera.

Una de las especialidades de la cocina costarricense son las ensalada, pues son un componente indispensable del casado y nunca pueden faltar para arreglar empanadas, ravioles de cantina, pasteles de carne y otras bocas similares. Por eso, las ensaladas cumplen un papel fundamental como guarnición en los platillos de Costa Rica, y siempre están presentes según los productos de temporada y el acompañamiento que den. 
Las más típica es la ensalada jardinera, en sus variantes de repollo, con tomate, culantro, limón y sal; o de lechuga, con palmito, tomate, vinagre y aceite; que ocasionalmente se acompañan con aguacate, frutas, queso, semillas y algunos aderezos. También es muy popular la ensalada de pepino aliñada con yogur, y su variante de berenjena.
Es además muy típico el chimichurri, que es una mezcla de tomate picado, culantro, cebolla, chile dulce, jugo de limón, sal y pimienta. También es frecuente añadirle salsa Lizano, salsa de tomate, aceite de oliva, pimienta o una pizca de azúcar. Esta preparación es muy similar al pico de gallo mexicano, y su utilización semejante, como un aderezo para todo tipo de bocas.
Otras ensaladas de gran importancia son las ensaladillas frías, ya sea a base de pasta, de papa o rusa con remolacha, que se aliñan con mayonesa, huevo duro, manzana, maíz, culantro, carne troceada de atún o de pollo, guisantes y otros ingredientes.

### Guisos

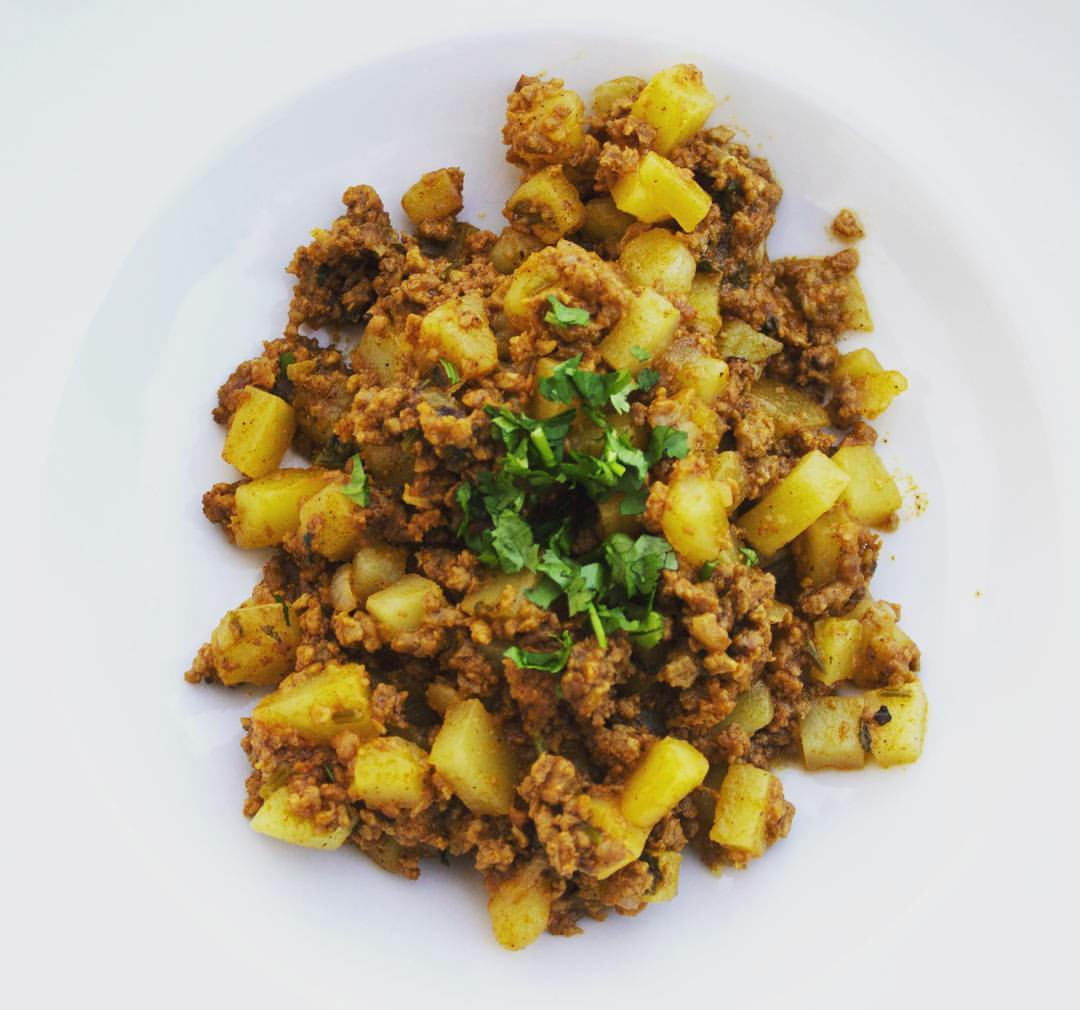
Picadillo de papa.

La dieta costarricense cuenta con abundantes guisos que mezclan leguminosas con trozos de carne (especialmente de cerdo) y verduras (garbanzos, lentejas y todo tipo de frijoles: blancos, tiernos, cubaces...), así como preparaciones con pastas, maíz, arroz, ossobuco y papa. Los guisos más populares de Costa Rica son: el picadillo en todas sus variedades, infaltable en los casados; seguido de los garbanzos con pollo o costilla, los frijoles blancos con cerdo, los cubaces con costilla y las lentejas con pollo y verduras.

#### Guiso criollo
Se le denomina guiso tradicional o relleno criollo a una mezcla originada en la dieta costarricense para integrar diversos platillos festivos de antaño, al cocerse o combinarse con carnes, embutidos u otras verduras. Esta preparación usualmente consta de huevo duro, aceitunas, ciruelas o pasas, alcaparras, garbanzos, cebolla y chile dulce; aunque puede variar notablemente omitiendo u añadiendo ingredientes. También es frecuente aliñarla con mostaza o encurtidos de verduras a base de este condimento, queso crema, mayonesa, natilla, aguacate o una salsa de tomates. Se utiliza para rellenar los tamales navideños, empanadas, lomos rellenos, arrollados y pasteles, entre otros.

#### Picadillos

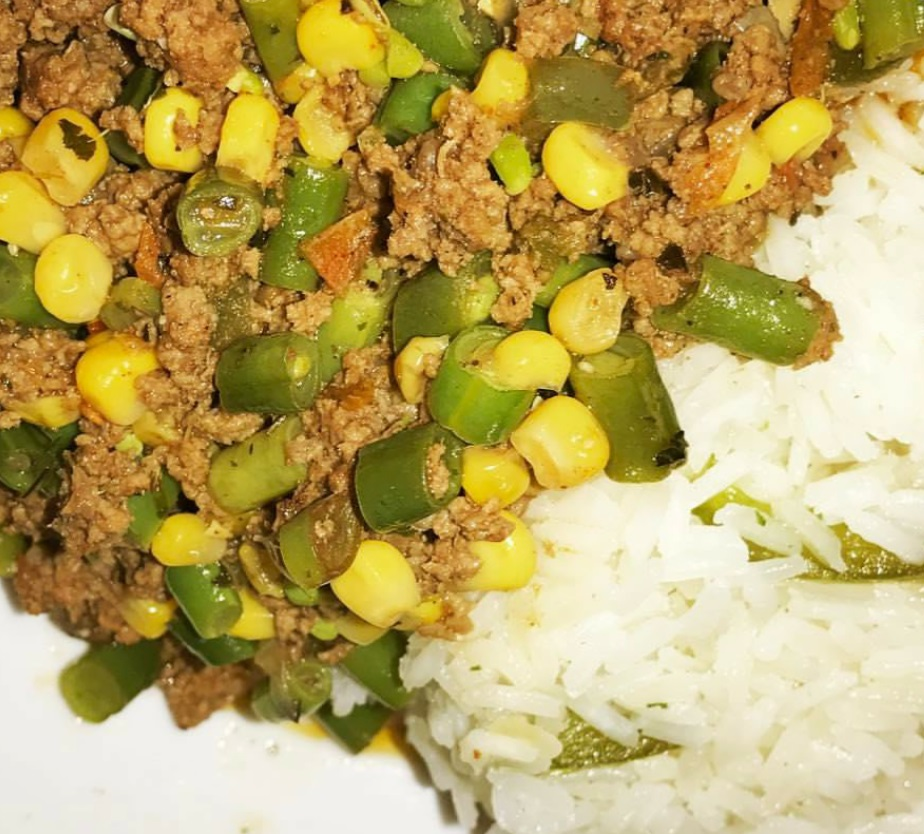
Picadillo de vainicas acompañado de arroz.

En Costa Rica, se conoce como picadillo a un guiso proveniente de la cultura gastronómica andaluza, en el cual se mezcla carne picada con achiote, especias, hierbas aromáticas y pequeños trozos de diversos productos vegetales como arracache, ayote, berenjena, chayote, chicasquil, espinaca, flores de itabo, madero negro y poró; frijol blanco, maíz, mostaza, palmito, papaya, plátano verde, papa, puerro, rábano, remolacha, repollo, tomate, vainica, verdolaga, yuca o zanahoria, entre muchos otros.
Estos guisos son muy versátiles, pueden ser una guarnición o un plato fuerte. Para prepararlos la carne se cocina con suficientes especias, luego se pica y mezcla con las verduras, previamente cocidas y cortadas, de forma que no queden ni muy duras ni muy blandas, agregando también achiote y especias al gusto. Las carnes más usadas en su elaboración son la de res (mechada, molida o falda); el pollo y el chorizo. Otras recetas contienen también huevo batido o duro, licores, leche, vinagretas, frutos secos y/o crema.
Entre los picadillos costarricenses más populares sobresale el de arracache, un tubérculo proveniente de la región del Diquís, al sur del país, que ha llegado a adquirir carácter nacional. La palabra arracache es un vocablo de origen indígena andino y existen datos sobre su consumo milenario en la zona muisca americana, donde los nativos lo comían cocinado en olla o asado. En la actualidad, todavía se conserva el método que los aborígenes utilizaban para rallar y secar el tubérculo, proceso similar al de la yuca.
Algunos tipos de picadillos son especialmente importantes en ciertas comunidades. En el cantón de Grecia, por ejemplo, se prepara un picadillo de chayote sazón con frijoles blancos, y en el cantón de Atenas, se cocina un picadillo de papa con frijoles del mismo tipo. El picadillo de ayote es un plato que no puede faltar en las celebraciones a la Virgen de Guadalupe en Guanacaste, así como el de papa lo es para las festividades de la Virgen del Mar en Puntarenas. En el Pacífico también es popular el picadillo de papaya verde, de raíz de papaya, y de plátano verde tierno. En el Valle Central, el picadillo es un plato muy distintivo durante la Semana Santa, especialmente los de flor de itabo, de papa con chayote y de arracache.
Los picadillos también cuentan con importancia histórica, cultural y económica para Costa Rica: se utilizaban por familias pobres para aprovechar mejor sus alimentos, y su consumo aumentaba durante épocas de crisis, como en la entreguerra, cuando la escasez de recursos propició la realización de guisos con las hojas del árbol ornamental de chicasquil. En la sociedad costarricense de antaño el picadillo era básico en actividades religiosas, y para el amanecido, un plato recalentado con arroz o pasta. Actualmente es uno de los elementos más frecuentes para hacer gallitos y casado, populares platos nacionales, y es de las principales fuentes vitamínicas.

### Lomo relleno

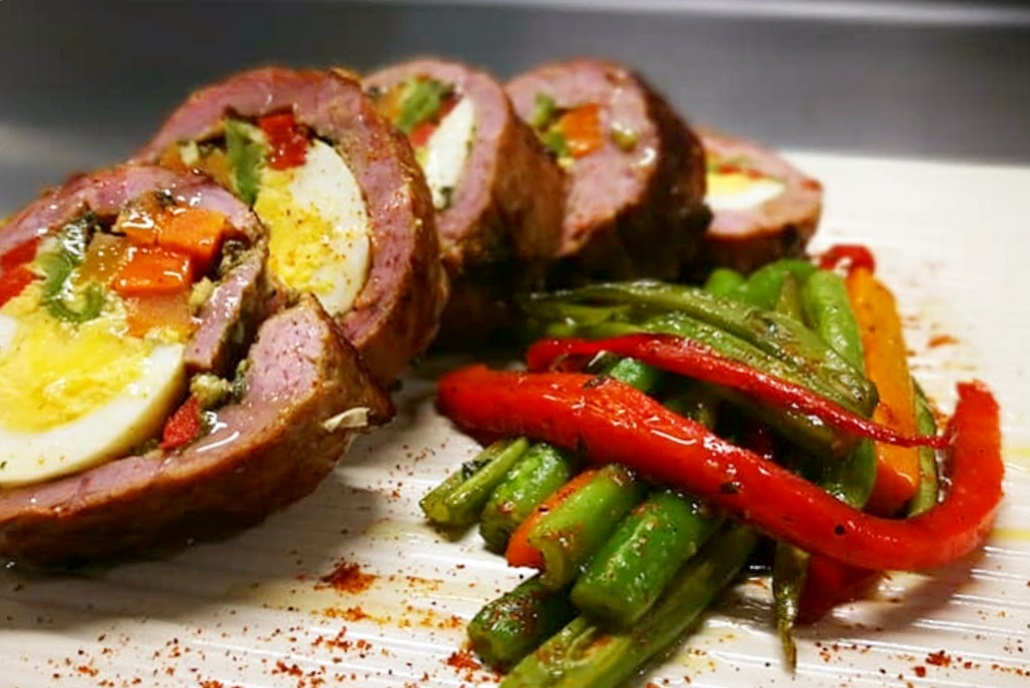
Tradicional lomo relleno, cortado en rodajas.

El lomo relleno es un plato tradicional de herencia española. Tomó un carácter festivo desde su origen en la época colonial, servido en bodas, vacaciones y Navidad; hoy en día es un platillo sumamente típico. Para su relleno se suelen utilizar abundantes especias, algún queso blanco de vaca, jamón, tocineta y el infaltable guiso criollo (huevo duro, aceitunas, uvas pasas, mostaza, alcaparras, garbanzos, cebolla y chile dulce), mientras que el corte preferido usualmente es el lomo de cerdo, aunque también puede usarse de res, e incluso pechugas de pollo y filetes de carne. Cuando se prepara, la carne debe estirarse para añadirle el relleno y luego cocinarse cerrada en forma cilíndrica. Asimismo, una variante más económica surgida del ingenio culinario en las áreas rurales, es el arrollado (conocido también como lomo fingido), en el que se emplea carne molida para aumentar el tamaño y abaratar los costos.
El lomo relleno se suele servir cortado en medallones y bañado en alguna salsa a base de fondos de carne o de tomate, acompañado con puré de papa, ensaladillas frías (papa, pasta o rusa), abundante ensalada jardinera de vegetales y algún tipo de arroz (predomina el blanco, condimentando con cebolla, ajo y chile dulce). También pueden depositarse los trozos redondos de lomo sobre tortillas de maíz calientes.

### Panadería

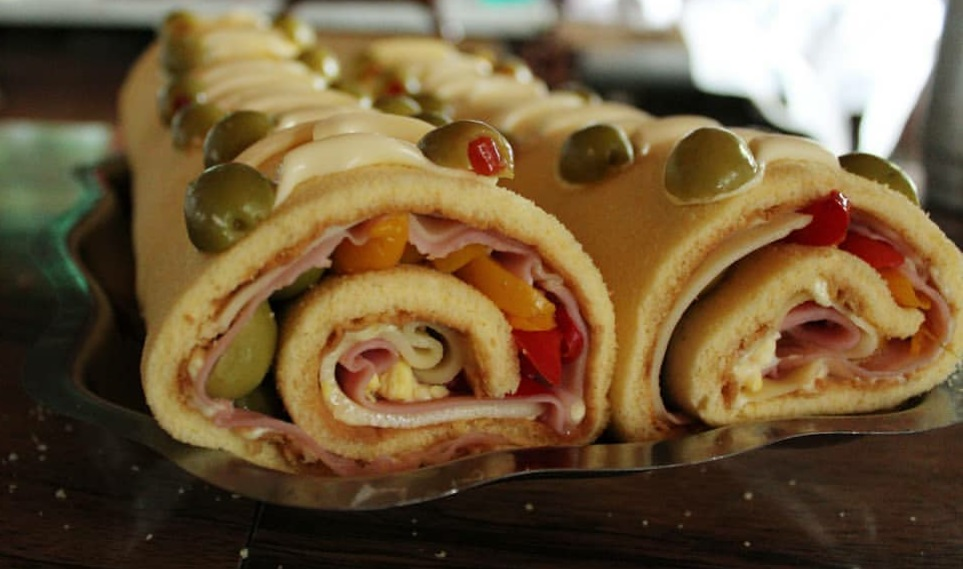
Arrollados tradicionales con masa de pan blanco, rellenos con mortadela, aceitunas y queso crema.

Desde la época prehispánica se elaboran en el territorio productos a base de maíz o yuca, destacándose especialmente la tortilla de maíz, cocida en comales. Este alimento persiste hasta la actualidad servido como gallo o bañado en natilla, con un consumo diario de 75 g por persona, sobre todo en el área rural, especialmente en Guanacaste. Otros productos de maíz típicos de la cocina costarricense, muchos de ellos cotidianos en esa provincia costera, son las chorreadas (arepa de maíz dulce), las cosposas (similares a las anteriores, pero con otro tipo de maíz), los totopostes (panecillos firmes con queso y coco), las rosquillas (roscas duras, saladas o dulces), las tanelas (panecillos aliñados con queso y dulce de tapa) y los bizcochos (ya sea en forma de rosquitas firmes, o en forma de empanada aliñada con queso).
El trigo fue introducido en 1561 tras la ocupación ibérica, generando productos tradicionales a base de este cereal (como pan casero, roscas y reposterías) que incluso ya se exportaban desde el siglo xvi a Panamá. Luego, entre 1880 y 1950, con la llegada de abundantes inmigrantes panaderos europeos entre los que destacan franceses occidantos, españoles catalanes e italianos sureños; el pan toma un papel preponderante en la dieta nacional.
Actualmente este producto es todo un pilar culinario, con uno de los consumos per cápita más importantes del continente, cercano a los 58 kilos de pan por persona al año (superior a los 90 kg en el Valle Central). De esta forma, se utiliza frecuentemente como acompañante en multitud de platillos o como ingrediente fundamental en la preparación de todo tipo de recetas (arrollados, budines, gallos, torrejas...), especialmente sánguches como el lápiz de carne con jamón y queso; y el lorenzo preparado con mano de piedra y abundante mostaza. Entre los panes más populares y tradicionales destaca el de tipo francés (baguette) con todas sus variedades y conocido como melcochón, así como las trenzas (panes rellenos que se moldean en forma trenzada), bonetes (rosettas italianas pero de menor tamaño, se les denomina así por su semejanza a los sombreros homónimos), hogazas (grandes bollos esféricos), cuadrados (pan de molde), natilleros (con natilla en la masa y queso gratinado en la corteza), manitas o piñas (hogaza compuesta usualmente por varios bollitos alargados) y pan negro (elaborado además con otros cereales como el centeno).

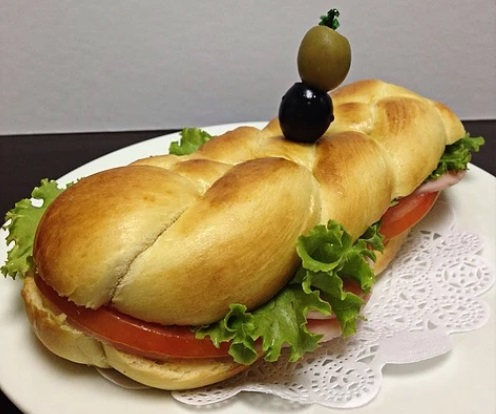
Tradicional sándwich lápiz, elaborado con jamón, queso y frijoles molidos.

Por otro lado, la cocina afrocaribeña presente en Limón agregó toda una serie de platillos de panadería que combinan las tradiciones antillanas con la herencia británica: el pan bon, pan negro con especias; panes caseros de jengibre, yuca, banano y coco; el pati, un tipo de pastelito salado y picante similar a una empanada; los dumplings que acompañan a las sopas como el rondón, el journey cake; y varios tipos de galletas de jengibre o maní, que reflejan la gran diversidad cultural que existe en dicha provincia. Asimismo, fruto de las inmigraciones de países de Latinoamérica durante las últimas décadas, se agregaron nuevas formas de panaderías y reposterías a la cocina nacional, tal es el caso de —entre otras— la pupusa salvadoreña, las empanadas argentinas y chilenas, la arepa venezolana y la almojábana colombiana.

#### Tosteles

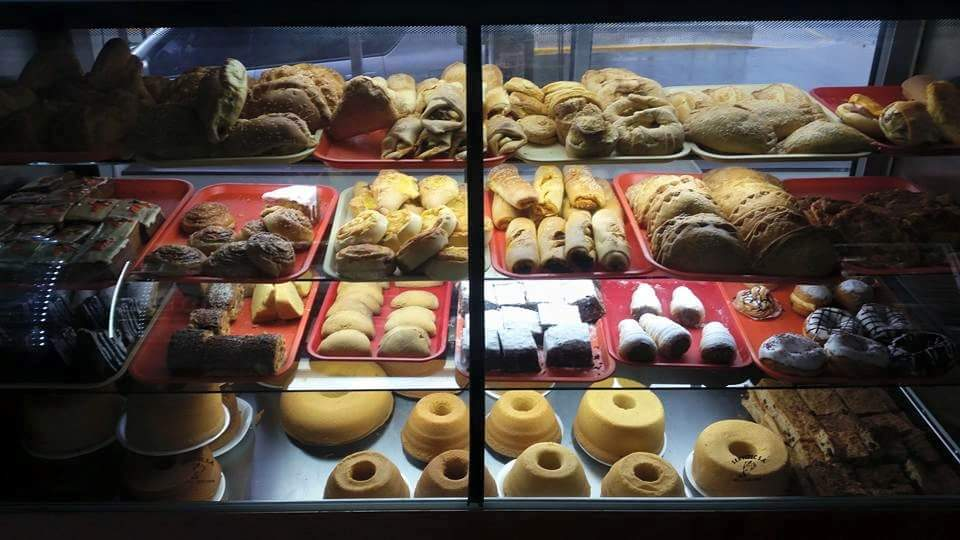
Tosteles en una panadería de San José.

Los tosteles son las reposterías dulces clásicas de la panadería costarricense, algunos de ellos datan de la época colonial, entre los que destacan acemitas (roscas duras a base de harina de trigo, bañadas en dulce de tapa), alfajores (obleas, de trigo o maíz, rellenas), arrollados (bizcochuelo arrollado y relleno), bizcotelas (galletas de trigo rectangulares y espolvoreadas con azúcar), budín de pan (a base de pan añejo, rebozado en leche, huevos y vanilla), cachos (hojaldres cónicos rellenos), chiquiadores o melindres (galletillas de trigo, maíz o yuca con huevo y azúcar), costillas (hojaldres alargados, rellenos de mermelada y cubiertos con azúcar), encanelados (roscas de trigo bañadas en canela, también panecillos rellenos con dulce de canela), enlustrados (roscas bañadas en almíbares usualmente blancos, rojos o naranjas), marquesotes (galletas romboidales de arroz o pinol), orejas (hojaldres delgados y barnizados en caramelo), polvorones (galletas de trigo, con textura quebradiza y forma convexa), prestiños (grandes obleas de trigo, fritas y bañadas en dulce de tapa), quesadillas (panecillos rellenos con harina, queso, canela y achiote), rosquetes de maíz (masas dulces de maíz molido o en pinol, con queso), tártaras de coco (pastelito de trigo relleno de coco y dulce de tapa) y variedades de suspiros (merengues de huevo).

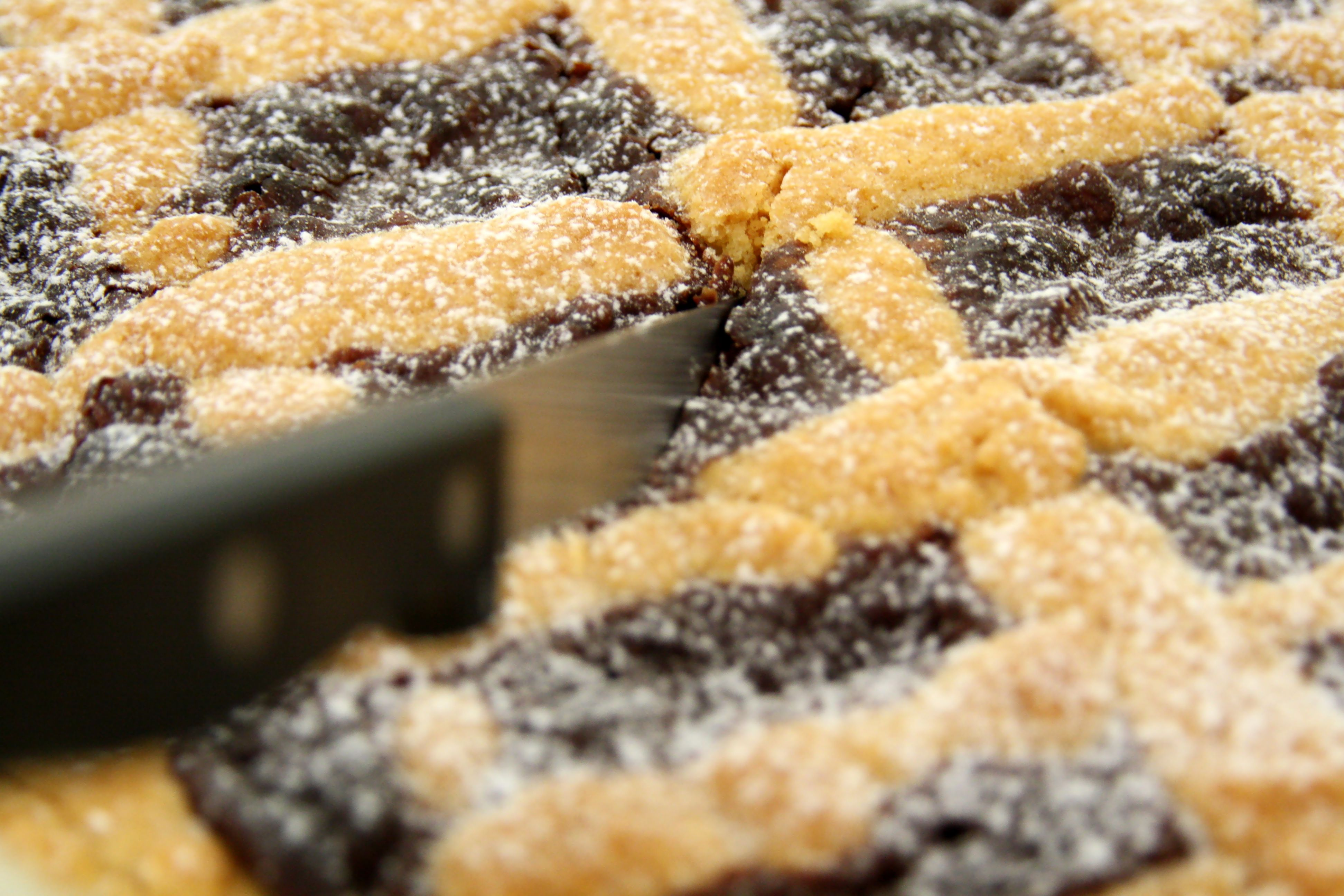
Un típico enrejado siendo cortado.

Posteriormente, en los siglos xix y xx, producto de la gran inmigración europea surgen otra gran cantidad de reposterías hoy día típicas como berlinesas o cremitas (masas redondas de trigo, rellenas y espolvoreadas o glaseadas), borrachos (bizcochuelo esférico, relleno y con glaseado rojizo de azúcar), cangrejos (semejante al cruasán), churros (masas alargadas de trigo, fritas, con y sin relleno), dedos de señora (originados en las savoiardi), enrejados (adaptación de las crostatas), flautas (hojaldres largos, delgados, fritos y rellenos), gaticos (bizcochuelo rectangular de trigo, esponjoso, relleno y cubierto de azúcar), lazos (heredados del cannolo), milhojas o torta chilena (hojaldres alternados con dulce de leche), obleas (ya sea polacas de maíz con queso, o suizas de trigo con dulce de leche), palitos hojaldrados (con queso o con caramelo), pañuelos (hojaldres de forma romboidal, rellenos y espolvoreados con azúcar glas), prusianos (especie de strudel relleno con merengue de huevo), rosquetes de trigo (equivalentes a las lagaccio o cantuccini, según la receta) y varios tipos de galletas, panecillos dulces, pasteles, queques y strudeles.

### Pastas

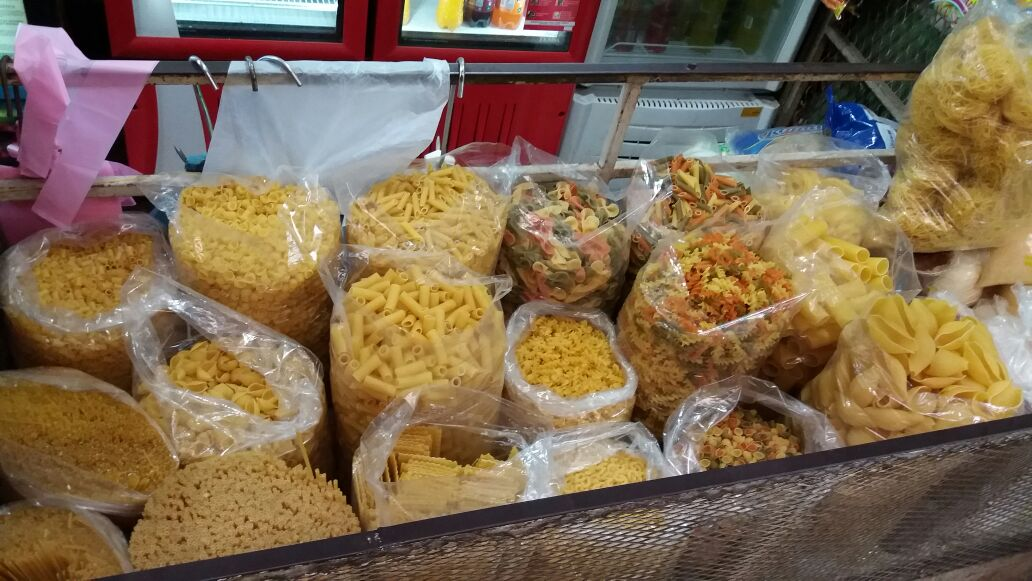
Venta de pastas tradicionales en el Mercado Central de San José.

Desde la colonización española las pastas son esenciales en la alimentación costarricense. Estas ciertamente llegaron procedentes de Europa, aunque es difícil determinar en qué momento, ya que su consumo se registra partir del siglo xviii cuando aparecen como bien de importación para los colonos.
Posteriormente, entre 1880 y 1950, la gran inmigración italiana en Costa Rica aportó nuevas recetas y formas de preparar pastas, destacando las variedades frescas caseras no solo a base de trigo y huevo, sino de: zanahoria, papa, remolacha, espinaca y arroz (estas últimas debido a la también fuerte entrada de chinos). Hoy en día, el tico es uno de los 30 principales consumidores de pasta en el mundo, décimo en América, con 4.5 kilos anuales por persona, existiendo zonas como el Pacífico Sur o el Valle Central donde las tasas rondan hasta 7 o 15 kg, respectivamente.
Por la gran influencia del Mezzogiorno la pasta seca (asciutta) a base de trigo es la más popular, especialmente todo tipo de fideos largos y cortos, conocidos independientemente de su forma como «macarrones», a la usanza de muchos pueblos calabreses. En ciertas regiones la pasta se usa únicamente como guarnición, teniendo un consumo desde nulo o bajo (Guanacaste y Puntarenas), hasta moderado o medio (Zona Norte, Limón y la Zona Sur). Sin embargo en el Valle Central, especialmente en su porción occidental, la pasta es un alimento cotidiano, muchas veces servido como plato fuerte.

#### Largas y cortas
Este tipo de pastas usualmente se preparan con bastante queso rallado, acompañadas de pan (que puede barnizarse con mantequilla y ajo), y embebidas en alguna salsa; la más tradicional es la salsa roja a base de tomate, achiote, cebolla, chile dulce, orégano, culantro, apio, laurel, pimienta y un componente cárnico (albóndigas, trozos de cerdo, carne molida, jamón, salchicha, chorizo). Otras salsas pueden ser a base de mantequilla o aceite de oliva con ajo, blanca, rosa o de pesto. También pueden aliñarse con mayonesa para elaborar una ensaladilla fría, o cocerse en sopa de fideos. Frecuentemente estas pastas sirven de guarnición para platos a base de cortes de carne, verduras y en preparaciones como el casado.
Tanto en el Valle Central, como en algunas regiones costeras, la pasta representa un plato fuerte cotidiano y bastante apreciado, hay quien incluso la acompaña con arroz y una ensalada jardinera. De esta forma destacan tres cortes de fideo en particular: los espaguetis (spaghetti), los tallarines (tagliatelle) y las lenguas (linguine). Bastante utilizados son también los fetuchinis (fettuccine), letras (alfabeto), bucatines (bucatini), ñoquis (gnocchi), cabellos (cappelli), cabitos (ziti), plumas (penne), plumas anchas (mostaccioli), codos (storni), caracoles (lumache), corbatas (farfalle) y conchas (conchiglie). Con la pasta añeja que sobra de anteriores preparaciones se puede elaborar gallo pinto o mezclarse con huevo batido; añadiendo también queso, verduras y otros ingredientes para hacer tortas, un plato típico heredado de la cultura culinaria napolitana.

#### Rellenas
Muy tradicionales en la Valle Central son las pastas rellenas, que pueden conseguirse secas o elaborarse frescas de forma casera. Las más populares son los ravioles (ravioli), la lasaña (lasagna) y los canelones (canellonni), se encuentran también los tortelines (tortellini) y los capeletes (cappelletti). Los canelones —de forma tubular— se rellenan con espinacas, con carne, con queso o incluso con atún troceado, pueden hacerse al horno bañados en salsa roja, freírse envueltos en huevo batido o cocerse en forma de pastel con queso gratinado.
Por otro lado los ravioles son de tamaño pequeño o mediano, se rellenan usualmente con espinacas o carne, tienen una forma cuadrada bastante regular y se sirven con mucha salsa. Una variante tradicional en Heredia conocida como raviol de cantina se elabora frita con alguna lámina ancha de pasta, rellena con carne mechada, empanizada con huevo batido, pan molido y cerveza; servida con ensalada de repollo y aderezos.

### Pasteles

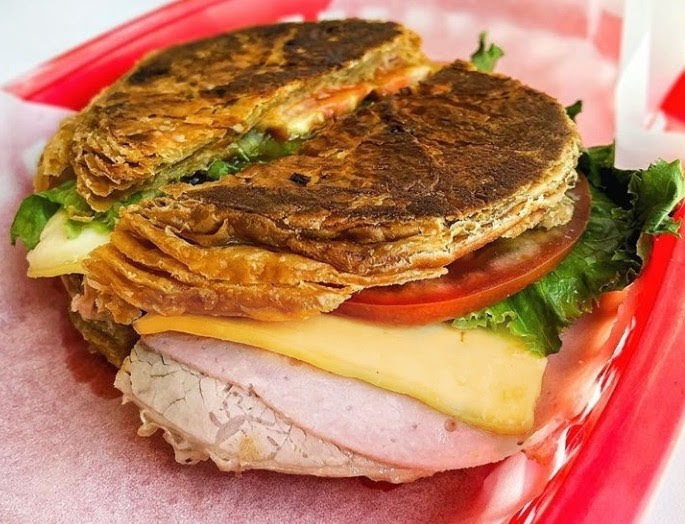
Un típico pastel arreglado de jamón y queso, servido en una soda.

En la cocina costarricense se preparan frecuentemente pasteles, que corresponden a diferentes platillos homónimos. Una de las acepciones más comunes del término se refiere a una receta similar a una empanadilla, casi siempre hojaldrada y rellena con todo tipo de carnes, queso, jamón, verduras e incluso con chile (enchiladas). En diversas sodas se encuentran también arreglados, a los que se les añade además lechuga, tomate, aderezos y frijoles molidos. Incluso, el típico pati limonense puede considerarse un pastel de esta categoría. Existen también pasteles semejantes, pero dulces, desde el plantaint tart caribeño hasta masas brisas rellenas de frutas.
Por otro lado, se preparan también pasteles al horno usualmente en pyrex (refractario) de vidrio borosilicatado. En esta variante, que puede ser dulce o salada, se alternan capas de alguna masa (ya sean purés de vegetales, algún bizcochuelo, tortillas de maíz...) con una diversa gama de rellenos. Es frecuente que en la capa superior se gratinen con queso rallado. Uno de los más típicos es el pastel de papa.

### Pejibayes

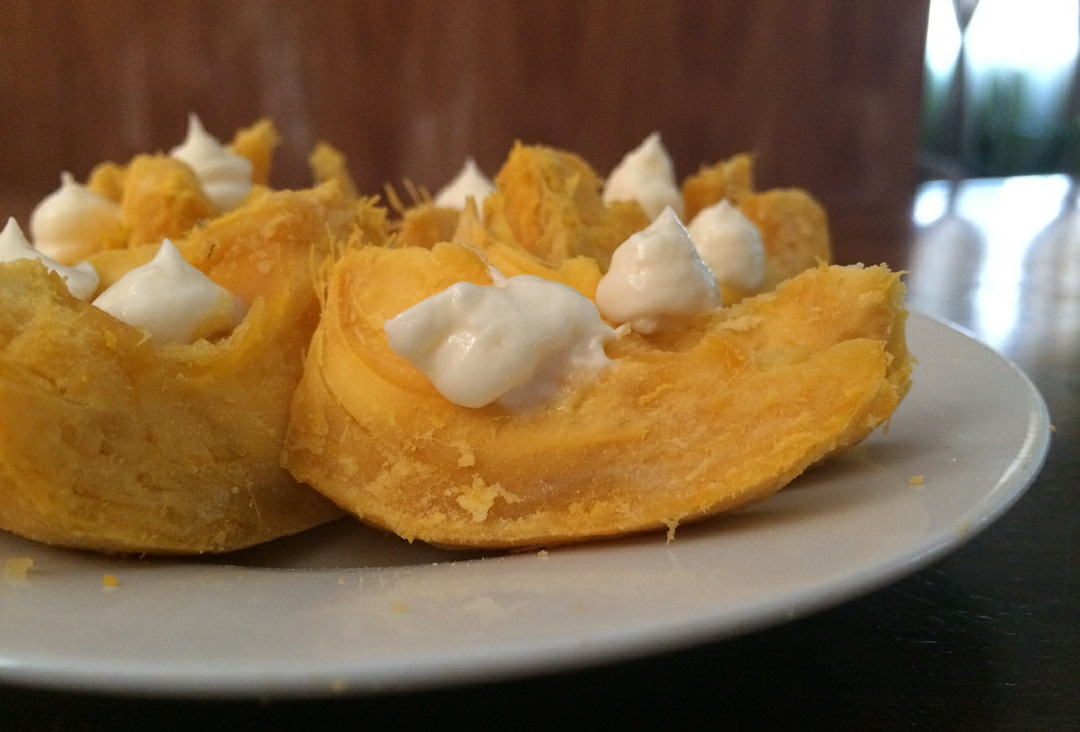
Pejibayes servidos con mayonesa.

El pejibaye es el fruto de una especie de palma autóctona del área tropical americana, hallada entre Nicaragua y Brasil, que se cultiva extensivamente en Costa Rica desde hace más de 500 años. En la época precolombina fue un alimento de gran importancia para los indígenas huetares del Valle Central, junto con el maíz y la yuca.
Cuando el fruto está de temporada su venta se vuelve frecuente en todas las ferias del agricultor, en pueblos y en mercados, sin embargo, en la actualidad puede encontrarse cocinado permanentemente en supermercados o incluso enlatado en salmuera. De manera tradicional este producto se prepara hervido en agua, con bastante sal, y es frecuente añadirle algún consomé, huesos de jarrete u ossobuco, fondos de carne e incluso un poco de tapa dulce. Cuando se consumen, se pelan y su hueso se retira dejando un espacio vacío, donde ocasionalmente se añade mayonesa, natilla o mantequilla como aderezo.
Actualmente, también se le encuentra como ingrediente de los más diversos productos, desde postres hasta licores, embutidos, pastas y cremas. Además, en el cantón de Jiménez Zamora en la provincia de Cartago existe un poblado llamado Tucurrique, que es uno de los mayores productores de pejibaye, donde anualmente se realiza una gran feria cuyo tema central es este producto, empleado en todo tipo de platillos y recetas.

### Sopas y cremas

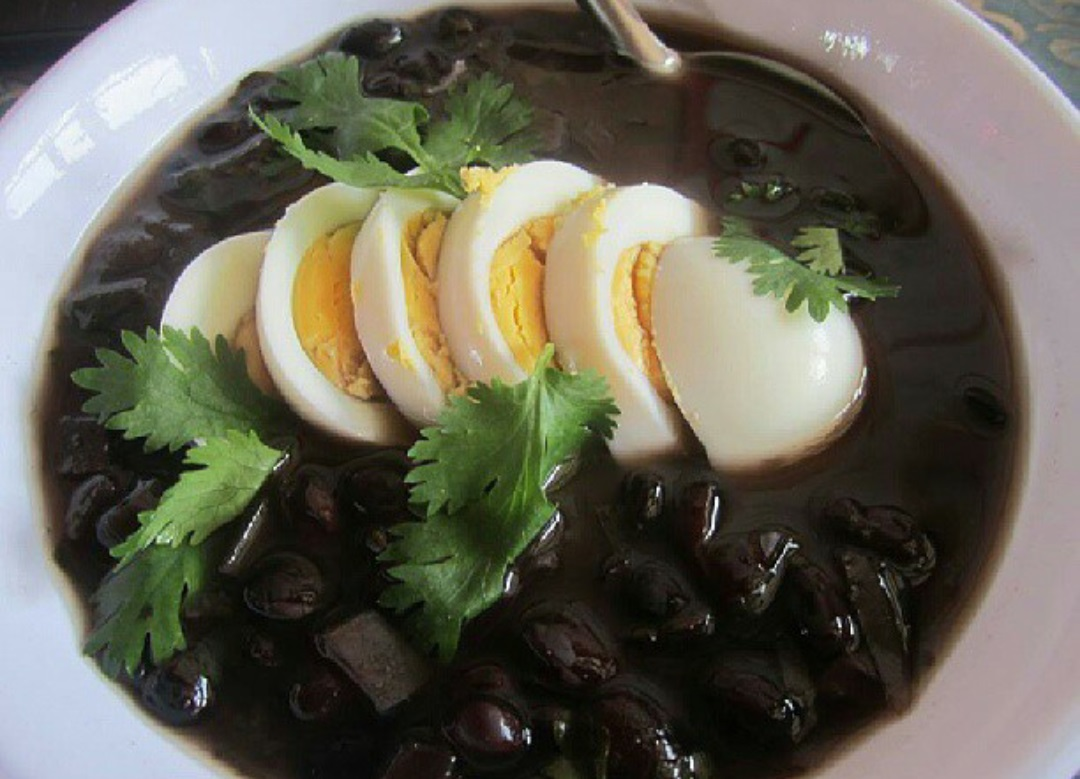
Una sopa negra de frijoles con huevo duro.

Existe una abundante variedad de sopas en la dieta costarricense, entre las que destacan la sopa de mondongo, de albóndigas, de fideos de letras o cabello de ángel con pollo y espinacas, de cebolla con queso, de pescado, de pollo con verduras, pozol, sopa de verduras con remolacha, sopa negra de frijoles con huevo duro y sopa de tortilla con carne. En Limón es muy popular el rondón, similar a la olla de carne pero con pescado o mariscos, plátano verde, leche de coco, verduras, tubérculos, pimientos, chiles dulces y especias.
La sopa de leche, una preparación caliente hecha con leche entera fresa condimentada con sal, pimienta y especias, servida con trocitos de pan o tortilla; así como las sustancias que son caldos de carne, servidos con abundantes verduras y arroz, constituyen platos de los más icónicos en la cocina rural costarricense desde la época colonial.
Asimismo, son frecuentes varios tipos de cremas: de tomate, de elote, de ayote, de mariscos, de pejibaye y de zanahoria, entre muchas otras, que se consumen calientes con queso, trozos de pan, verduras o pedazos de carne y pollo.

### Tamales

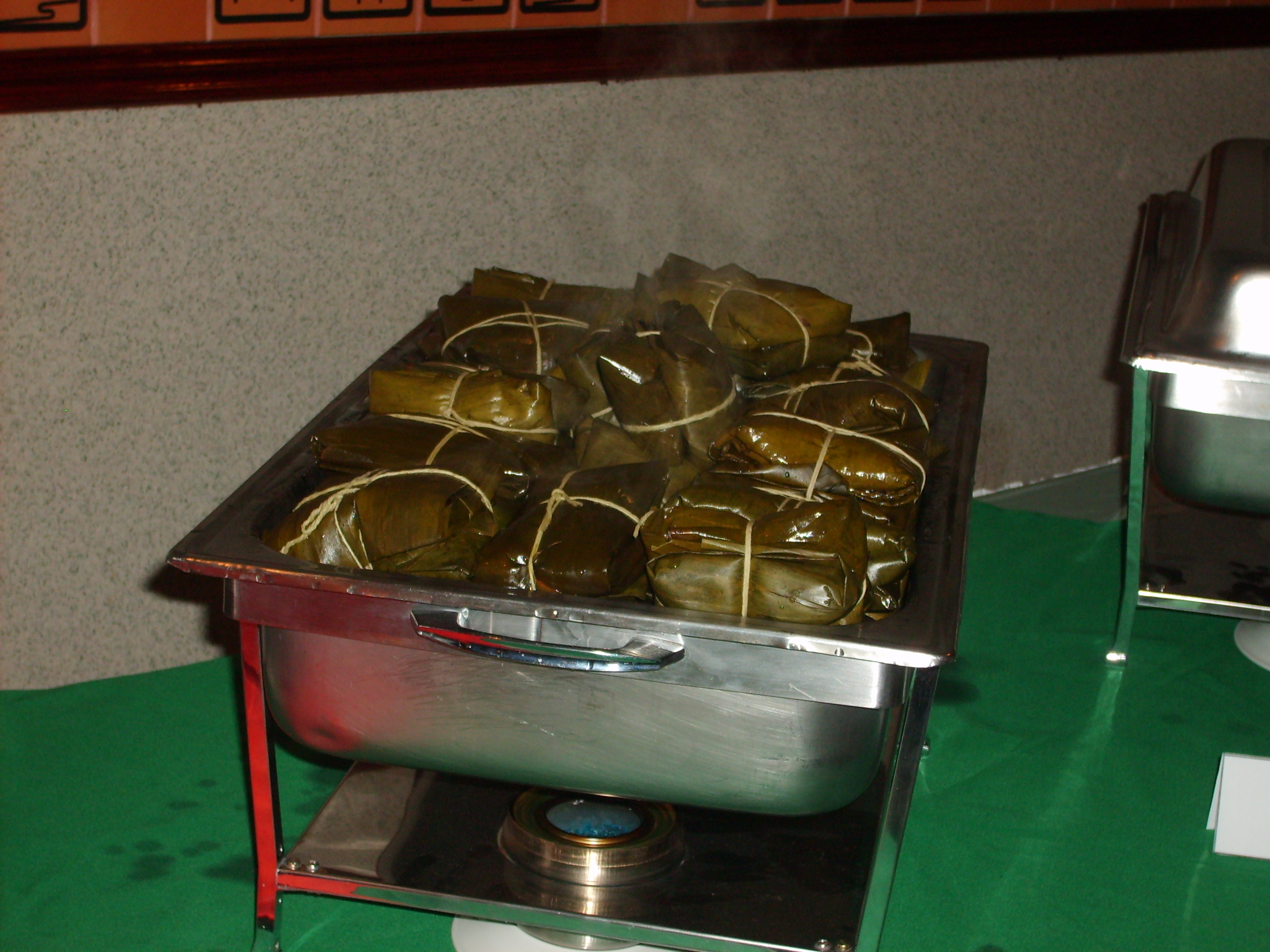
Una olla llena de tamales.

El tamal es uno de los tantos envueltos de herencia indígena elaborados a lo largo de América Latina, con variantes más o menos similares, pues se trata de una masa hervida, cocida dentro de hojas vegetales y usualmente rellena. En Costa Rica esta receta obedece a un carácter festivo, ya que se consume casi que exclusivamente para Semana Santa y Navidad. De hecho, en esta última celebración estacional, el tamal resalta como un platillo central que sirve para reunir a las familias en torno a su preparación, celebrando la tamaleada como una forma de convivencia.
Siguiendo su elaboración común, existen abundantes variedades en todo el país: tamales mudos sin relleno, tamales con relleno de frijoles molidos para la Semana Santa, tamales con masa de plátano verde, tamales con masa de arroz envueltos en hoja de bijahua propios del cantón de Buenos Aires , tamales con masa de yuca y muchos otros. En el Pacífico este platillo es más diario, a lo largo de las provincias de Puntarenas y Guanacaste sobresalen los tamales yol (hechos con maíz tierno y envueltos en las hojas del elote, pueden rellenarse con dulce de tapa), los tamales pizque (masa sin relleno envuelta en las hojas del plátano que puede servirse con queso) y los tamales con recado de tomate, entre muchos otros.

#### Navideños
La presentación navideña clásica del tamal tico consiste en una elaborada masa de maíz blanco (también puede mezclarse con un puré de papas, maní, nueces u otros ingredientes) que se aliña con caldos o fondos de carne y verduras, pimienta, sal, comino, culantro, cúrcuma, ajos, chile dulce y picante, apio, laurel, cebolla, tomillo, achiote y muchos otros condimentos, existe una gran variabilidad entre recetas. 
Respecto al relleno, nuevamente los componentes pueden variar en cada región e incluso familia: arroz (es popular el achiotado), perejil, zanahoria, tomate, culantro, vainicas, chile dulce, guisantes, guiso tradicional (aceitunas usualmente verdes y rellenas de chile dulce o almendra, alcaparras en salmuera, ciruelas o uvas tipo pasa, encurtido de mostaza, huevo duro, garbanzos cocidos...) y carnes blancas como el cerdo (posta, costilla, falda, lomo) y/o el pollo (pechuga). Asimismo, en algunos pueblos le añaden una salsa elaborada con tomates, semillas, chile y maíz.
Todo el conjunto se envuelve en hojas de plátano, que se atan de a dos con pabilo (cada pareja forma una piña de tamales) y se cocinan hervidos por varias horas (en las zonas rurales, en pailas con agua hirviendo, sobre leña).  Normalmente, a la hora de servirse se adereza con salsa Lizano (puede ser también con encurtidos, chile, mantequilla, natilla) y se acompaña de bebidas calientes como café o aguadulce.

#### Dulces
Por otro lado, existen tamales dulces muy populares en todo el país, cuya cocción se hace al horno, no hervida. Usualmente estas recetas asemejan una especie de pan e incorporan leche, leche agria o cuajada, natilla, huevos, mantequilla, vainilla, leche condensada, azúcar, canela, quesos secos, dulce de tapa, mermeladas, coco, semillas o pasas. En el Pacífico se hornean con las hojas del elote y en el Valle Central también son conocidos como panes: tamal asado (con masa de maíz blanco), tamal de maicena (con fécula de maíz), tamal de yuca (con masa de yuca) y tamal de elote (con maíz tierno o dulce).

### Vegetales rellenos

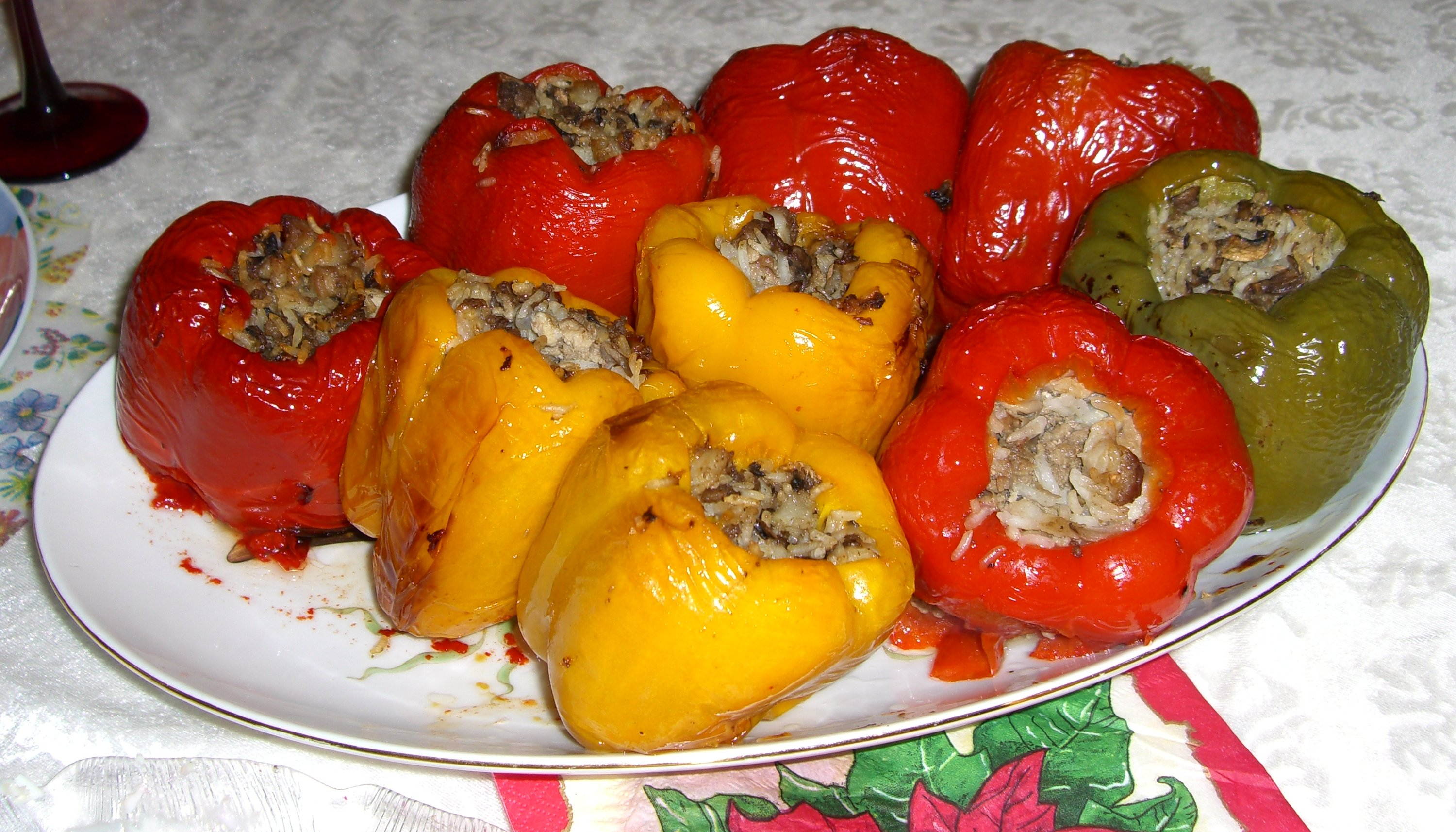
Chiles rellenos.

En la cocina de Costa Rica son típicos diversos productos vegetales —como berenjenas, chayotes, chiles dulces, guineos, papas, remolachas, tacacos, tomates, zanahorias y zapallitos— que se preparan rellenos con los más diversos ingredientes, desde arroces aliñados con especias hasta carne, salsas, frutos secos, cremas, atún, queso o su propio puré arreglado y condimentado. Heredadas de las gastronomías del Mediterráneo oriental (especialmente la árabe, griega y turca), se encuentran también hojas hervidas que se enrollan y rellenan de manera similar, principalmente las del repollo blanco y las de la berenjena.
Este tipo de preparaciones son características de la cocina del Valle Central (al oeste se encuentran berenjenas y chiles rellenos, mientras que en Cartago acostumbran hacer lo propio con las papas), así como de comunidades rurales del área septentrional y la costa pacífica. Una de las más importantes es la de chayote, conocida como zapato o chancleta (debido a la forma similar al calzado que toma la cáscara tras el proceso de cocción), y en la que la pulpa se extrae, se gratina con queso, natilla y se condimenta al gusto: salada con pimienta, ajo, laurel, culantro y otras especias; o dulce con leche, pasas, tapa, canela y azúcar.
Los chiles rellenos se elaboran típicamente con un chile dulce rojo o verde, que se puede rellenar con carne, arroz, frutos secos y/o queso. Tras extraer la cáscara, los tallos, las semillas y las membranas, el chile se rellena y sirve, también puede freírse envuelto en huevo batido u hornearse con salsa y queso rallado. Finalmente, para el tradicional repollo relleno (también conocido como almuercito) cada hoja debe hervirse hasta quedar suave, luego rellenarse y enrollarse con la ayuda de palitos, una salsa, aceite de oliva o huevo batido, usualmente se sirve con crema de tomate y arroz.

### Postres
En lo que se refiere a la elaboración de postres, en el Valle Central se utilizan como ingredientes principales la leche, la caña de azúcar, el trigo, el huevo y muchas frutas y vegetales; en Limón, son más característicos los postres a base de coco y plátano, encontrándose la influencia inglesa en la elaboración de panes, pasteles y galletas; en Guanacaste el ingrediente principal es el maíz; y en Puntarenas se utilizan la leche, el coco y las frutas. Entre los postres tradicionales más gustados y populares se encuentran:
- Arroz con leche.
- Arepas con mermeladas, chocolate o dulce de leche.[138]
- Atoles de chocolate, avena, maicena, frutas y mazamorras de maíz.
- Arrollados.
- Budín de pan.
- Buñuelos.
- Cajetas (dulce de leche, chocolate, café, maní, coco, guayaba, toronja rellena, higos rellenos, pasas o leche); alfeñiques, sobaos y melcochas de tapa dulce, alporas y zapotillos de arroz y turrones.
- Chocolate costarricense.
- Churros.
- Cocadas.
- Ensalada de frutas con papaya, sandía, piña, banano, melón, gelatina, helados y granola.[139]
- Dulce de leche.
- Dulces vegetales tipo mermelada o en pasta (guayaba, fresa, membrillo, mora, mango o piña...), con dulce de tapa (plátano en almíbar, ayote, cabellos de chiverre, yuca, higos...) o confitados.
- Flanes (de vainilla tradicional, con dulce de azúcar, con dulce de leche, de coco, tipo chiricaya, tipo majarete...).
- Granizados y churchill.[140]
- Helados (de sorbetera, veteados, con semillas, en cono, en palito...).
- Pasteles de plátano, yuca o maíz.
- Piñoñates.
- Prestiños.[141]
- Queques (seco o aromatizado con cítricos y semillas, volcado de frutas, tres leches, de ayote, tradicional con dulce de leche, de zanahoria, de chocolate, de banano, con limón, navideño, con higos...).
- Suspiros.
- Tapa dulce.
- Tosteles.[110]
- Zopilotillo de leche agria con dulce de tapa y canela.[142]

Producto de la inmigración, también se han integrado exitosamente en la culinaria costarricense postres extranjeros como la selva negra alemana, el brownie estadounidense, el milhojas (también llamado torta chilena) y los mousses franceses o los postres de origen italiano, destacando el helado napolitano, la cassata, el tiramisú y reposterías como lazos o enrejados.

#### Chocolates

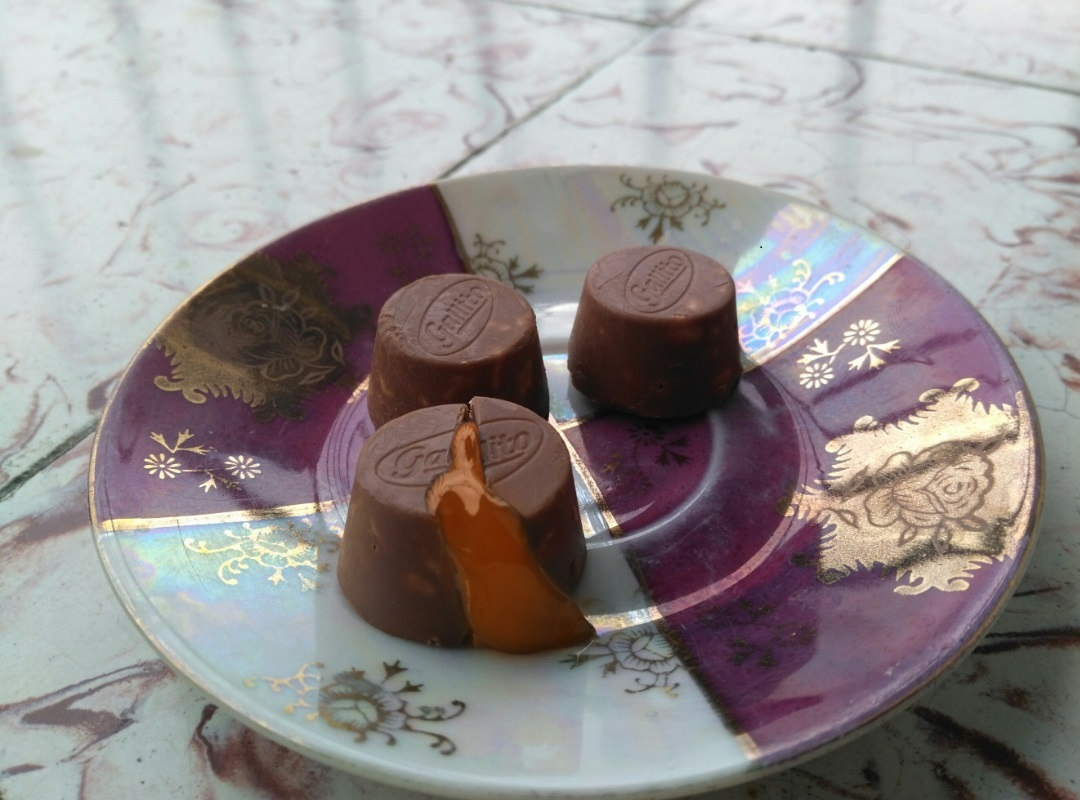
Tapitas, variante rellena con dulce de leche, uno de los chocolates más populares del país.

Los costarricenses tienen una milenaria tradición en el cultivo del cacao, a través de sus pobladores nativos, que además ya consta de una cultura forjada por varios siglos en el procesamiento para producir diversos chocolates, tras el mestizaje con los colonizadores españoles y otros inmigrantes europeos. Es por esto que los chocolates, especialmente con leche y con frutas tropicales como guayabas, piña, café o moras, son de los dulces más apreciados en la culinaria de Costa Rica desde la época colonial, cuando era la bebida nocturna por excelencia.
El cacao costarricense es reconocido como uno de los mejores del mundo, y de hecho, es de los principales productos agrícolas de exportación con valor agregado que tiene el país. Actualmente, Costa Rica también se posiciona como uno de los principales productores del planeta de chocolate fino, de gran calidad y con prestigio global, con empresas como Estukurú, Gourmet Fields, Nahua, Caribeans, Britt y Sibú, que han crecido de forma paralela con la más icónica confitería del país: Gallito, fundada en 1909 y que produce las golosinas a base de cacao más importantes de la cocina costarricense (milanes, tapitas, guaritos, guayabitas, corazones y tabletas, entre otros).

#### Helados

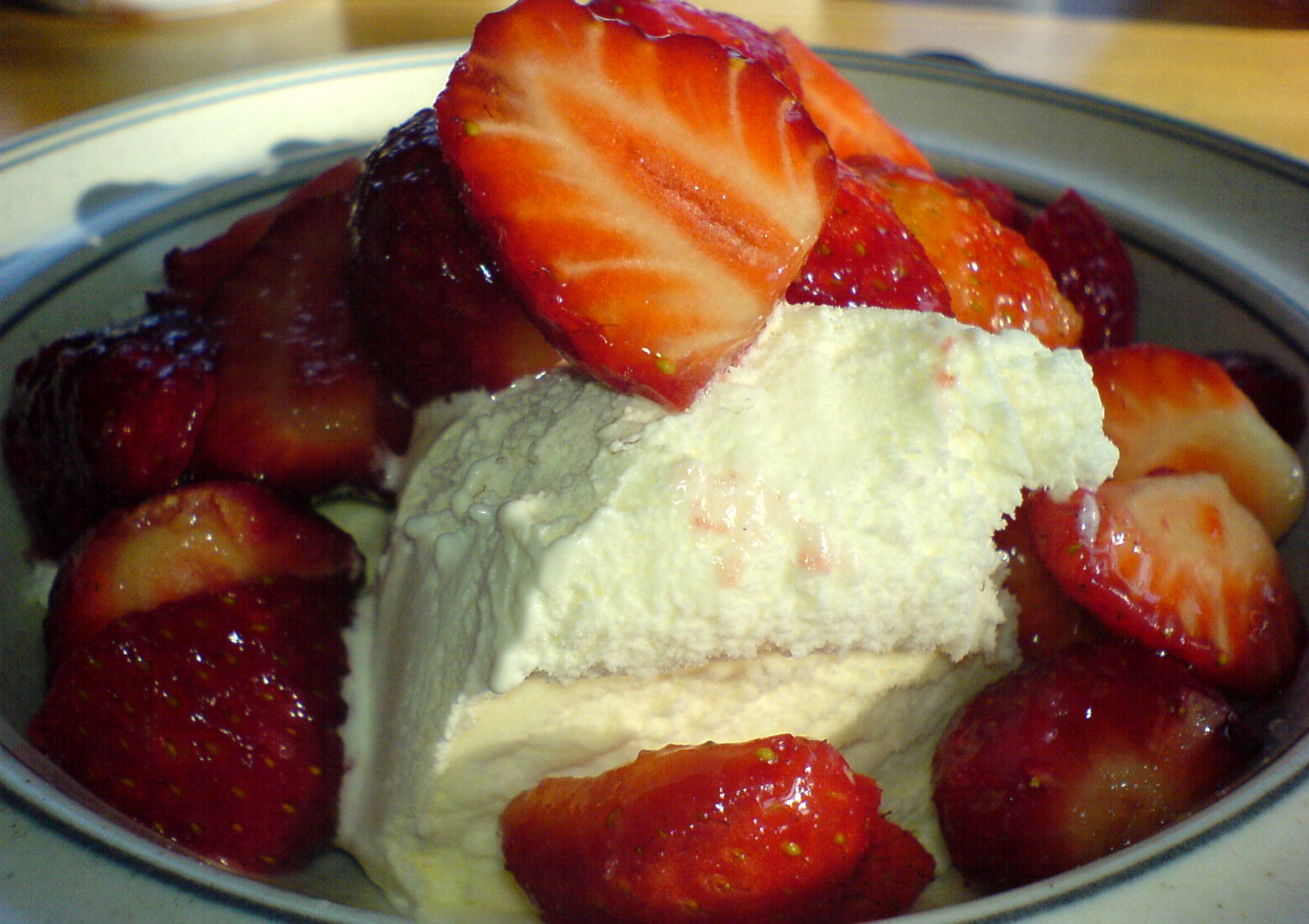
El helado es uno de los principales postres de la cocina tica.

Costa Rica es uno de los mayores consumidores de helados en América, junto con los Estados Unidos y Chile, con una ingesta per cápita cercana a los 6 litros por año. Existe una variedad verdaderamente amplia en el país que va desde gelatos de tipo italiano hasta diversas cremas criollas como el helado de sorbetera; conviviendo con una enorme oferta dominada por las empresas Dos Pinos, Coronado, Pops, Monteverde y Sarita; así como por centenas de pequeñas compañías que producen los típicos helados de palito como Malavassi, Helados Díaz, Los Paleteros y Helados Delfín, varias heladerías artesanales dispersas por todo el país, y una gigante puja en el mercado con marcas internacionales importadas de toda América y Europa como Eskimo, Michoacana, Dippin’ Dots, Ben & Jerry’s, Häagen-Dazs, The Countrie's Best Yogurt (TCBY), Johnny Rocket's, Blue Bunny, Holanda, Dairy Queen y Breyer’s.

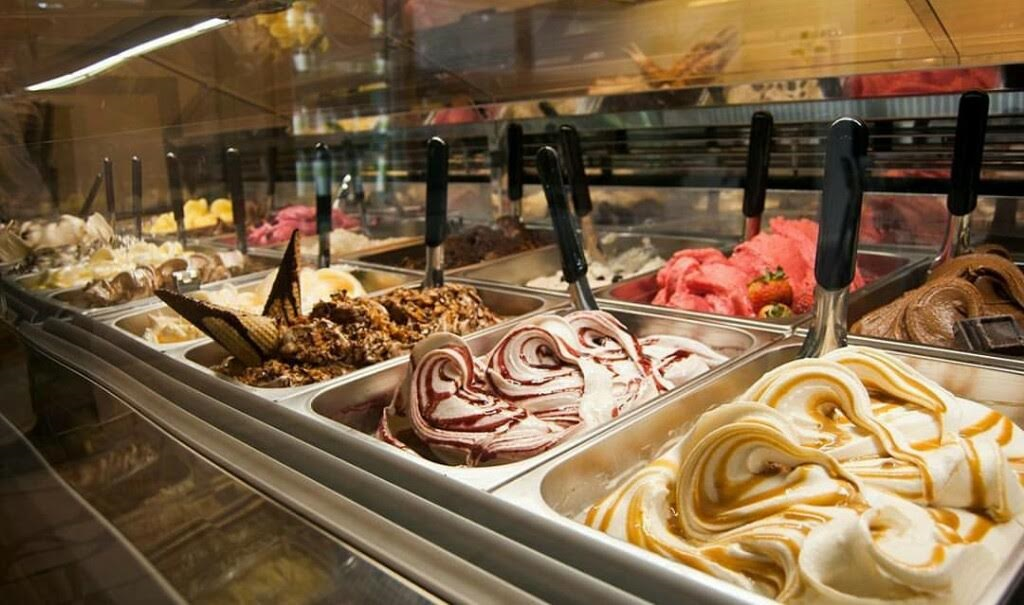
Existen gran variedad de sabores en los helados tradicionales costarricenses.

En cuanto presentaciones lo más común es comer el helado en cono, vasito o palito; con otras formas de servirlo también muy populares como sundaes, parfaits, sándwiches de helado, bananas split, queques de helado, batidos o barras de helado; así como los tradicionales churchill y ensaladas de fruta. Los más populares están hechos a base de leche, seguidos de los helados de agua (nieves) y los de yogur; asimismo los sabores más consumidos son de chocolate (simple, amargo, con almendras, con chispas de chocolate, con galleta, con café, con avellanas, con caramelo, con queque, con menta, con pecanas, veteado, italiano, mousse, chocobanano o blanco), fresa y vainilla; así como de crema, menta, caramelo, mora, pistacho, brownie, dulce de leche, galletas, maní, café, queque, ron con pasas, natilla con fresa o con frutas, queso, coco, cereza, naranja holandesa, crema irlandesa, cheesecake de fresa, tiramisú, pie de limón, napolitano, e incluso variantes del helado frito en rollos a la plancha coreano entre muchos otros. 
Por otro lado, las nieves o helados de agua, son populares en sus sabores frutales de guanábana, limón, mora, cas, tamarindo, piña, mango, frutas mixtas, maracuyá, y naranja. Asimismo el tradicional helado de sorbetera puede encontrarse en los principales mercados de la nación y consiste en un centenario sorbete hecho con vainilla, canela, clavo de olor y nuez moscada. De igual manera existen otros helados con sabores exóticos que van desde kiwi y tequila rosa, hasta aguacate y arroz con leche.

## Bebidas

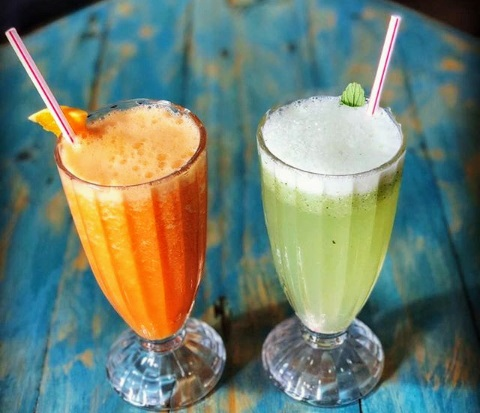
Los frescos son la principal bebida costarricense, hay incontables variedades, en la imagen: melón en leche y limón con hierbabuena.

En Costa Rica existen varias bebidas tradicionales, las más importantes son los frescos naturales bien fríos, el aguadulce y el café. De manera histórica, en la época precolombina las sociedades indígenas consumían chicha, un licor de maíz fermentado, y chocolate, ambas utilizadas para rituales religiosos o funerarios. Algunas sociedades autóctonas, sobre todo en el Caribe, elaboraron jarrones especiales para calentarlas y consumirlas.
Posteriormente, en la época de dominio español era costumbre tomar bebidas hechas a base de cacao tres veces al día: para desayunar se consumía caliente entre las 5 y 6 de la mañana; en la tarde se bebía el tibio de cacao generalmente sin azúcar o el chilate hecho de maíz tostado y molido con cacao, chile y agua; y luego antes de irse a dormir se tomaba un chocolate, espumoso y bien batido. Durante este período también se producía y consumía leche, aguadulce (una bebida hecha a base de agua de panela fría, no fermentada) y aguardiente de caña de azúcar.

### Frescos
Actualmente las bebidas más populares y cotidianas en la dieta costarricense son los llamados frescos. Estos brebajes usualmente se elaboran mezclando variados productos vegetales, mucho hielo, algún edulcorante y una base de agua o leche. Su importancia para el costarricense es fundamental, a tal punto que en promedio se bebe más de 25 litros cada año, siendo el octavo mayor consumidor de jugos de fruta en todo el mundo (con hasta 102 millones de litros en 2016).
Entre los más populares se encuentran el de aguadulce con limón, cas, chan, limón, mora, piña, tamarindo, toronja y sirope de kola. Con leche también se hacen de banano, crema de vainilla o papaya. Además son tradicionales los frescos a base de cereales como el de avena y la horchata. Este tipo de bebidas, al ser predominantemente naturales, pueden aportar grandes beneficios nutricionales como fuente de vitaminas, fibra e hidratos de carbono.

### Aguadulce

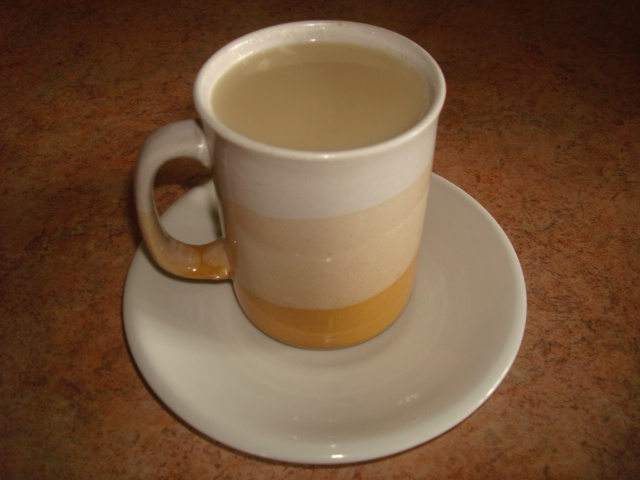
El aguadulce, con leche o sin ella, es una bebida tradicional hecha a base de tapa de dulce, sin fermentar.

El aguadulce es una bebida que se obtiene de la tapa dulce, una especie de confitura típica hecha a base de caña de azúcar. Este producto tradicional se moldea en forma cónica o cuadrada, comercializado en todo tipo de mercados y tiendas de alimentos. Para elaborar aguadulce debe derretirse la tapa (creando un sirope que sirve de edulcorante), mezclarse con agua o leche y beberse fría o caliente. También puede tomarse bien helada con limón, y en el Caribe acostumbran añadirle jengibre.

### Café

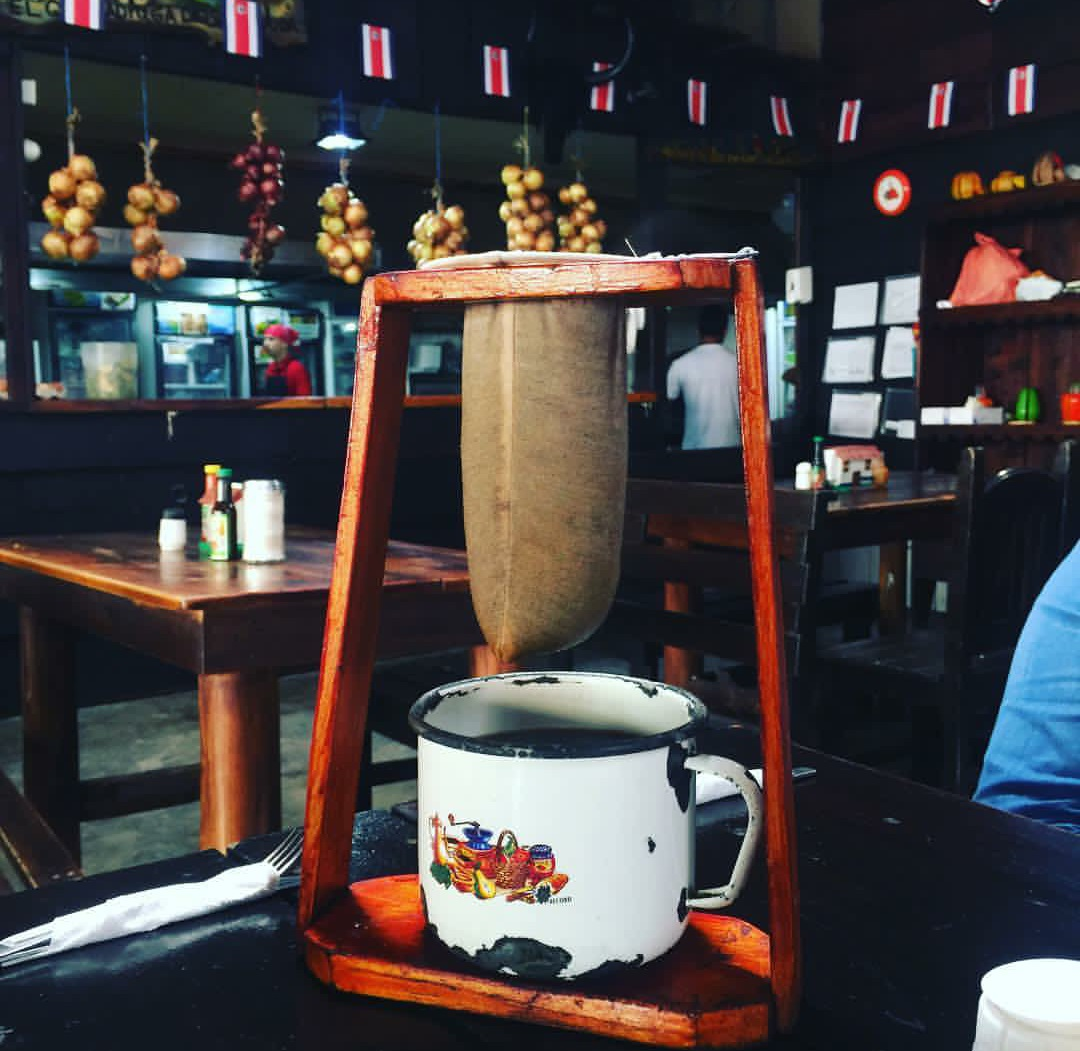
Café chorreado: símbolo culinario y cultural.

Vandola costarricense

El café es la infusión más popular en Costa Rica y un pilar alimentario, básico para todo tipo de dulces y postres. Un costarricense promedio se bebe hasta 525 tazas de café por año, lo que ubica al país entre los 20 mayores consumidores del mundo. Este producto fue introducido en 1776 desde Europa, y comenzó a exportarse a finales de 1820. Ya para los años 1850, y hasta finales del siglo xx, funge como el motor económico nacional.
En relación con sus características de consumo, un estudio del Instituto Costarricense del Café determinó que se bebe principalmente entre gente adulta o mayor (de hecho los jóvenes cada vez lo toman menos) y en tres tiempos de comida: al desayuno, después del almuerzo (como digestivo) y en la merienda de la tarde (llamada tomar café, incluso). Como métodos de preparación destaca el chorreador, la Vandola que es un artefacto costarricense que utiliza el método de vertido de café inventada por el barista nacional Minor Alfaro, también son frecuentes el expreso, el coffe maker y la prensa francesa. 
Por otro lado, la raza de café en la que se especializan los productores costarricenses desde hace más de cien años es la coffea arabica, con la existencia de ocho diferentes áreas cafetaleras debido al relieve montañoso y diverso, a las lluvias, al sol abundante y al suelo de origen volcánico (andosol). El café costarricense ha sido considerado en varias ocasiones uno de los mejores del mundo; desarrollando una cultura en torno a este grano que se considera parte de la identidad nacional. Asociada a la producción cafetalera existe toda una industria basada en el café refinado gourmet y tours por áreas de cultivo; así como un amplio raudal de artesanías y productos alusivos a este fruto y su cultura local.

### Infusiones

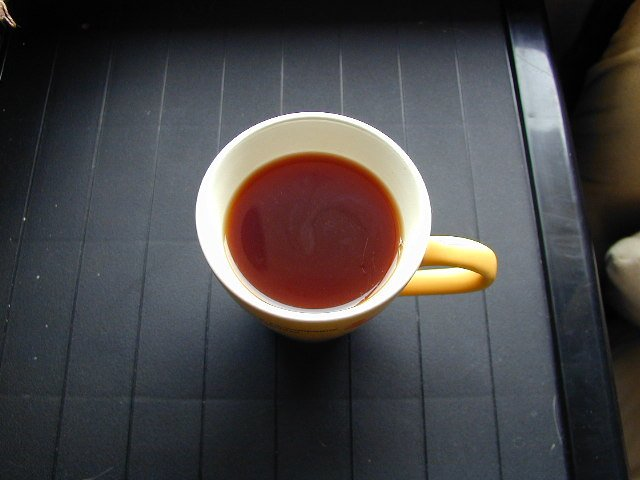
El té más consumido por los ticos es el negro.

El costarricense posee un consumo mucho más moderado de otras infusiones, entre las que destaca el té principalmente negro, rojo o de manzanilla. De hecho, Costa Rica es la sexta nación que más ingiere esta bebida en América Latina, con un promedio relativamente elevado de 20,4 tazas por persona al año.
Asimismo existe un consumo minoritario de yerba mate, tanto tradicional como cocida o en tereré, traída por las numerosas inmigraciones argentina y chilena de finales del siglo xx, así como se le consume principalmente entre los miembros de estas colonias.

### Licores
En la cocina costarricense existe una abundante cantidad de licores tradicionales, especialmente una gran variedad de destilados así como fermentos y ponches. Esta amplia gama de bebidas alcohólicas se debe, en gran parte, a que Costa Rica fue la sede de la fábrica centroamericana de aguardiente ya desde mediados de la época colonial, y a que posteriormente recibió profundos influjos de los muchos inmigrantes que entrarían al país, a partir de finales del siglo xix.
Sin embargo, pese a esta visible diversidad, los costarricenses no son especialmente grandes consumidores de alcohol, al existir una importante oferta de refrescos frutales y de infusiones a base de café que opacan el consumo de bebidas etílicas.

#### Cerveza
De gran importancia, y conocida coloquialmente como birra (cerveza en italiano) o fría, la tradición de la cerveza costarricense es una de las más antiguas de América, pues comenzó a propagarse rápidamente desde los años 1850, cuando fue traída por abundantes inmigrantes europeos. De hecho, la producción industrial de cerveza local comenzó de una manera temprana y constante, ya que incluso el gobierno intentó fallidamente establecer una fábrica cervecera nacional.
Sin embargo, ya para 1880 en el país había grandes producciones de esta bebida. De aquella época destacan dos empresas: la Cervecería Traube establecida por el inmigrante alemán Joseph Traube Tichy, que elabora desde 1888 la famosa cerveza Traube-Pilsen (de tipo pilsener, rubia con sabor intenso y amargor elevado) que es la más antigua aún en circulación de Centroamérica; y la Cervecería Ortega fundada en 1910 por la familia inmigrante española Ortega Herrero, creadores de la cerveza Imperial (lager, patentada en 1924), que en la actualidad es la más popular e icónica entre los costarricenses, así como de la cerveza premium Bavaria, concebida en 1932.
La mayor productora contemporánea es la Florida Ice and Farm Company, coloquialmente llamada Cervecería Costa Rica, fundada en 1908, que absorbió a las dos empresas anteriores y adquirió sus productos. En la actualidad la cerveza es la bebida alcohólica más popular en la dieta tica, pese a que su consumo anual roza apenas los 34,4 litros por persona.  Asimismo, existe en el país una gran puja en la elaboración de cervezas de reconocida calidad: tanto la cerveza Bavaria de la Cervecería Costa Rica, como una notable cantidad de cervezas artesanales han alcanzado un alto prestigio internacional.

#### Guaro

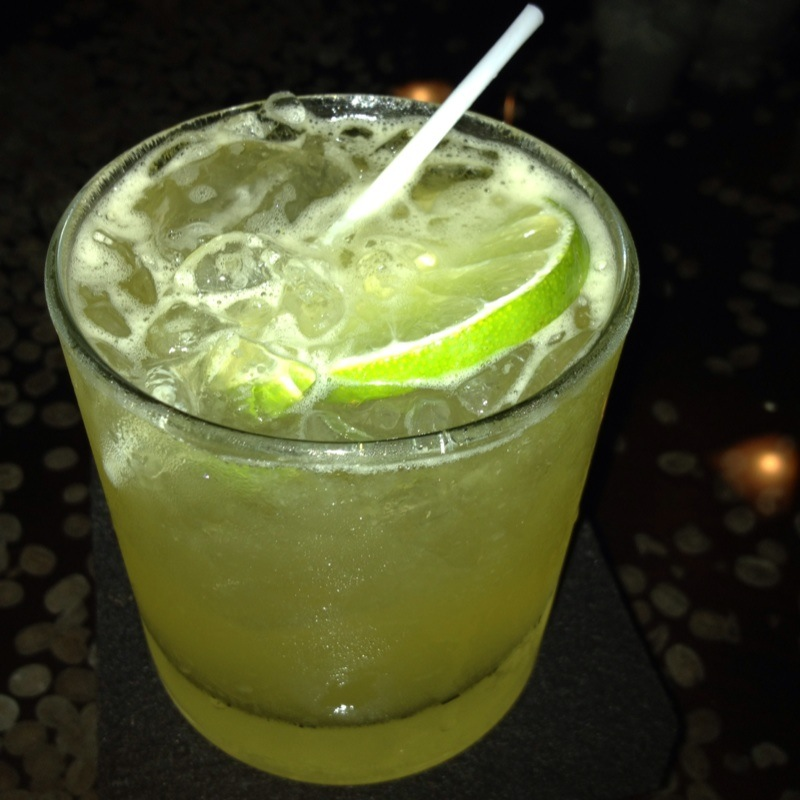
Guaro sour servido en Quepos.

El alcohol más tradicional del país es el guaro, un aguardiente de caña elaborado desde la segunda mitad del siglo xviii y posteriormente nacionalizado en los años 1850 para asegurar su calidad, lo que actualmente lo consolida como uno de los mejores licores de su tipo en el mundo. Desde entonces y hasta el 2006 el guaro se produjo exclusivamente por la Fábrica Nacional de Licores (FANAL) adscrita al Consejo Nacional de Producción (CNP), pero actualmente varias empresas costarricenses y extranjeras comercializan aguardientes similares, siempre y cuando obtengan una patente con la FANAL.
La palabra guaro deriva del término guarapo, un jugo hecho con caña de azúcar, que es precisamente el insumo principal para destilar este tipo de aguardiente de alta pureza, con al menos 70 pruebas. La marca que produce la Fábrica Nacional de Licores desde 1980 es Cacique, la cual funcionó como el único aguardiente legal bajo un monopolio estatal, hasta mediados de los años 2000.
Al ser un licor sumamente neutro y versátil, con él se preparan varios cócteles como el típico guaro con coca, al que se le agrega regularmente Coca Cola; el guaro sour, con limón; el chiliguaro, con tomate, chile, limón y sal; el guaro collins, con toronja; o el guaropunch, con coco, piña y fresas.

#### Ron
El ron es una de las principales bebidas alcohólicas de Costa Rica, pues existe una centenaria tradición en la destilación de varias clases de este licor. Muchos de ellos, como el Ron Centenario, han alcanzado relevancia internacional como uno de los mejores del planeta. Destacan también los rones que produce la Fábrica Nacional de Licores. Además, con él se elaboran gran variedad de cócteles, así como cierta repostería y cocina.

#### Vinos y mistelas

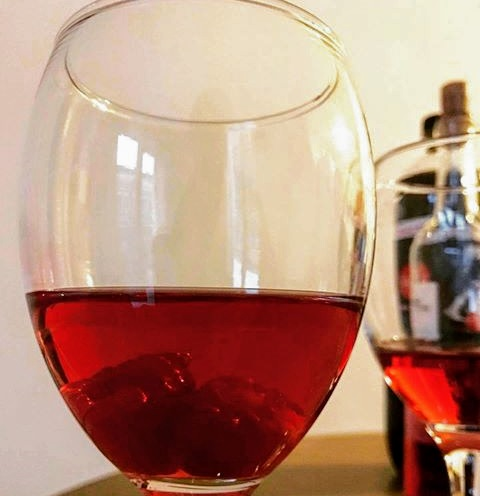
Vino de mora (mistela), aún con trozos de fruta.

El vino se bebe y elabora desde la época colonial en el país, cuya popularidad —siempre opacada por los otros licores tradicionales— se ha visto en constante aumento a partir la segunda mitad del siglo xx. Existe una creciente producción autóctona en La Garita y Puriscal, además de una gran oferta de vinos importados principalmente de Chile y Europa. Además, se bebe sangría fría con jugo de naranja y manzana.
Por otro lado, son aún más populares las mistelas, que son diversos licores fermentados muy similares al vino, pero que en realidad pueden ser desde mezclas del mosto de uva o leche con algún licor, hasta una gran cantidad de caldos hechos a base de frutas frescas como la mora, cítricos, manzana o nance, ya sea sencillos o añejados. Coloquialmente también se conocen como vino de, acompañado de la fruta de la que están hechos. En la actualidad la producción de este tipo de bebidas se da en pequeñas empresas ubicadas en el área rural costarricense, que embotellan sus mistelas y las distribuyen por todo el país.

#### Otras bebidas alcohólicas

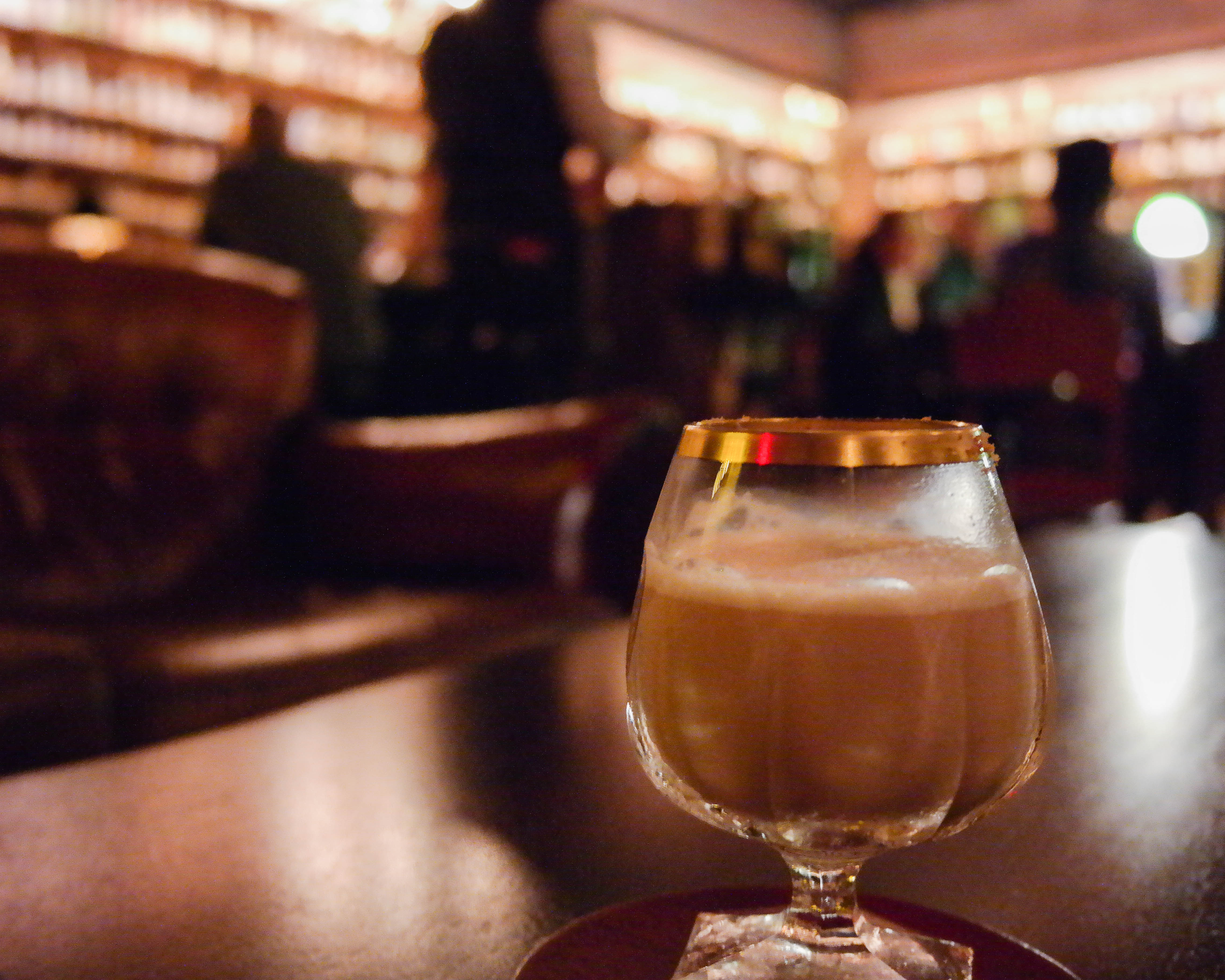
Rompope, bebida navideña típica.

Muy tradicional también es el rompope, importante en las celebraciones de Navidad, un ponche hecho a base de huevo, vainilla, canela, leche y azúcar, que usualmente contiene ron y coñac. Finalmente, existen varios licores de origen ancestral o artesanal por todo el país, así como bebidas alcohólicas cuya popularidad es notoria en ciertos espacios regionales:
- En el Valle Central de gran importancia son la ginebra, destacando la Extraconcha de la Fábrica Nacional de Licores; el licor de café, el perfecto amor hecho a base de flores como violetas y rosas con naranja, la crema de anís o su variante de tipo pastis, y diversos licores de menta, remolacha, manzana, papa y naranja, entre otros.[5][188]
  - Asimismo, en el cantón de Alajuelita, provincia de San José es muy popular el chinchiví (de origen afroperuano, preparado con aguardiente, canela, jengibre, clavos de olor, nuez moscada, zarzaparilla, raíz de canchalagua, culantrillo, doradilla o maíz, entre otros).[189]
- En la provincia de Guanacaste son tradicionales el chicheme (herencia chorotega, mezcla de maíz pujagua, jengibre y panela),[190] y el vino de coyol (un licor de origen mesoamericano, derivado de la savia de la palma de coyol fermentada).[191]
- Finalmente, en diversas comunidades rurales se destila el chirrite o licor de contrabando (elaboración casera, casi siempre hecha a base de frutas y caña de azúcar).

## Tradiciones y costumbres culinarias

### Cocina festiva

#### Cumpleaños

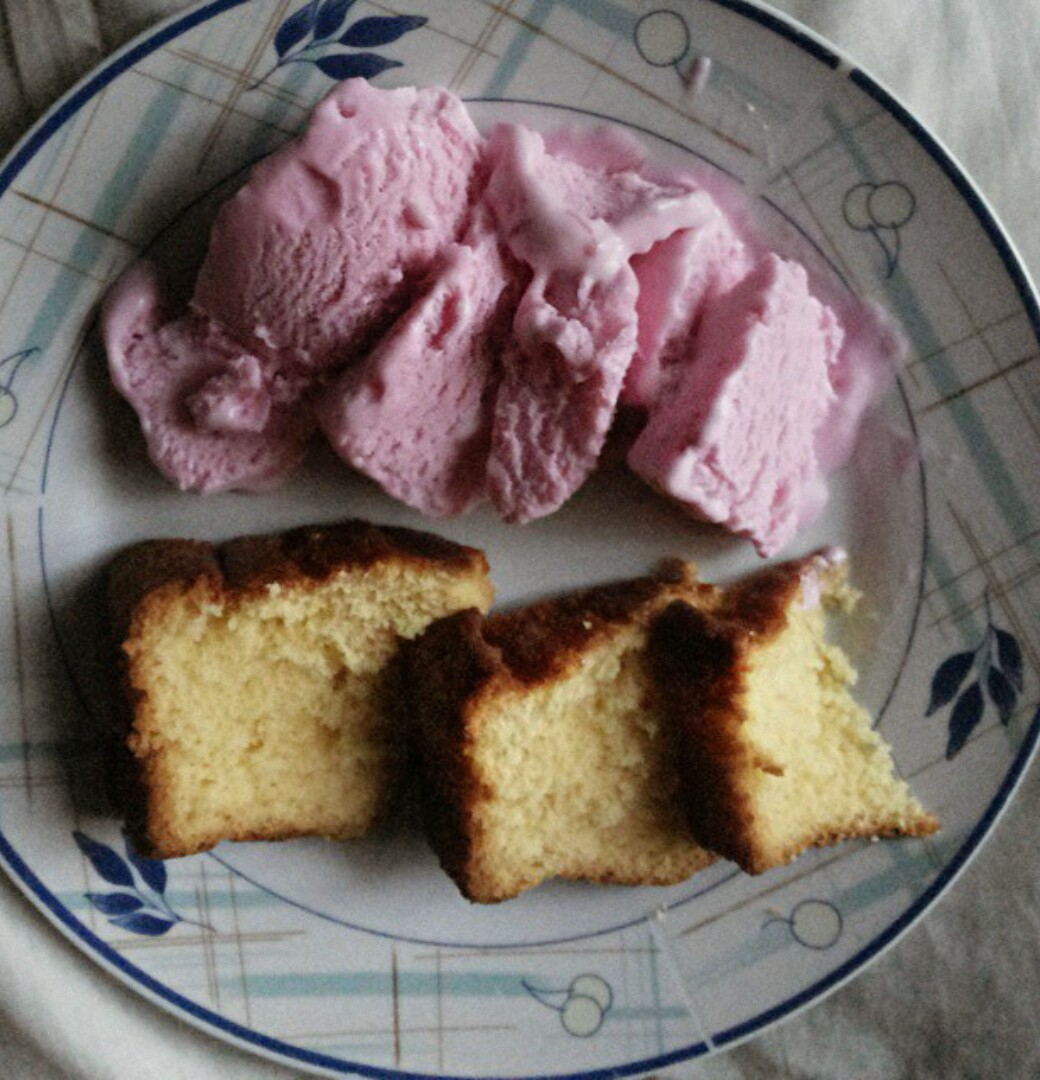
El queque con helados es un postre tradicional en la mayoría de las fiestas de cumpleaños.

En las fiestas de cumpleaños es tradicional el arroz con pollo acompañado de frijoles molidos, papas tostadas y alguna ensalada, como la ensalada rusa o la ensalada de lechuga, tomate, aguacate, culantro y palmito. Igualmente son muy populares la pizza (especialmente la criolla), la carne asada, el pollo frito, la lasaña y los chicharrones. Durante la celebración se beben frescos, gaseosas, cerveza, vino, guaro o café.
Otras tradiciones arraigadas son la piñata, rellena de dulces, chocolates y maní. Y el queque con helados que se come después de cantar el «cumpleaños feliz».

#### Navidad

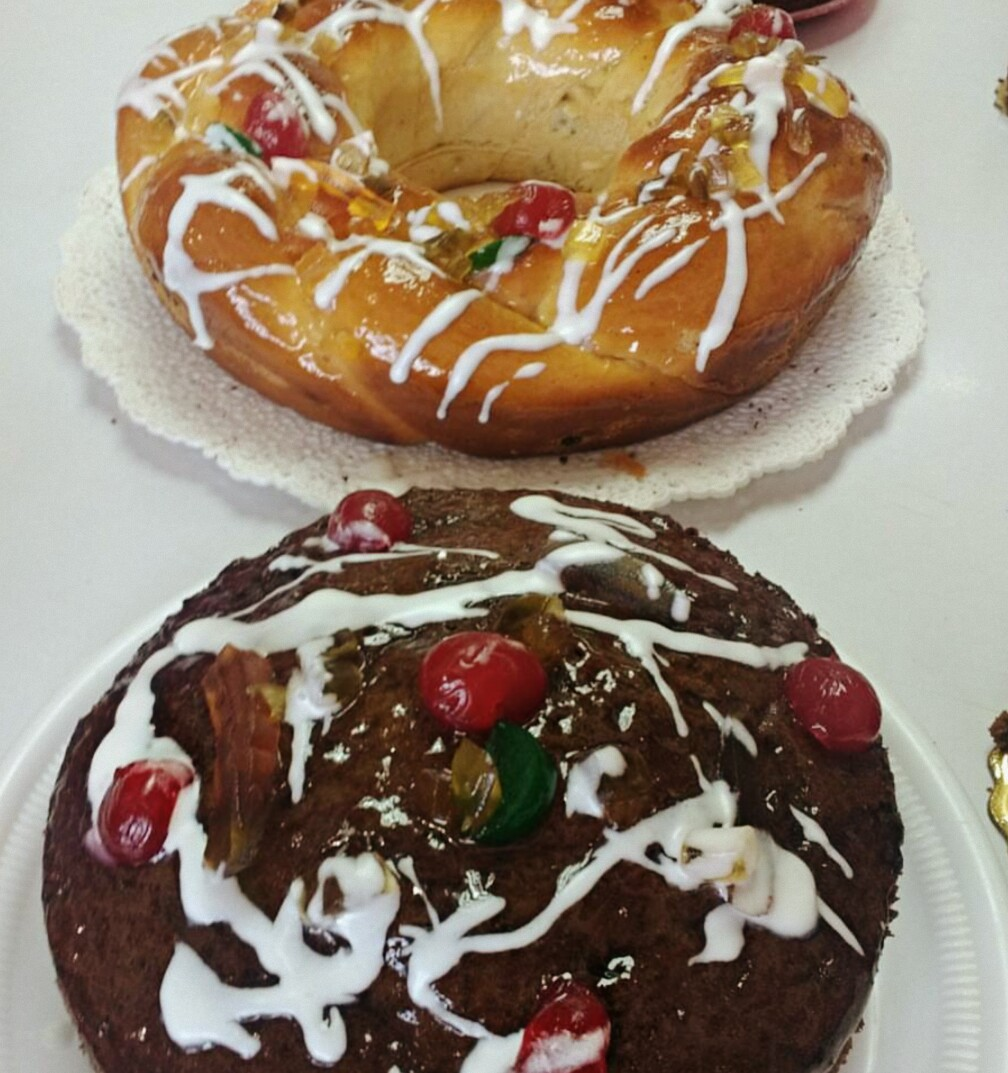
Queque navideño y rosca de reyes, tradicionales en la Navidad costarricense.

Para las fiestas costarricenses es muy popular el tamal navideño de maíz con cerdo, pollo y guiso, envuelto en hojas de plátano. Una celebración popular entre las familias es la tamaleada, en la que se reúnen para elaborar este platillo, mientras comen y beben diversas preparaciones usuales de la época, para culminar probando los primeros tamales que salen de la olla.
Asimismo en Nochebuena y Nochevieja, algunas familias preparan una comida que puede variar entre arroz con pollo, garbanzos con pollo o costilla de cerdo, lomo relleno, pollo o pavo asados al horno y jamón de pernil, pero destaca especialmente la pierna de cerdo bañada en alguna salsa agridulce (casi siempre a base de ciruelas). El plato principal se puede acompañar con ensalada de papa con manzana, ensalada jardinera, puré de papa, verduras hervidas, puré de manzana, arroz blanco, con almendras o con pasitas; puré de camote, y muchas familias añaden ensalada rusa. Durante esta época festiva también son tradicionales el consumo de manzanas, peras y uvas.
Entre los postres están el tronco de Navidad, el bizcocho de maíz, el flan de coco con caramelo o dulce de leche, la rosca  de reyes, las galletas navideñas, el pan dulce y el panetón. También es típico beber rompope, el cual se puede ingerir a cualquier hora pero la tradición es hacerlo durante las fiestas familiares. Acompañando al rompope es tradicional comer queque navideño, una especie de budín que se hace con harina, azúcar moreno, leche, mantequilla, huevo, frutas confitadas, nueces, almendras, ciruelas pasas, ron y coñac.

#### Semana Santa

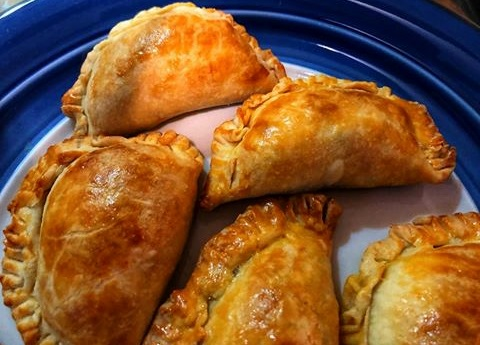
Tradicionales empanadas rellenas de chiverre, muy populares durante la cuaresma.

Cada año, entre marzo y abril, la comunidad católica de Costa Rica conmemora la Semana Santa, en la cual se realizan diversas actividades religiosas (procesiones, meditaciones, eucaristías, vía crucis, entre otras), y por lo tanto la cocina juega un papel preponderante. Debido a las creencias y tradiciones doctrinales, es común abstenerse de comer carnes rojas durante ciertos días de la Cuaresma y en la Semana Santa, por lo que en este periodo se suelen consumir pescados y mariscos, como: el bacalao, la sardinas, el atún, la corvina y el pargo rojo, que se utilizan para preparar diversos platillos, que incluyen arroces, sopas y escabeches.
Muy gustado también para esta época es el arroz con palmito, ocasionalmente servido con ensalada rusa y picadillo de flor de itabo envuelta en huevo. También es frecuente el consumo de encurtidos, vinagretas, bizcochos, tamales mudos (tamales de maíz rellenos de frijol) y postres como arroz con leche, tamales asados, tamales de elote, tamales de maicena, higos en almíbar o azucarados, dulce de toronja, dulce de frutas y pan dulce casero. Uno de los alimentos favoritos para estas festividades es el chiverre, con el que se hacen diversos dulces, especialmente para rellenar empanadas.

#### Turnos
Los turnos son fiestas que se hacen en los pueblos costarricenses, ya sea por festividades cívicas, populares o religiosas. Uno de los aspectos más representativos del turno es la presencia de las comidas tradicionales, las cuales varían según la región del país. Estas alimentos populares se venden en puestos denominados chinamos, que son casetas de feria con comida y bebida, música y pistas de baile. Las fiestas también presentan atracciones feriales para entretenimiento de los asistentes: juegos mecánicos, mascarada, cimarrona, monta de toros y toreo a la tica.
Entre las comidas más consumidas y populares de las fiestas y turnos están: carne asada, chicharrones, arroz con pollo, pollo frito, tamales, churros, buñuelos, galletas suizas, algodón de azúcar, manzanas escarchadas, palomitas de maíz, pati, elotes asados, chorreadas, cosposas, flautas, picadillos, maní salado o garapiñado y muchos otros; así como pupusas, chop suey y arroz cantonés (provenientes respectivamente de la gran inmigración salvadoreña y china).

### Establecimientos tradicionales

#### Cantinas
Estos establecimientos son un rasgo identitario básico en la cultura culinaria costarricense, y bastante único en comparación a otros países latinoamericanos. Las cantinas ticas constituyen un espacio no solo para comer y tomar bebidas alcohólicas, sino para socializar y compartir. En casi todas las localidades hay al menos una, y las más famosas se encuentran en las grandes ciudades, especialmente en San José, donde todas comparten peculiares características en común: ubicación esquinera, poseen barra, espacio para mesas, música con bajo volumen y una oferta variada de bocas (aperitivos).
De todas ellas destaca El Gran Vicio, establecimiento de entre los más antiguos de su tipo en América, fundado en 1880 en el Mercado Central y que se posiciona como la cantina josefina más longeva. Otros bares notables son La Bohemia, La Marinita, El Ballestero, Buenos Aires, La Nueva Lira, El Faro, La Gaviota, Once Estrellas, La Flota o El Adriático.

#### Sodas

Caldosa costarricense

En Costa Rica se le denomina «soda» a una especie de restaurante muy típico, donde se sirven diversos platillos tradicionales y también comidas rápidas. En estos establecimientos se gestaron o consolidaron muchísimas de las preparaciones culinarias más características de la dieta nacional, desde el casado, las empanadas, las caldosas y los sánguches, hasta todo tipo de frescos, postres, sopas, guisos y arroces. Dichos espacios además sirven como focos de interacción social, algunos datan de hace muchas décadas y son parte importante del imaginario colectivo costarricense. En cada ciudad se pueden encontrar sodas destacadas en los mercados centrales o cerca de los parques, una de las más importantes es la Soda Tapia (fundada en 1893), el Restaurante Chelles o la Soda El Parque. De especial importancia fue la Soda Palace, fundada a inicios del siglo xx por el inmigrante español José María Calvo Raventós y cerrada en octubre de 1999, la cual fue icónica por su paella y por recibir importantes figuras nacionales e internacionales a lo largo de su historia (presidentes, artistas y exiliados: John F. Kennedy, el Che Guevara, Carlos Andrés Pérez, Fidel Castro, Rómulo Betancourt, Alan García...).

### Tiempos de comida
Tradicionalmente, el costarricense hace tres tiempos de comida, y todos con gran abundancia: desayuno, almuerzo y cena, con una o dos meriendas al día, siendo más frecuente la de la media tarde:
- Desayuno: Se toma entre las 6 y las 9 h. Lo más tradicional es el gallo pinto, que se puede comer solo, pero generalmente se acompaña de huevos, plátano frito, natilla, embutidos y queso, junto con tosteles o pan. Existe también un consumo extendido de frutas, bollería, cereales, yogur, arepas dulces o sánguches. En las áreas rurales el desayuno suele servirse entre las 5 y 7 h debido a que los agricultores, por la naturaleza misma de la labor agrícola, toman un desayuno muy temprano, cuando no ha salido el sol. Este desayuno consiste en café, pan, tortillas o tamales.
- Merienda de la mañana: A media mañana también se puede tomar o no una merienda (fruta, pan, café), quienes no desayunaron usualmente consumen más alimentos durante este tiempo de comida.
- Almuerzo: Se sirve entre las 11 y 15 h, siendo usualmente un casado, aunque también es frecuente el consumo de pastas, carnes, sopas y comidas rápidas. En el campo toman un almuerzo entre las 9 y 10 h (arroz, frijoles, huevos, sopa o carne), y todavía prevalece la tradición del "almuerzo en hoja", en el cual la comida se envuelve en una hoja de plátano que la mantiene caliente hasta la hora de almorzar. En algunas familias, es tradición almorzar con olla de carne los fines de semana (sábado o domingo).
- Merienda de la tarde: Coloquialmente se le llama tomar café (debido a que esta es la bebida más consumida, aunque también se toma aguadulce, té o chocolate), y se ingiere entre las 14 y 18 h con un consumo generalizado de tosteles y bollería, así como de galletas, bizcochos, pan o tostadas con mermeladas, dulce de leche, queso o jamón. En el campo se toma una merienda alrededor del mediodía, que consistente en café o aguadulce con pan, tortilla con natilla y plátano frito.
- Cena: Se consume entre las 19 y las 22 h, siendo su composición muy variada, parecida a la del almuerzo. Los campesinos, por otro lado, cenan muy temprano (por la tarde-noche) y además beben un aguadulce antes de acostarse.

## Gastronomías regionales

### Valle Central
El Valle o Meseta Central es una depresión tectónica ubicada en el centro del país, en la cual se asientan las principales ciudades y habita la mayoría de la población. La cocina criolla de esta sincrética región comenzó a formarse durante la época colonial, y a inicios del siglo xix ya poseía una configuración distintiva. Por ello la gastronomía del Valle Central se puede dividir en dos vertientes: los usos tradicionales de Cartago, donde existe una fuerte influencia de la cocina española colonial, en combinación con elementos indígenas y del cercano Caribe; y la cultura alimentaria del Valle Occidental (San José, Heredia y Alajuela), que aunque comparte muchas recetas con la culinaria cartaginesa, tiene raíces más agrícolas e influencias europeas más recientes y diversas heredadas de la constante inmigración postcolonial (desde España, Italia, Francia o Alemania, principalmente).

#### Cartago

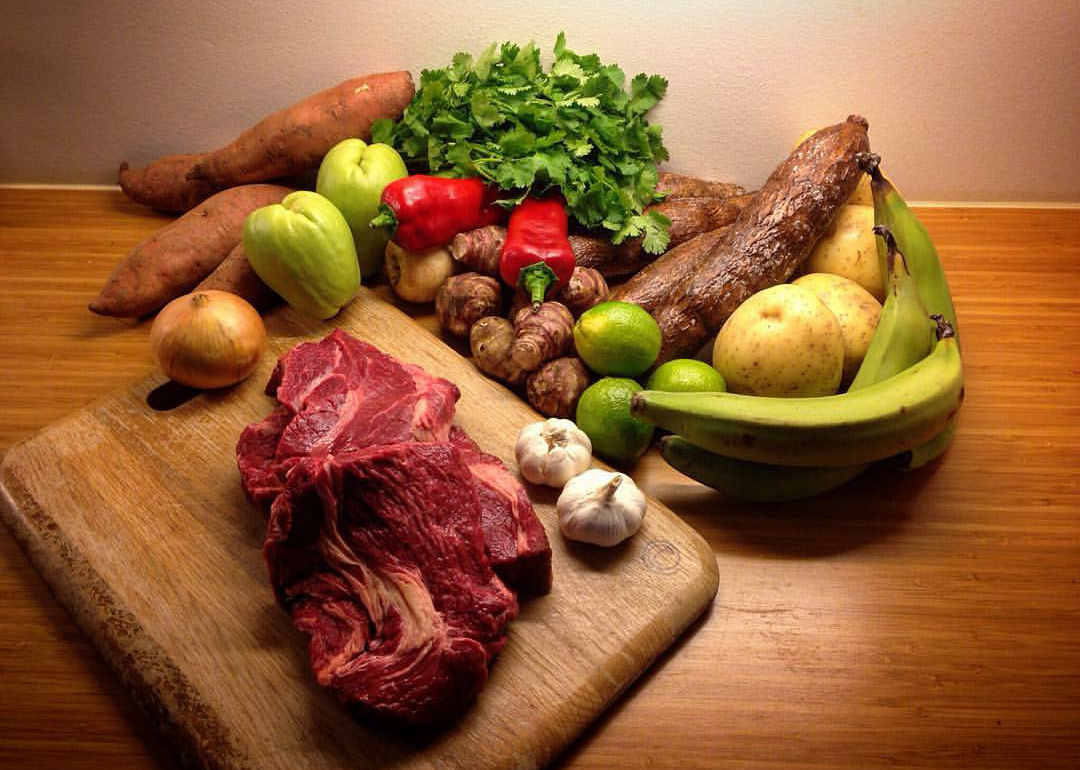
Ingredientes para la olla de carne, el cocido más célebre de la dieta local.

La provincia de Cartago ubicada al este de la meseta en una zona conocida como el Valle del Guarco, drenada por el río Reventazón, fue el lugar de emplazamiento de la capital durante la época colonial y el asiento de las familias virreinales de mayor alcurnia en Costa Rica. Por esto, la culinaria cartaginesa cuenta con una fuerte influencia de la cocina española medieval, especialmente castellana, andaluza y sefardí; en activa convivencia con elementos indígenas y africanos. Dicha condición fue suficiente para que acá surgieran muchos de los primeros platillos típicos del país, que evolucionaron a la postre del entorno natural cartaginés: un valle intramontano, húmedo, fértil y tropical.
De entre las preparaciones básicas que se propagaron desde la antigua cabecera colonial hacia todo el país destaca la olla de carne, un cocido originado de la mezcla entre la olla podrida ibérica y los vegetales autóctonos del área, utilizados ancestralmente por los habitantes nativos. Probablemente en iguales condiciones surgen otros caldos muy importantes en la dieta local y, actualmente, nacional: sopa de mondongo (con las tripas de la res), pozoles (a base de carnes y granos de maíz) y sopa negra (de frijoles).

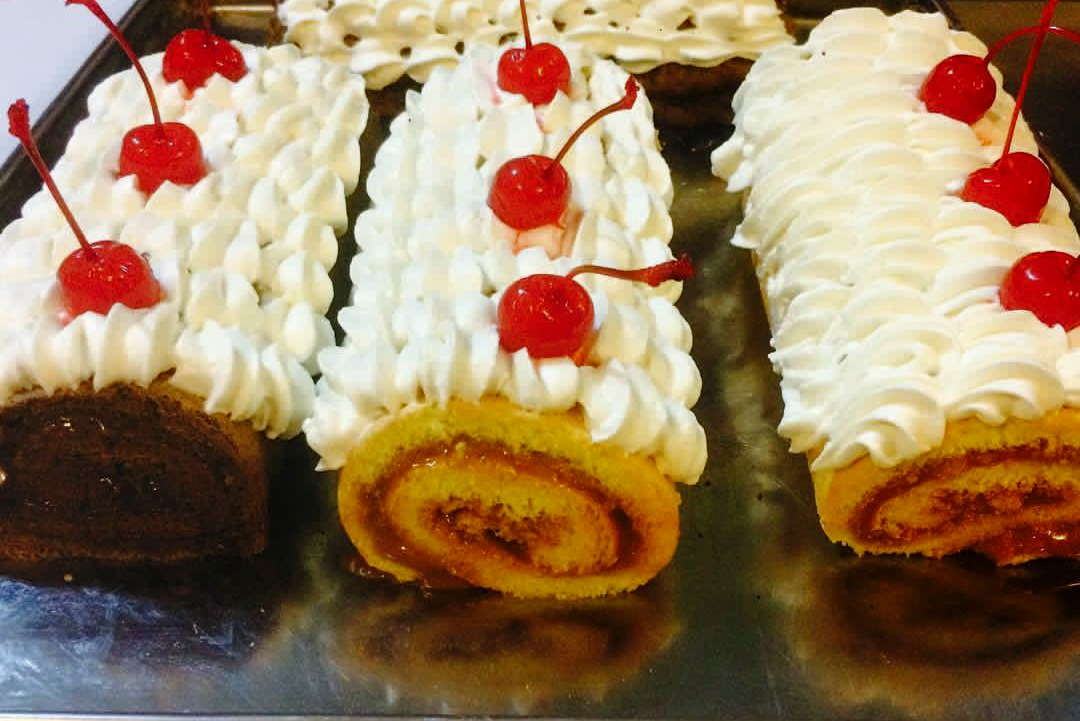
La repostería cartaginesa es célebre por su tradición. En la imagen: arrollados dulces.

Al mismo tiempo se comenzó a cultivar trigo en los alrededores de la provincia, que al mezclarse o sustituir al nativo maíz, dio origen a la tradicional y característica repostería cartaginesa, con icónicas recetas como las costillas (hojaldres espolvoreados con azúcar y rellenos de mermelada), arrollados (bizcochuelos de trigo enrollados y rellenos), quesadillas (panes dulces de trigo rellenos con tapa, quesos y canela, teñida con achiote), enlustrados (roscas de trigo con un barniz rojo azucarado), alfajores (pequeños discos de maíz blanco, rellenos de mermelada de piña y coco rallado), rosquetes de maíz (masas dulces de forma romboidal o rectangular hechas con queso y huevos) y torrejas (bollos de pan bañados en leche y rebozados en huevo).

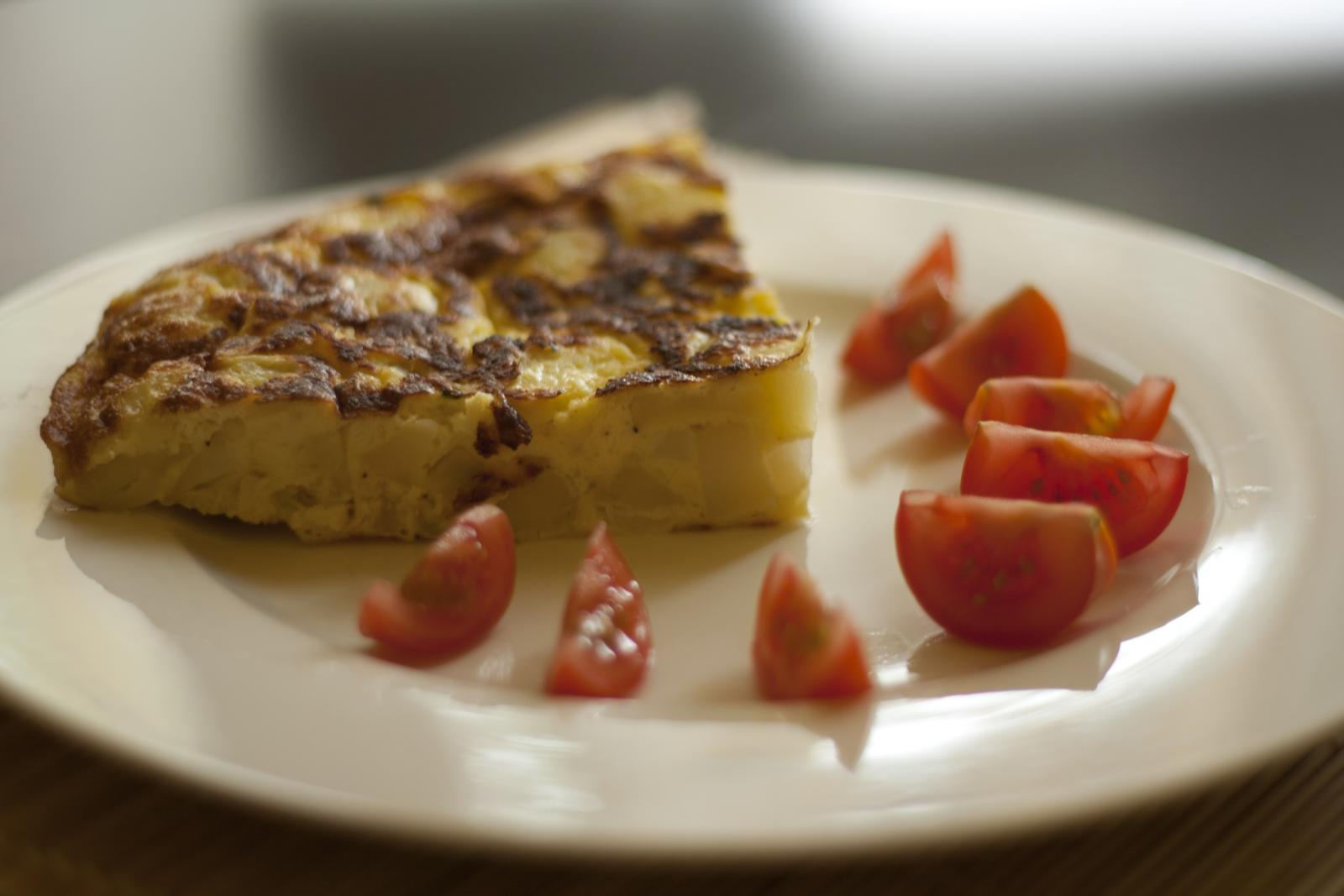
Al poseer un cultivo extensivo de papa, esta región se distingue por un amplio conjunto de recetas con este tubérculo. En la imagen se aprecia una torta de papa.

Con respecto a los productos propios de la zona, destaca la patata en sus variedades autóctonas, que es extensivamente cultivada a lo largo de la provincia. A base de este tubérculo se elabora torta de papa o española (papas con huevo y cebolla), ensaladilla fría, purés, picadillos, pasteles, papas rellenas e incluso un aguardiente similar al vodka. Muy importantes también son los pejibayes de Tucurrique que se consumen cocidos y bañados en mayonesa; y las fresas y los membrillos originarios de las faldas del volcán Irazú, empleados para confeccionar dulces, mermeladas y conservas. Mientras que en lo que concierne a la floreciente industria láctea hacia el cantón de Turrialba merece especial mención el queso homónimo, de herencia manchega y con D.O.P; así como una nutrida variedad de helados caseros.
Finalmente, entre los postres más renombrados de la dieta cartaginesa sobresalen los prestiños (grandes obleas de trigo, fritas y bañadas en dulce de tapa), la torta de novios (arroz con leche y achiote horneado), las mazamorras (atoles de maíz), las alporas (arroz añejo molido con huevos y mantequilla), los alfeñiques (dulces a base de azúcar de caña con diversas formas alegóricas como flores o corazones), las yemitas (bolitas de yema de huevo batidas, mezcladas con almíbar y coco rallado), los turrones de tapa de dulce con semillas de ayote o de arroz con anís (conocido también como zapotillos) y los higos azucarados o en almíbar.

#### San José, Alajuela y Heredia

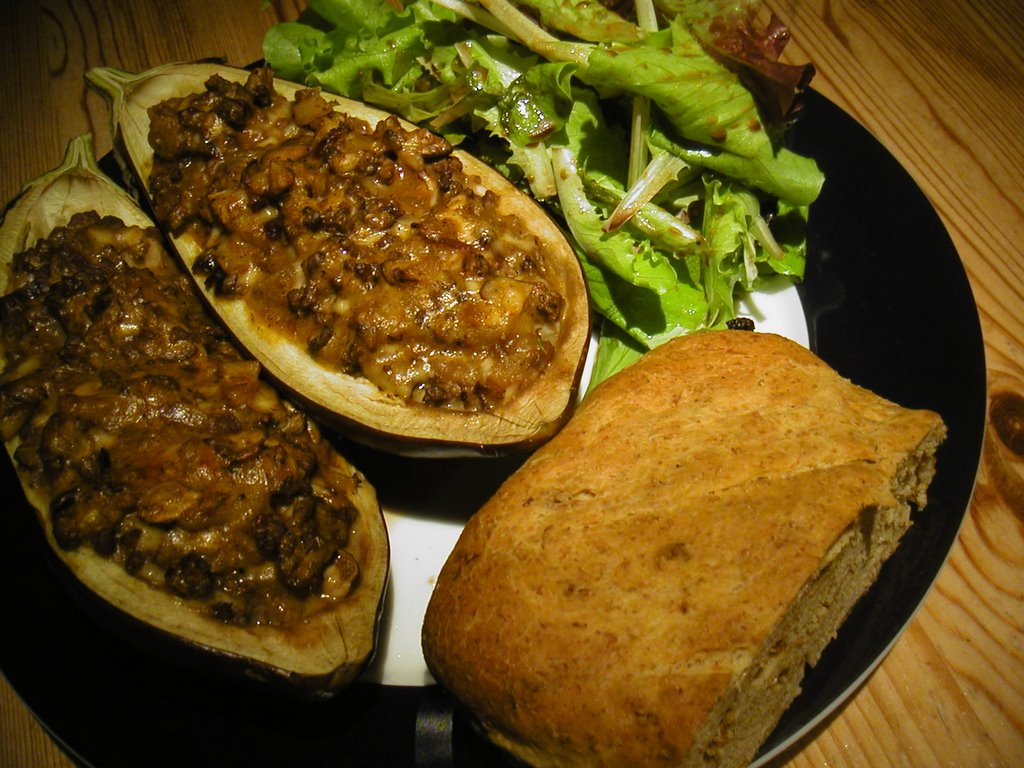
Al tener profundas raíces mediterráneas y agrarias en el Valle del Virilla abundan las verduras rellenas. En la imagen: variante con berenjena.

El occidente del Valle Central lo conforman las provincias de San José, Alajuela y Heredia, congregadas alrededor de la cuenca del río Virilla. Esta extensa y poblada región fue bastante pobre durante la época de dominio ibérico, por lo que su cocina colonial se basó en sencillas costumbres campesinas, mestizas y agrícolas. Empero, desde finales del siglo xix la meseta ya contaba con importantes ciudades y necesitaba urbanizar áreas deshabitadas, por lo que llegaron masivos grupos de inmigrantes europeos y árabes (principalmente mediterráneos) que imprimieron una fuerte herencia gastronómica en la dieta local.
Como abarca la mayor parte del fértil valle, en esta zona existe un cultivo importante de todo tipo de productos vegetales, desde los abundantes frutos tropicales nativos, hasta la inmensa variedad de hortalizas euroasiáticas que se aclimataron a partir de su introducción en el medio local. A raíz de este bagaje tan amplio es que pueden encontrarse alrededor de toda la región distintivos platos en los que dichos recursos se aprovechan junto con carnes (principalmente de res y aves de corral), pescados y mariscos (traídos desde la costa pacífica u obtenidos en los muchos ríos aledaños), fideos, arroz y frijoles (dos de los principales cereales de la cocina costarricense). Entre ellos destacan variedad de picadillos (guisos elaborados especialmente a base de hortalizas, carne y especias), sopas y cremas (albóndigas, remolacha, elote, fideos de cabello de ángel), empanadas (especie de pastelillo relleno), guisos (ossobuco, garbanzos, frijoles blancos, lentejas), pastas (macarrones, ravioles, canelones, ñoquis), vegetales rellenos (tomates, berenjenas, repollos, guineos) y purés (papa, camote, zapallo, plátano), así como innumerables frescos naturales y postres como turrones, queques, chocolates, flanes y atoles.

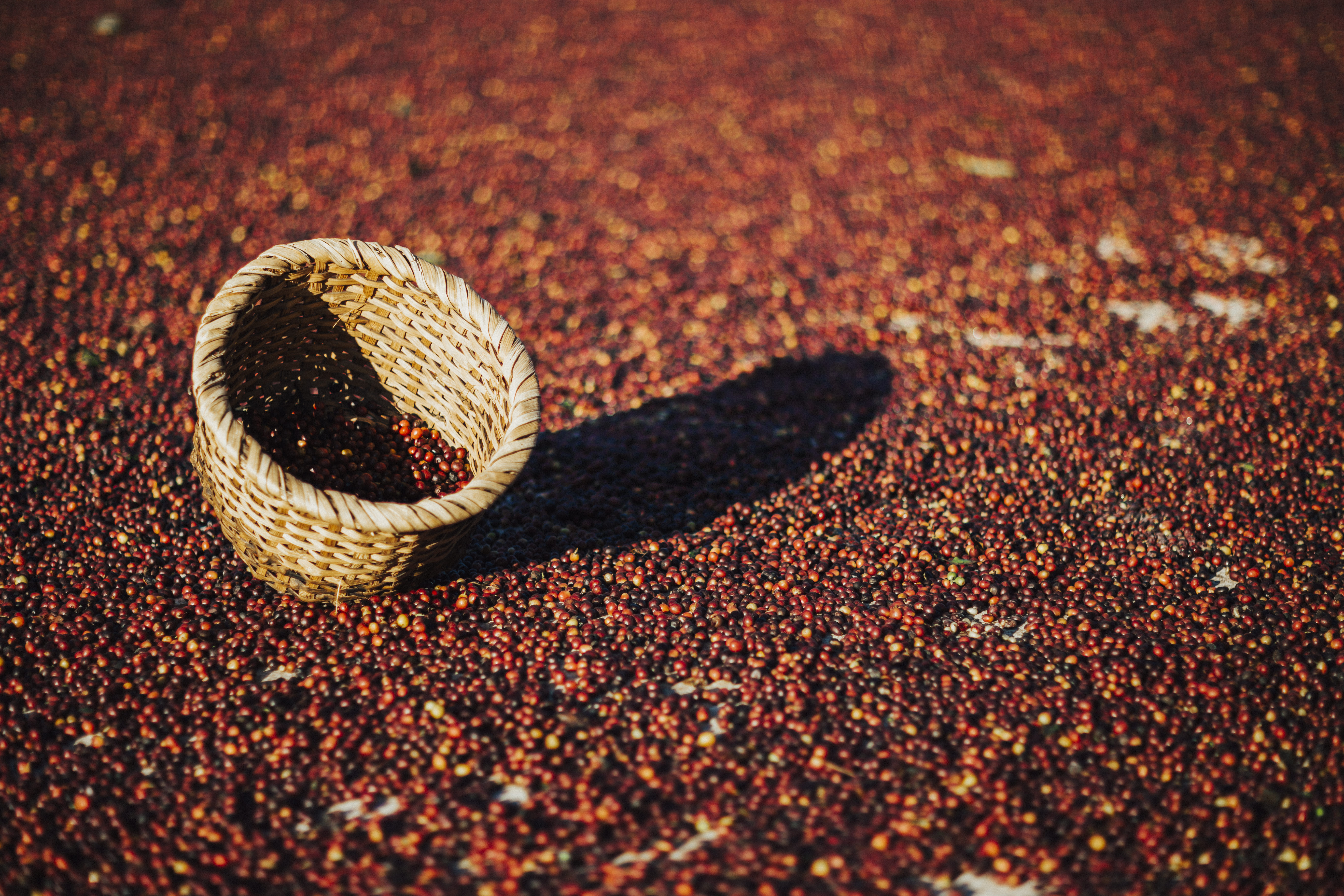
El café nacional es especialmente importante en esta región, y su consumo muy elevado.

Sin embargo, la esencia de la riqueza agrícola local se plasma en dos cultivos particulares: el café, motor tradicional de la economía costarricense y base para la principal infusión de la zona e incontables postres; y la caña de azúcar que es la materia prima de la estimable panela (conocida como tapa dulce) usada en infinidad de golosinas, así como de toda clase de bebidas que van desde el aguadulce (panela diluida en agua) y el chinchiví (licor tradicional alajueliteño, espumoso y especiado), hasta el guaro y el ron. Muy importante también es la producción láctea, que genera productos característicos de la cocina regional como la natilla (crema agria de leche), el queso Zarcero-palmito (de herencia italiana, semejante a un mozzarella) y surtidas cajetas (el dulce típico más relevante, una especie de turrón). En la ciudad de San José, por ejemplo, con la rica leche ordeñada en sus alrededores existe una vasta y tradicional producción local de helados, destacando el de sorbetera con vainilla, nuez moscada y canela; mientras que en Heredia se elaboran reconocidos ponches.

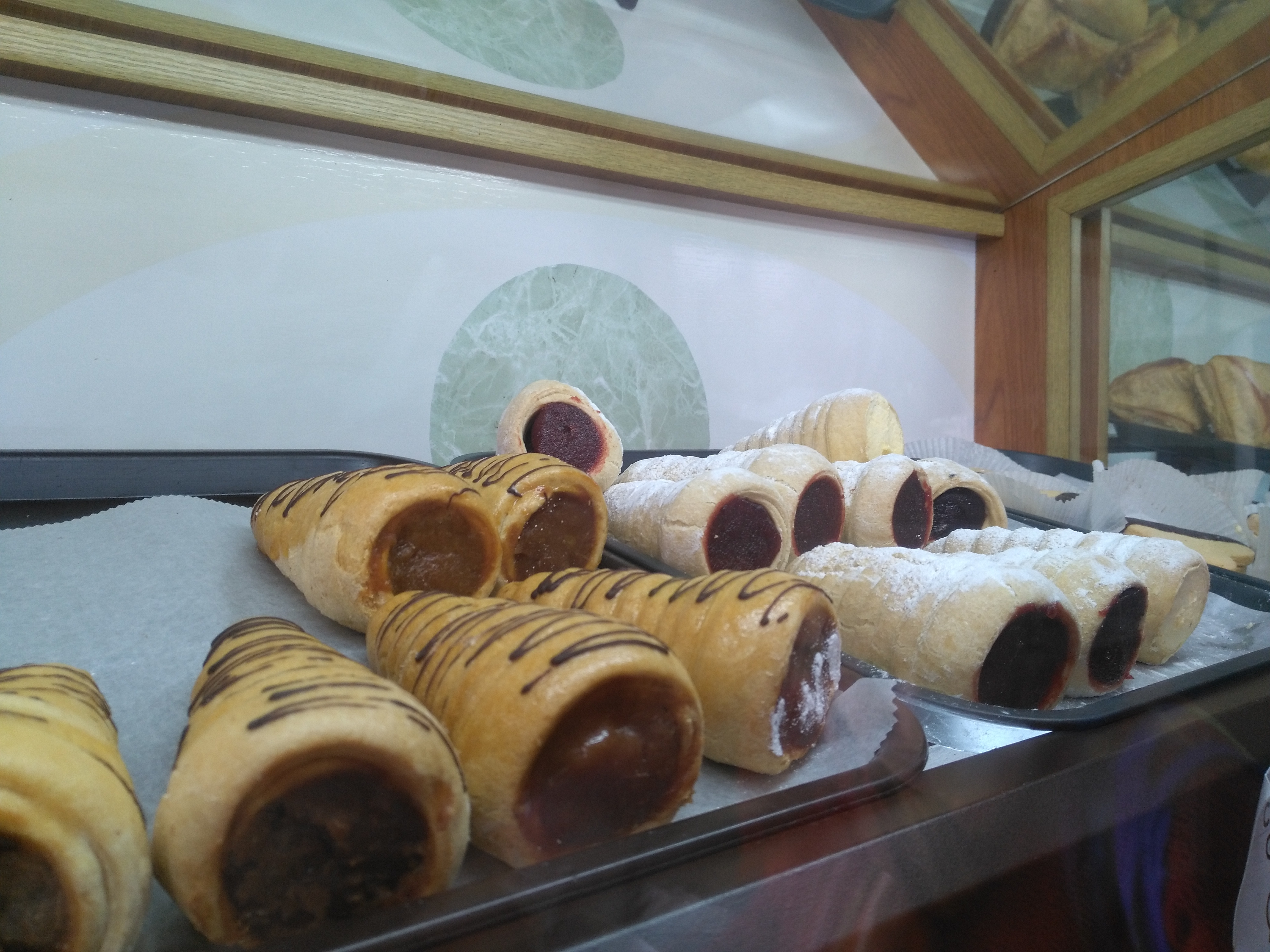
Los tradicionales cachos con diversos rellenos, son parte integral de la repostería regional.

Por otro lado, al ser el núcleo de vida del país, es en esta parte de la Meseta Central donde se originan varias de las tradiciones culinarias más representativas de la gastronomía costarricense, como el imprescindible casado que probablemente nació tal cual en las sodas típicas de la zona; los gallitos ideados por los campesinos locales para transportar trozos de carne, queso, embutidos o torta de huevo; y las bocas que son los aperitivos clásicos de las cantinas que abundan por toda la región. Además, en las grandes ciudades del valle receptoras de numerosos inmigrantes obreros principalmente de Europa, comienzan a abrirse toda clase de comercios e industrias alimenticias, sobresaliendo los ámbitos chocolatero, charcutero, panadero y licorero. Así se incorporan y consolidan en la repostería local abundantes productos de renombrada bollería extranjera: prusianos (una especie de strudel relleno de merengue), lazos (similares al cannoli), cangrejos (provenientes de los cruasán), rosquetes de trigo (variante de los cantuccini o las lagaccio), acemitas (roscas oscuras de harina bañadas en tapa dulce), alfajores (pequeñas galletas de trigo espolvoreadas con azúcar glas y rellenas de alguna mermelada o dulce de leche), gaticos (bizcochuelos esponjosos y alargados, cubiertos de azúcar y rellenos), berlinesas  y churros, por mencionar algunos. Lo propio sucede con muchas de las bebidas alcohólicas más aclamadas de la región, tras el establecimiento de innumerables cervecerías y de la Fábrica Nacional de Licores, que elaboran perfecto amor,  licor de anís, ginebra y, por supuesto, crema de café. Asimismo, en algunas comunidades existe un importante consumo de vino, chichas o variadas cremas frutales. Tienen también un fuerte arraigo las mistelas (fermentos de frutas frescas como nances y naranjas, semejantes al vino).
La importante diversidad natural y étnica al occidente del Valle Central finalmente termina por originar incontables alimentos característicos como los chicharrones de Puriscal, el vino de fresas de Poás, las toronjas rellenas con cajeta de Atenas, los tamales de Aserrí, los rosquetes de maíz envueltos en hojas de mazorca y el dulce de mango de Alajuela, las galletas de natilla de Zarcero, el vino de moras de San Rafael, la sopa de cebolla de Santa Ana, la gallina rellena con verduras de Acosta, los ravioles de Heredia o el dulce de leche, las conservas frutales y las mermeladas de Vara Blanca y Desamparados.

### Guanacaste y la Zona Norte

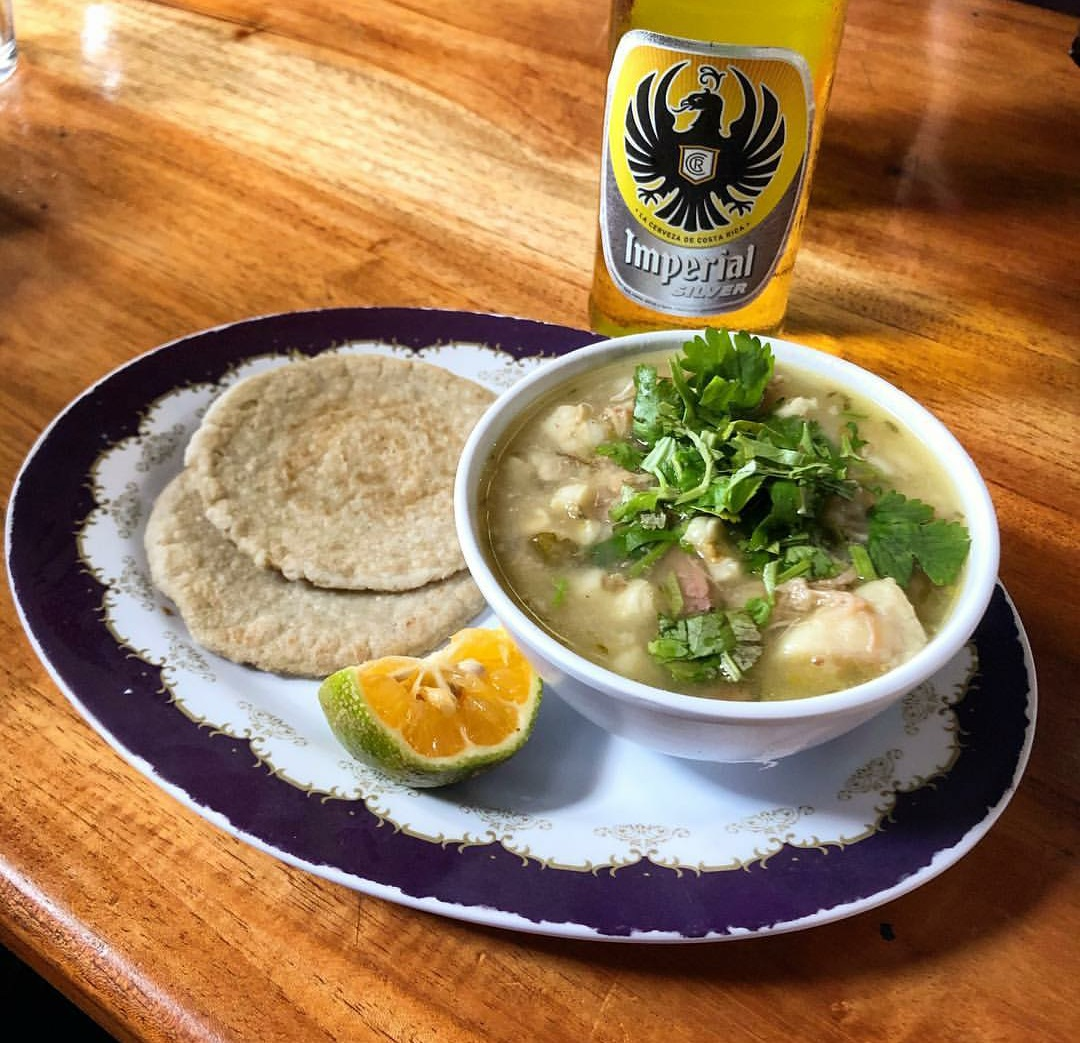
El pozol es un caldo mesoamericano muy popular en Guanacaste.

Hacia el norte, entre el Océano Pacífico y la vecina Nicaragua, se encuentra Guanacaste, una tierra diversa y de grandes pampas, con centenarias haciendas ganaderas mayormente asentadas en la fértil bajura del río Tempisque. Esta zona, remanso austral de la Mesoamérica precolombina, ha producido toda una dieta directamente relacionada con esas características, atizada por su activo papel como principal productor local de cereales y su fuerte mestizaje colonial, enriquecido además con posteriores inmigrantes españoles, chinos, libaneses y centroamericanos.

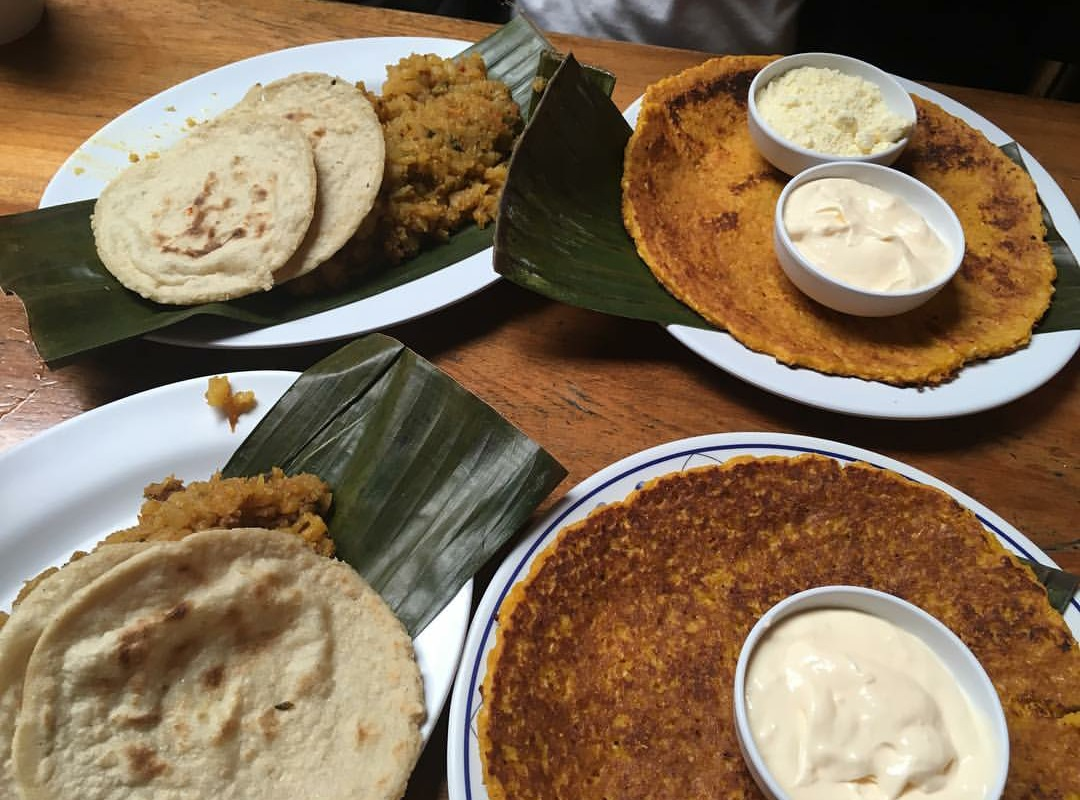
Chorreadas de maíz con natilla, acompañadas de tortillas y picadillo de arracache. La cocina guanacasteca se distingue por sus platillos a base de maíz.

El maíz es la base de la cocina guanacasteca que, como digna dieta mesoamericana, lo emplea en innumerables recetas. Muchas antiguas casonas de la región tienen un gran horno de barro, herencia prehispánica chorotega, y grandes fogones donde se elaboran tortillas, chorreadas (torta de maíz dulce, y su variante cosposa, con maíz cospó), mazamorra (especie de atol), pozol (caldo con granos de maíz y carne), todo tipo de tamales (con chompipe, con cerdo, pizques sin relleno, yoltamales dulces), tanelas (una empanada de maíz rellena de queso Bagaces y panela), y bizcochos (una mezcla de maíz sazonado con sal y queso, el cual se hornea sobre hojas de plátano y tradicionalmente tiene forma de empanada). La palabra bizcocho igualmente se utiliza para denominar a las rosquillas de maíz, generalmente crujientes y tostadas. Otros platillos muy importantes del área son el atol de maíz, picadillo de chilote (maíz tierno), chilasquilas (tortillas rellenas de carne frita), vigorón (carne de cerdo con yuca frita), sopa de cerdo con albóndigas, carne de gallina achiotada, escabeches y sopa de ayote tierno (conocido como quelites).

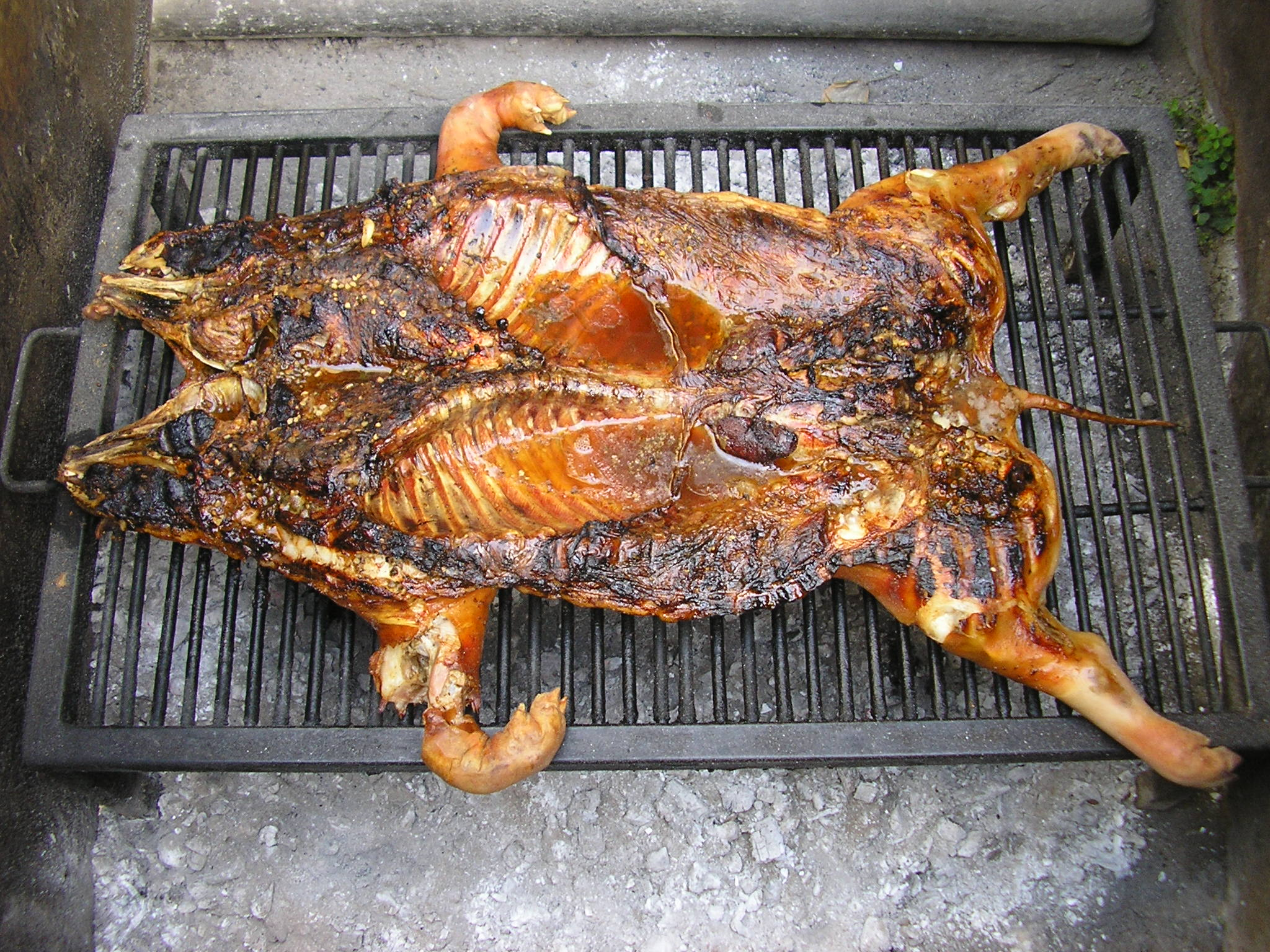
Las parrilladas son propias de los pueblos ganaderos, como los norteños.

A dicho repasto culinario se le suman alimentos propios de un pueblo con una fuerte herencia basada en la vida de la granja, el cuido del ganado y la agricultura, donde es elemental la figura del sabanero, una especie de vaquero local. Esto hace básicos al ganado vacuno para carne y a la cría del cerdo, que se manifiestan en dos preparaciones locales muy representativas: los asados y el frito, un guiso hecho con diversas partes picadas del cerdo, especialmente la cabeza. De los productos lácteos que abundan a raíz de esta importante cultura ganadera es de gran relevancia el queso Bagaces, originario de la comunidad homónima, al centro de la provincia costera; así como la cuajada
Dos bebidas míticas de la bajura guanacasteca son el vino de coyol, que se obtiene de la savia de la palma, dejada fermentar; y la leche dormida que se hace a partir de cuajada, limón, azúcar y ocasionalmente canela. Otros brebajes tradicionales de la zona abarcan al pinolillo y sus derivados (maíz tostado y molido, que puede mezclarse con distintas cantidades de cacao, canela, chile...), chichas (licor de maíz fermentado), chicheme (similar al anterior pero con maíz pujagua) y pozol (homónimo al caldo, es una bebida de chocolate con maíz). Entre los postres se encuentran los panes dulces caseros, buñuelos (esferas fritas usualmente de yuca, bañadas en tapa dulce), pequerreques (pan de maíz), marquesotes (galleta de pinol), piñonates (dulces de papaya) y sopa borracha (bizcochuelo bañado en almíbar y guaro).
Finalmente, al norte del país en las provincias de Alajuela y Heredia, se encuentran también los cantones de la Zona Norte (Guatuso, Los Chiles, San Carlos, Upala y Sarapiquí), que se extienden por amplias y fértiles llanuras, donde existe una enorme producción agrícola y explotación ganadera lechera y de engorde, lo que le concede a esta área muchas semejanzas con la cocina guanacasteca.

### Puntarenas
Localizada desde el Pacífico Central hasta la Zona Sur, la provincia de Puntarenas es el epicentro de la pesca artesanal en Costa Rica. Por lo tanto, su cocina está íntimamente relacionada con los productos del mar, dando origen a platos como: el arroz y la sopa de mariscos con camarones, calamares, pulpo, mejillones, almejas, ostras y fondo de pescado; el pescado entero, fileteado, frito, en salsa, a la milanesa (empanizado) o relleno de mariscos; el arroz guacho, que es un arroz acuoso al que se agregan mariscos, carne de cerdo o pollo; el salpicón de pescado, generalmente atún, aliñado con una salsa de tomates, condimentos y especias; las tortas de camarón, las verduras rellenas de frutos del mar y los pinchos de pescado, que consisten en diversos trozos de pescado, mariscos y verduras clavados en un palillo.

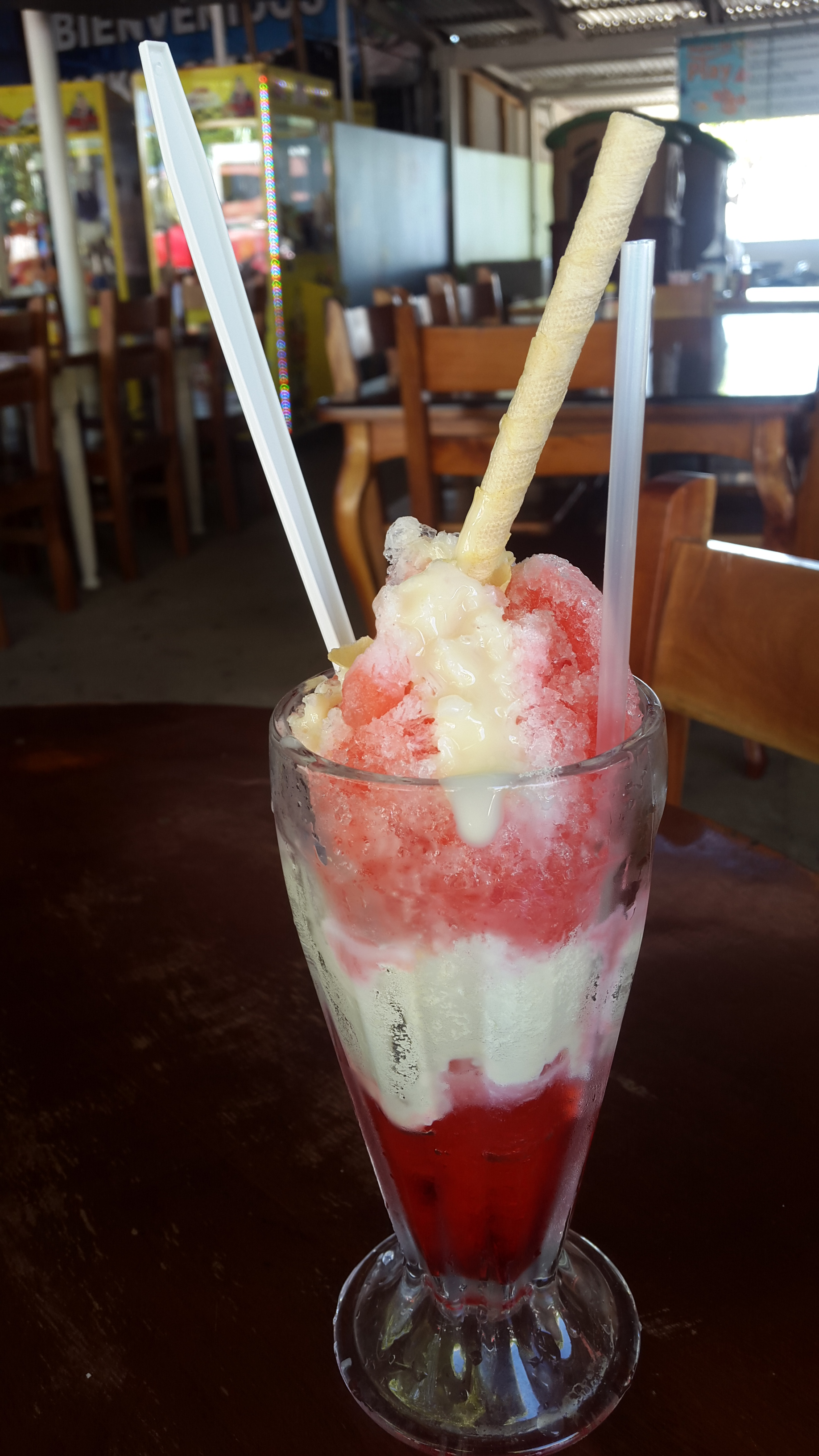
El churchill, granizado icónico de Puntarenas.

Sin embargo, el platillo más destacado en esta región es el ceviche, generalmente de corvina, aunque también existe de dorado, marlín, tiburón, camarón u otros mariscos autóctonos, como las chuchecas y las pianguas. Se prepara con jugo de limón, cebolla, chile dulce, culantro y sal al gusto, y se acompaña de plátano verde. Igualmente existe la costumbre de comer huevos de tortuga marina cuando están en temporada, pero actualmente es una actividad muy controlada por el daño ecológico. El huevo de tortuga se consume crudo, con un vaso de sangrita, una bebida especial para la ocasión, hecha con jugo de tomate, limón, salsa Lizano, chile tabasco y sal.

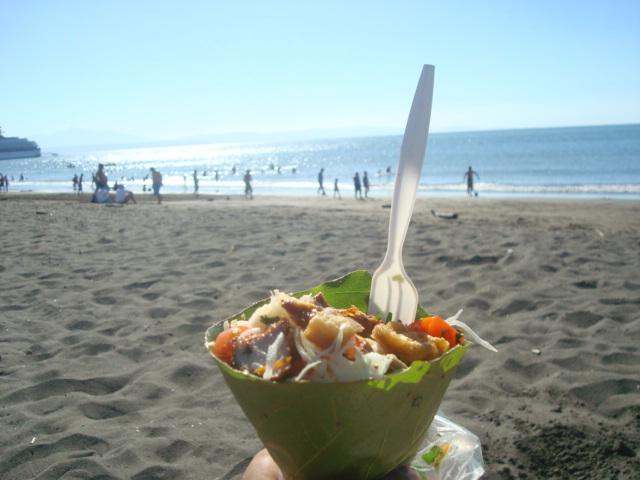
El vigorón de Puntarenas se considera el más tradicional de Costa Rica. Se distingue de otros porque se sirve en hojas de almendro de playa, árbol abundante en la costa del Pacífico.

La fuerte tradición marítima de la zona convive con una gran pluriculturalidad, ya que en los puertos situados por toda la provincia han entrado oleadas de inmigrantes italianos, chinos, nicaragüenses, españoles, cubanos, estadounidenses, alemanes, polacos y griegos; que combinan sus tradiciones con la nutrida variedad de productos locales (carnes, vegetales, lácteos). A partir de este amplio bagaje se encuentran recetas como los patacones, fritura a base de plátano verde; el escabeche de verduras; los tamales de arroz y de plátano verde, la berenjena rellena, los picadillos de rábano con carne y de papaya verde, las hojas de repollo rellenas y el popular vigorón, que se prepara con repollo picado, yuca, chicharrones de cerdo, se adereza con tomate picado, salsas y vinagre, y se sirve en una o dos hojas de almendro de playa, un árbol muy frecuente en la zona.
Entre los postres, destacan el churchill, un granizado con leche en polvo y condensada, al cual se le agregan helados, queque, frutas o tamarindo; y los buñuelos (esferas fritas de trigo, rellenas), los tamales dulces de yuca o coco (hervidos u horneados), las toronjas rellenas de cajeta de leche, las cajetas de coco con tapa dulce, las semillas de marañón asadas, el dulce de papaya, los turrones, el dulce de grosella, los panes dulces caseros o el zopilotillo (leche agria con azúcar y canela). Finalmente, en esta provincia costera es de gran importancia la resbaladera, una bebida preparada con arroz licuado acompañado de canela, nuez moscada, azúcar al gusto, hielo y leche; y su variante con maní conocida como horchata, así como los frescos frutales de temporada (especialmente de tamarindo) y el agua de pipa, que se toma directamente del interior del coco.

### Limón

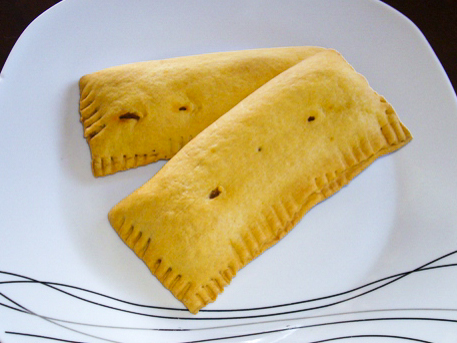
Pati limonense, un tipo de pastel relleno de carne típico de la cocina de muchos pueblos en la cuenca del Caribe.

La cocina del Caribe costarricense es producto del crisol cultural y natural que caracteriza a la provincia de Limón, por lo que se diferencia bastante de cualquier otra culinaria nacional, al permanecer aislada por décadas. En la mesa de la cocina limonense se mezclan influencias de muchas culturas, dado la variedad en la composición étnica de su población, al ser un puerto de entrada para miles de inmigrantes de todo el planeta. De los grupos aborígenes, representados principalmente por los pueblos bribri y cabécar, asentados en la cordillera de Talamanca, se han preservado costumbres culinarias basadas en el consumo de hojas y tubérculos, los cuales fueron las principales fuentes de alimentación durante la época precolombina, a diferencia del resto del país, donde el maíz ocupó ese espacio. El alimento prioritario de los pueblos talamanqueños se basó en el consumo de tiquisque, ñame, yuca y otras raíces, al lado del plátano, el banano, el coco, la fruta del pan, el bacalao seco, los mangos y muchas otras variedades de frutas.

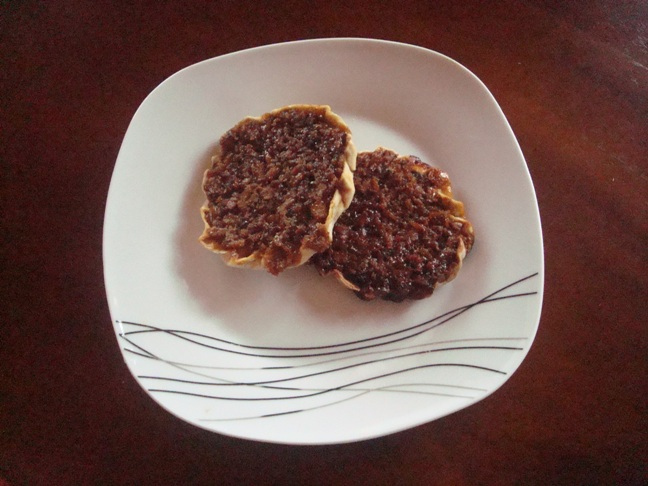
Las cocadas (conocidas también como torrijas o tártaras) son un postre tradicional de coco, que surge en la interacción entre las sociedades del Valle Central y el Atlántico.

Pero son los influjos culturales de África los que más han marcado a la cocina limonense, que conserva los nombres de muchos productos, la utilización privilegiada de otros, como los tubérculos y ciertas variedades de frijoles —en el plato limonense por excelencia, el rice and beans, se detecta esta ineludible herencia africana—, la preparación de guisos de cocimiento lento, como el rondón; el uso de hojas verdes como el yokotó, en sopas y ensaladas; la elaboración de té de hierbas con innumerables variedades de plantas; el consumo de productos desconocidos para el resto del país, como el okra y el ackee; y el uso del chile panameño y la pimienta como los condimentos más usuales.

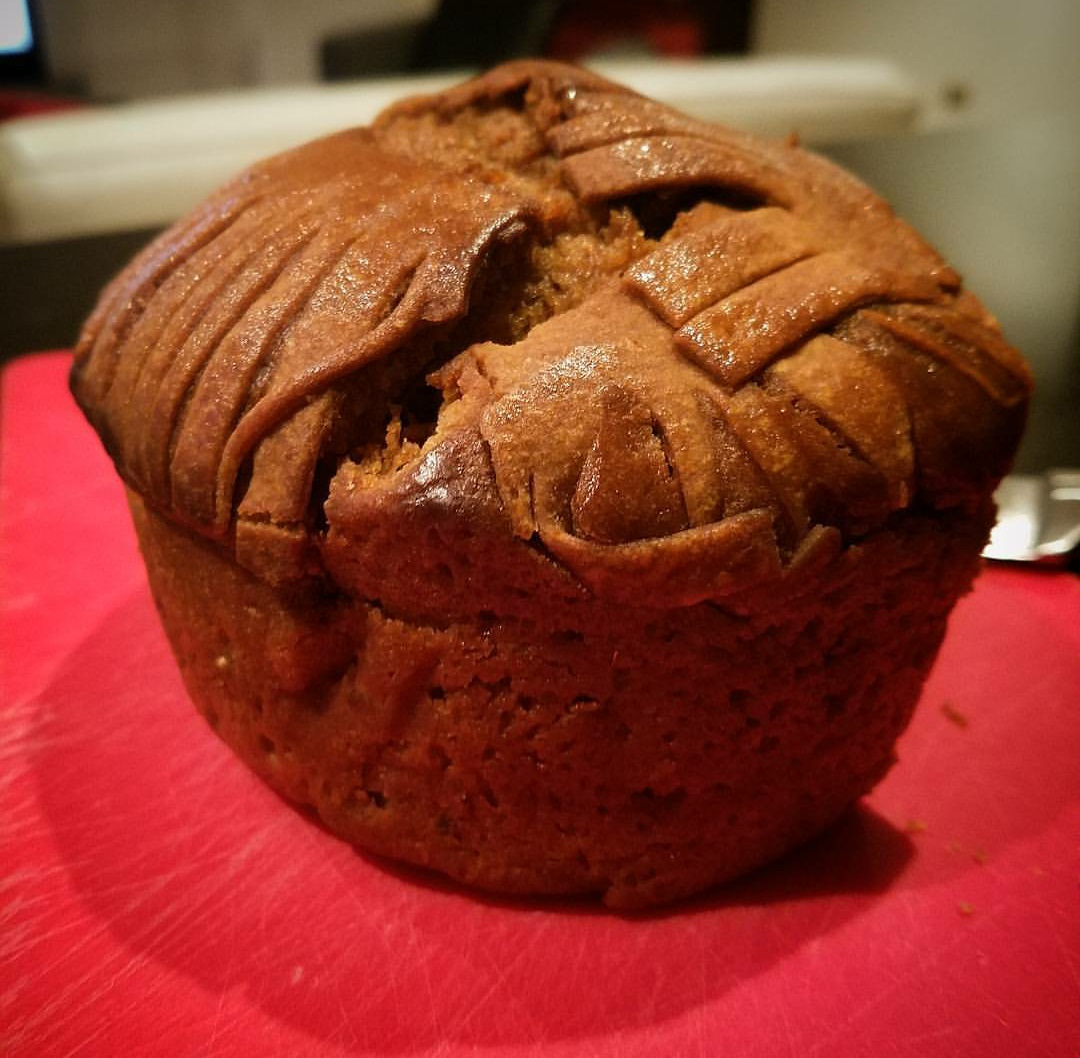
Pan bon, pan dulce del área caribeña en el que convergen diversas influencias culturales.

A partir de 1872, con el inicio de la construcción del Ferrocarril al Atlántico, la gastronomía limonense recibió también el aporte de inmigrantes chinos, ingleses, hindúes, italianos, nicaragüenses, estadounidenses, griegos, franceses y polacos, cuya influencia cultural quedó reflejada en los platillos de la región. Siendo especialmente importante la llegada de los antillanos negros (jamaiquinos, haitianos, panameños, arubanos, bahameños, curazoleños, trinitarios, entre muchos otros), que enriquecieron la cultura nacional con el Reino Unido como principal referente cultural e idiomático, matizado con distintos influjos subsaharianos de la mezcla vivida en sus islas de origen.
En la culinaria caribeña son muy populares: el rice & beans (arroz y frijoles cocidos con leche de coco); el pati (pastel de trigo relleno con carne y aderezo de chile panameño); el rondón (sopa de pescado en leche de coco, con tubérculos, plátano, verduras, especias y chile panameño), el one pot (pasta en algún tipo de salsa), el bami (tortas fritas de yuca), los blue crabs (cangrejos azules) el fried cake (bizcochuelos fritos), el pollo al curry, los pescados fritos o en salsa, el ackee maduro con mariscos o con huevo y arroz, el arroz con camarones de río, la sopa de mondongo caribeña, los dumplings que acompañan a guisos o caldos, y bebidas como el fresco de maracuyá, naranja agria o limón; la rosa de jamaica, la ginger beer y el hiel o agua e'sapo (dulce con limón y jengibre). Entre los postres son frecuentes las cocadas (pastelito relleno de coco), el pambón (pan negro con especias), el plantain tart (pasteles dulces con plátano maduro y coco); el journey cake (bollos dulces con coco), el pumpkin pudding (atol de ayote), el coconut grater (turrón de coco), el rice pudding (arroz con leche) y las banana fritters (plátano frito).

### Cocina sinocostarricense

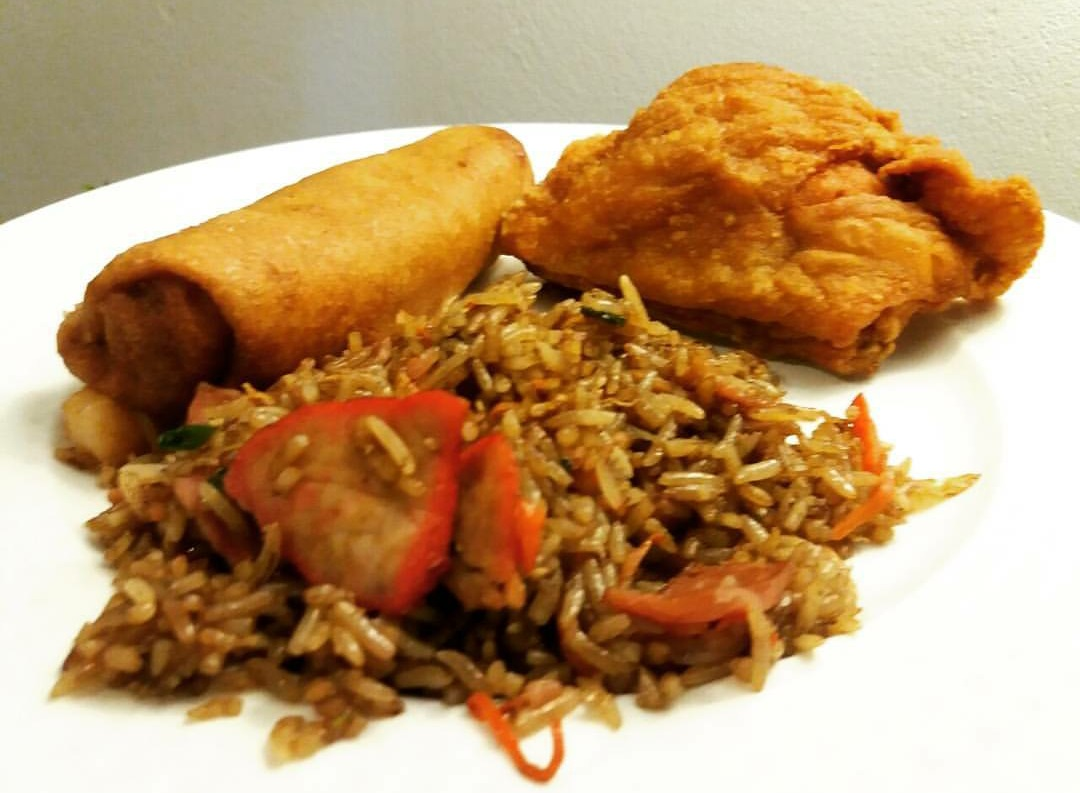
Algunas preparaciones sinocostarricenses, como el arroz cantonés, el pollo frito al estilo oriental y el taco chino.

La gastronomía china es muy apreciada por el costarricense, destacándose especialmente el chop suey y los tacos chinos, así como el wantán, el sa ho fang, el chow mein y diversos guisos, sopas, fideos y arroces preparados con multitud de aves y mariscos. 
Mención especial merece el arroz cantonés, platillo que surge del contacto de los primeros inmigrantes chinos provenientes de Cantón, llegados en 1855, y de los que descienden muchos sinocostarricenses. Este plato es una variante del arroz tradicional chino cocinado al vapor, modificado para convertirlo en un arroz frito al que se le agrega huevo, lechón, pollo, jamón, camarón y verduras, además de especias como el cebollín, apio, frijoles nacidos y chile dulce, para finalmente mezclarlo con salsa de soya o salsa china.
Platillos como el arroz cantonés y el chop suey se han hecho tan populares que se preparan incluso en forma casera por familias costarricenses no chinas. La abundancia de restaurantes de comida china en el país permite, además, que el costarricense pueda degustar platillos más apegados a la gastronomía china tradicional como los que se pueden encontrar especialmente en bufés.
Un lugar donde abundan exponentes de la culinaria sino-costarricense es el Barrio chino de San José, en el distrito de Catedral. En esta zona se encuentran todo tipo de restaurantes que ofrecen los clásicos menús que mezclan la dieta tica con la oriental; y otros mucho más tradicionales. Además, acá se da la importante celebración del año nuevo chino, en la que sobresalen las ferias gastronómicas conmemorativas a lo largo del Paseo de los Estudiantes.

## Cocina moderna
La cocina tradicional costarricense ha experimentado una revaloración reciente asociado al auge del turismo, principal fuente de divisas del país, motivado por la necesidad de ofrecer al visitante un menú original que sea representativo del país. De esta manera se ha dado una gran auge en la cocina fusión nacional que rescata muchos platillos típicos abandonados y los combina con elementos novedosos, traídos de todo el mundo, lo que crea nuevas y muy diversas preparaciones culinarias.
Asimismo, muchas franquicias internacionales aprovechan el potencial gastronómico nacional e incorporan platillos costarricenses en sus menús, o utilizan ingredientes de amplio consumo en el país para elaborar sus productos. Esto es paralelo a la reutilización de muchos ingredientes típicos de la cocina costarricense que llevaban varias décadas en desuso, o con un consumo pequeño, y que se han incorporado satisfactoriamente a la cocina fusión, a grandes ferias gastronómicas y a diversos mercados en toda la nación, mediante su utilización en productos no tradicionales como suflés, vinos y mousses; siendo el caso del pejibaye, el jocote e incluso los tomates y el maíz.

### Premios y reconocimientos
Además, muchos cocineros costarricenses han alcanzado prestigio mundial en diversas premiaciones gastronómicas, como la chef Flora Sobrado Rothe conocida como la Tía Florita de Echandi quien recibió dos premios Gourmand Cookbook en 2010 por su trayectoria profesional y la venta de sus libros de cocina. Durante la misma edición su nuera, la chef Viviana Muñoz Fernández, también recibió un Gourmand World Cookbook Award por el libro Viviana en tu cocina, publicado en 2009, asimismo fue nominada para las categorías de Best Celebrity Chef y Libro de recetas fáciles.
En 2012 la chef costarricense Isabel Campabadal Herrero obtiene el premio Gourmand Cookbook en la categoría Especializada por su libro Bocadillos de aquí, de allá y de Costa Rica también, sobre diversos aperitivos costarricenses y del mundo entero. Para el año siguiente, el recetario Cocina tradicional costarricense 5: San José del Ministerio de Cultura de la República, que recopila decenas de platillos tradicionales del área rural josefina, alcanza el tercer lugar en la categoría Digital de los Gourmand Cookbook Awards.
Luego, en 2015 el libro Café de Costa Rica: El espíritu de una nación escrito por el costarricense Jaime Gamboa Goldenberg junto con la periodista mexicana Yazmín Ross Lemus, y publicado por el Instituto Costarricense del Café (ICAFÉ), clasifica en los 10 primeros puestos de la categoría Especializada en los premios Gourmand Cookbook. Ese mismo año el chef costarricense Luis Fernando Ceciliano Campos, de 26 años, es declarado maestro asador por la asociación francesa La Chaîne des Rôtisseurs.
En 2017 el restaurante Don Rufino de La Fortuna y su equipo de tres cocineros compuesto por Lisbeth Murillo Salazar, Pedro Cabrera Navarro y Santiago Fernández Benedetto, se posiciona como uno de los mejores del planeta en el 8 Salón Internacional de Turismo Gastronómico, Xantar 2017, celebrado en España.
En 2022 la lista Latin America’s 50 Best de S. Pellegrino & Acqua Panna ubicó al restaurante costarricense Sikwa del chef Pablo Bonilla como el número 86 de los 100 mejores restaurantes de Latinoamérica. Sikwa, ubicado en San José y enfocado en gastronomía de los pueblos originarios de Costa Rica, había sido destacado anteriormente por Latin America’s 50 Best Restaurants en la iniciativa “El espíritu de América Latina” en 2020.